# أغسطس قيصر
أغسطس والمعروف باسم أغسطس قيصر (باللاتينية: Imperator Caesar Divi filius Augustus) و أوكتافيان (ولد في 23 سبتمبر 63 ق.م - توفي في 19 أغسطس 14 م) هو رجل دولة روماني وزعيم عسكري، أصبح أغسطس الإمبراطور الأول للإمبراطورية الرومانية من 27 ق.م حتى وفاته في 14 م. تُعد مكانته كمؤسس عهد الزعامة إرثًا دائمًا لإحدى أكثر القادة فاعلية وإثارة للجدل في تاريخ البشرية. بدأ عهد أغسطس حقبة من السلام النسبي والمعروفة باسم باكس رومانا، حيث فيها كان العالم الروماني خاليًا إلى حد كبير من الصراع على نطاق واسع لأكثر من قرنين من الزمان، وذلك على الرغم من الحروب المستمرة للتوسع الإمبراطوري على حدود الإمبراطورية والحرب الأهلية التي دامت عامًا والمعروفة باسم «عام الأباطرة الأربعة» على الخلافة الإمبراطورية.
ولد غايوس أوكتافيوس ثورينوس من أحد فروع الإكوايتس الثرية والقديمة وهي عائلة أوكتافيا من طبقة الدهماء (العامة). واُغتيل عمه الأكبر يوليوس قيصر في 44 ق.م، وسمي أوكتافيوس في وصية يوليوس قيصر والذي تبناه الأخير وجعله وريثه. قام أغسطس مع مارك أنطوني وماركوس ليبيدوس بتأسيس الحكومة الثلاثية الثانية لهزيمة قتلة يوليوس قيصر. بعد فوزهم في معركة فيليبي، قسّم الحكام الثلاثة الجمهورية الرومانية فيما بينهم وحكموا كديكتاتوريين عسكريين. وفي نهاية المطاف تمزق الحكم الثلاثي بسبب الطموحات المتنافسة من أعضائه. حيث طُرد ماركوس ليبيدوس إلى المنفى وتم تجريده من منصبه، وانتحر مارك أنطوني بعد هزيمته في معركة أكتيوم ضد أغسطس في 31 ق.م.
بعد زوال الحكم الثلاثي الثاني، أعاد أغسطس الواجهة الخارجية للجمهورية الحرة، ولكن مع السلطة الحكومية المخولة في مجلس الشيوخ الروماني، والقضاة التنفيذيين، والمجالس التشريعية. ولكنه في الواقع احتفظ بسلطته الاستبدادية على الجمهورية كديكتاتور عسكري. بموجب القانون، كان لأغسطس مجموعة من الصلاحيات الممنوحة له مدى الحياة من قبل مجلس الشيوخ، بما في ذلك القيادة العسكرية العليا، وتلك الخاصة بالمحكمة والرقابة. استغرق الأمر عدة سنوات من أغسطس لتطوير إطار يمكن من خلاله إقامة دولة جمهورية رسمية تحت حكمه الوحيد. رفض أغسطس الألقاب الملكية، وبدلاً من ذلك أطلق على نفسه اسم برينسيبيس سيفيتوس («المواطن الأول في الدولة»). أصبح الإطار الدستوري الناتج معروفًا بالزعامة، وبذلك بدأت المرحلة الأولى من الإمبراطورية الرومانية.
قام أغسطس بتوسيع الإمبراطورية كثيرًا، وقام بضم مصر، ودلماسية، وبانونيا، ونوريكوم، ورائيتيا، وقام بتوسيع سيطرته في إفريقية، واستكمل غزو هسبانيا، لكن عاني من نكسه كبيرة في جرمانيا. خارج الحدود، قام أغسطس بتأمين الإمبراطورية بمنطقة عازلة من الدول العميلة وعقد السلام مع الإمبراطورية الفرثية من خلال الدبلوماسية. قام بإصلاح نظام الضرائب الروماني، وطور شبكات الطرق المتقدمة مع نظام بريد رسمي، وأنشأ جيشًا دائمًا والحرس البريتوري والشرطة الرسمية وخدمات مكافحة النيران في روما، وأعاد بناء معظم المدينة خلال فترة حكمه. تُوفي أغسطس في عام 14 م عن عمر يناهز 75 عامًا، ومن المحتمل أنه توفي لأسباب طبيعية، رغم أنه كانت هناك شائعات غير مؤكدة بأن زوجته ليفيا قد سممته. وقد خلفه ابنه بالتبني كإمبراطور (والذي كان أيضاً ربيبه وصهره سابقًا) تيبيريوس.

## الاسم والأصل والنسل

### الاسم
نتيجة للعادات الرومانية والمجتمع والتفضيل الشخصي، كان أغسطس (/ɔːˈɡʌstəs, əˈɡʌs-/; تلفظ لاتيني: [awˈɡʊstʊs]) معروفًا بالعديد من الأسماء طوال حياته:
- غايوس أوكتافيوس ثورينوس (باللاتينية: Gaius Octavius Thurinus): اسمه عند ولادته، من والده البيولوجي. كان «غايوس» اسمه الأول، و«أوكتافيوس» كان اسم عائلته، و«ثورينوس» كان لقبه.[6][7] لاحقًا، في وقت لاحق، استخدم منافسه مارك أنطوني اسم «ثورينوس» كإهانة، أجابه أغسطس متفاجئًا «هل يُظن أن استخدام اسمي القديم إهانة!».[8][9]
- غايوس يوليوس قيصر أوكتافيانوس (باللاتينية: Gaius Julius Caesar): بعد أن تبناه يوليوس قيصر، أخذ اسم قيصر وفقاً لمعايير تسمية التبني الرومانية.[10] وبينما أسقط كل الإشارات إلى عائلته أوكتافيا، أضاف الناس بالعامية أوكتافيانوس إلى اسمه القانوني، إما للتمييز بينه وبين والده بالتبني أو لتسليط الضوء على أصوله الأكثر تواضعًا. المؤرخون الحديثون يشيرون إليه مستخدمين الكلمة «أوكتافيوس» (/ɒkˈteɪviən/) بين عام 44 ق.م وعام 27 ق.م.[11]
- غايوس يوليوس قيصر ديفي فيليوس (باللاتينية: Gaius Julius Caesar Divi Filius): بعد عامين من تبنيه، قام أغسطس بتأسيس معبد قيصر بالإضافة إلى إضافة لقب ديفي فيلوس (تُترجم «ابن الإله») لاسمه في محاولة لتقوية علاقاته السياسية مع جنود القيصر السابقين، وذلك بعد تأليه قيصر.[12]
- إيمبرتور قيصر ديفي فيلوس: من عام 38 ق.م، استبدل أغسطس البرينميون «غايوس» والنومين «يوليوس» بلقب «إمبراتور»، وهو العنوان الذي أثنى فيه الجنود على قائدهم بعد النجاح العسكري. كان اسمه يُترجم تقريباً باسم «القائد قيصر، ابن الإله».
- إمبراتور قيصر ديفي فيلوس أغسطس (باللاتينية: Imperator Caesar Divi Filius Augustus): بعد هزيمة مارك أنطوني وكليوباترا في 31 ق.م، وبسبب إصراره جزئياً، منحه مجلس الشيوخ الروماني الاسم الإضافي «أغسطس».[7] الذي أضافه إلى أسمائه السابقة بعد ذلك.[13] يستخدم المؤرخون هذا الاسم للإشارة إليه من عام 27 ق.م حتى وفاته في 14 م.[14]

### الأصل
|  |                              |  |  |  |  |  |  |  |  |  |  |  |  |  |  |  |
|  | 16. غايوس أوكتافيوس الأول    |  |  |  |  |  |  |  |  |  |  |  |  |  |  |  |
|  |                              |  |  |  |  |  |  |  |  |  |  |  |  |  |  |  |
|  |                              |  |  |  |  |  |  |  |  |  |  |  |  |  |  |  |
|  | 8. غايوس أوكتافيوس الثاني    |  |  |  |  |  |  |  |  |  |  |  |  |  |  |  |
|  |                              |  |  |  |  |  |  |  |  |  |  |  |  |  |  |  |
|  |                              |  |  |  |  |  |  |  |  |  |  |  |  |  |  |  |
|  | 4. غايوس أوكتافيوس الثالث    |  |  |  |  |  |  |  |  |  |  |  |  |  |  |  |
|  |                              |  |  |  |  |  |  |  |  |  |  |  |  |  |  |  |
|  |                              |  |  |  |  |  |  |  |  |  |  |  |  |  |  |  |
|  | 2. غايوس أوكتافيوس الرابع    |  |  |  |  |  |  |  |  |  |  |  |  |  |  |  |
|  |                              |  |  |  |  |  |  |  |  |  |  |  |  |  |  |  |
|  |                              |  |  |  |  |  |  |  |  |  |  |  |  |  |  |  |
|  | 1. أغسطس                     |  |  |  |  |  |  |  |  |  |  |  |  |  |  |  |
|  |                              |  |  |  |  |  |  |  |  |  |  |  |  |  |  |  |
|  |                              |  |  |  |  |  |  |  |  |  |  |  |  |  |  |  |
|  | 12. ماركوس أتيوس بالبوس      |  |  |  |  |  |  |  |  |  |  |  |  |  |  |  |
|  |                              |  |  |  |  |  |  |  |  |  |  |  |  |  |  |  |
|  |                              |  |  |  |  |  |  |  |  |  |  |  |  |  |  |  |
|  | 6. ماركوس أتيوس بالبوس       |  |  |  |  |  |  |  |  |  |  |  |  |  |  |  |
|  |                              |  |  |  |  |  |  |  |  |  |  |  |  |  |  |  |
|  |                              |  |  |  |  |  |  |  |  |  |  |  |  |  |  |  |
|  | 26. سكستوس بومبيوس           |  |  |  |  |  |  |  |  |  |  |  |  |  |  |  |
|  |                              |  |  |  |  |  |  |  |  |  |  |  |  |  |  |  |
|  |                              |  |  |  |  |  |  |  |  |  |  |  |  |  |  |  |
|  | 13. بومبيا                   |  |  |  |  |  |  |  |  |  |  |  |  |  |  |  |
|  |                              |  |  |  |  |  |  |  |  |  |  |  |  |  |  |  |
|  |                              |  |  |  |  |  |  |  |  |  |  |  |  |  |  |  |
|  | 27. ليسوليا                  |  |  |  |  |  |  |  |  |  |  |  |  |  |  |  |
|  |                              |  |  |  |  |  |  |  |  |  |  |  |  |  |  |  |
|  |                              |  |  |  |  |  |  |  |  |  |  |  |  |  |  |  |
|  | 3. آتيا بالبا كيسونيا        |  |  |  |  |  |  |  |  |  |  |  |  |  |  |  |
|  |                              |  |  |  |  |  |  |  |  |  |  |  |  |  |  |  |
|  |                              |  |  |  |  |  |  |  |  |  |  |  |  |  |  |  |
|  | 28. غايوس يوليوس قيصر الثاني |  |  |  |  |  |  |  |  |  |  |  |  |  |  |  |
|  |                              |  |  |  |  |  |  |  |  |  |  |  |  |  |  |  |
|  |                              |  |  |  |  |  |  |  |  |  |  |  |  |  |  |  |
|  | 14. غايوس يوليوس قيصر الثالث |  |  |  |  |  |  |  |  |  |  |  |  |  |  |  |
|  |                              |  |  |  |  |  |  |  |  |  |  |  |  |  |  |  |
|  |                              |  |  |  |  |  |  |  |  |  |  |  |  |  |  |  |
|  | 29. مارسيا                   |  |  |  |  |  |  |  |  |  |  |  |  |  |  |  |
|  |                              |  |  |  |  |  |  |  |  |  |  |  |  |  |  |  |
|  |                              |  |  |  |  |  |  |  |  |  |  |  |  |  |  |  |
|  | 7. جوليا الصغري              |  |  |  |  |  |  |  |  |  |  |  |  |  |  |  |
|  |                              |  |  |  |  |  |  |  |  |  |  |  |  |  |  |  |
|  |                              |  |  |  |  |  |  |  |  |  |  |  |  |  |  |  |
|  | 30. لوسيوس أوريليوس كوتا     |  |  |  |  |  |  |  |  |  |  |  |  |  |  |  |
|  |                              |  |  |  |  |  |  |  |  |  |  |  |  |  |  |  |
|  |                              |  |  |  |  |  |  |  |  |  |  |  |  |  |  |  |
|  | 15. أوريليا كوتا             |  |  |  |  |  |  |  |  |  |  |  |  |  |  |  |
|  |                              |  |  |  |  |  |  |  |  |  |  |  |  |  |  |  |
|  |                              |  |  |  |  |  |  |  |  |  |  |  |  |  |  |  |
|  | 31. ريوتليا                  |  |  |  |  |  |  |  |  |  |  |  |  |  |  |  |
|  |                              |  |  |  |  |  |  |  |  |  |  |  |  |  |  |  |
|  |                              |  |  |  |  |  |  |  |  |  |  |  |  |  |  |  |

### النسل
كان الطفل البيولوجي الوحيد (غير المتبنى) لأغسطس هي ابنته.
- أغسطس
  -  جوليا (جوليا الكبرى)(39 ق.م – م 14)
    - غايوس يوليوس قيصر (20 ق.م – م 4)، لا نسب
    - فيبسانيا جوليا (جوليا الصغرى) (19 ق.م – م 28)
      - إيميليا ليبيدا (خطيبة كلوديوس) (4 ق.م – م 53)
        - ماركوس جونيوس سيلينوس توركاتوس (14 – 54)
          - لوسيوس جونيوس سيلينوس توركاتوس الأصغر (50–66)، توفي صغيرًا

        - جونيا كالفينا (15–79)، لا نسب
        - ديسيموس جونيوس سيلانوس توركاتوس (توفي في 64)، لا نسب
        - لوسيوس جونيوس سيلينوس توركاتوس الأكبر (توفي في 49)، لا نسب
        - جونيا ليبيدا (حوالي 18–65)، نسب غير معروف

      -  ابن غير شرعي من قبل ديسيموس جونيوس سيلينوس (توفي 8 م)، أمر أن يُنزع من الحماية من قبل أغسطس

    - لوسيوس يوليوس قيصر (17 ق.م – م 2)، لا نسب
    - أغريبينا الكبرى (14 ق.م – م 33)
      - نيرو يوليوس قيصر جيرمانيكوس (6–30)، لا نسب
      - دروس يوليوس قيصر جرمانيكوس (7–33)، لا نسب
      - غايوس يوليوس قيصر جرمنيكس ماجيور (توفي قبل 12 م)[18]
      -  كاليغولا (12–41)
        - جوليا دروسيلا (39–41)، توفيت صغيرة

      - جوليا أغريبينا (أغريبينا الصغرى) (15–59)
        -  نيرون (37–68)
          - كلوديا أوغستا (يناير 63 – أبريل 63)، توفيت صغيرة

      - جوليا دروسيلا (16–38)، لا نسب
      - جوليا ليفيلا (18–42)، لا نسب
      - تيبريوس يوليوس قيصر (غير معروف)، ربما ولد قبل نيرو يوليوس قيصر، بين دروسوس قيصر وكاليغولا أو بين كاليغولا وأغريبينا الصغرى[19]
      - ابن (غير معروف)، يشار إليه بـ إنيانوس[20]

    - ماركوس يوليوس قيصر أغريبا بوستوموس (12 ق.م – م 14)، لا نسب
    -  تيبيرليوس (ولد وتوفي فورًا في 11 ق.م)، ابن تيبيريوس

## بدايات حياته

تمثال لـ أوكتافيوس الشاب (المتحف الأثري الوطني في أكويليا)

في حين أن أسرته كانت من بلدة فليتري، على بعد حوالي 40 كم (25 ميلًا) من روما، ولد أغسطس في مدينة روما في 23 سبتمبر 63 ق.م. في أوكس هيد، وهي إقطاعة صغيرة في هضبة بالاتين، بالقرب من المنتدى الروماني. سمي بـغايوس أوكتافيوس ثورينوس، حيث رُجِح أن إسمه الثالث ربما كان يحتفي بذكرى انتصار والده على ثورة مجموعة من العبيد المتمردين في ثيراي. كتب سويتونيوس: «هناك العديد من المؤشرات التي تدلّ على أن عائلة أكتوفيان كانت مميزة في الأيام القديمة في فليتري، فلم يقتصر تميزهم على وجود شارع على اسم عائلة أكتوفيان في الجزء الأكثر ترددًا من المدينة منذ فترة طويلة، بل قام كذلك أحد الأكتوفيانيين بتكريس مذبح لهم هناك. كان هذا الرجل قائدًا في حرب مع مدينة مجاورة...».
نظرًا لطبيعة روما المزدحمة في ذلك الوقت، تم ترحيل أوكتافيوس إلى قرية والده في فليتري ليتم تربيته. يَذكر أوكتافيوس عائلة الإكوايتس لأبيه لفترة وجيزة في مذكراته. حيث كان أبو جدّه غايوس أوكتافيوس أطربونًا عسكريًا في صقلية خلال الحرب البونيقية الثانية. وخدم جده في العديد من المكاتب السياسية المحلية. وكان والده، الذي يدعى أيضًا غايوس أوكتافيوس، حاكمًا لمقدونيا. وكانت والدته، آتيا، ابنة أخي يوليوس قيصر.
في عام 59 ق.م، توفي والده وكان عمره يبلغ حينها أربع سنوات. تزوجت والدته من محافظ سابق لسوريا، لوسيوس مارسيوس فيليبوس. وادعى لوسيوس مارسيوس فيليبوس أنه ينتسب إلى الإسكندر الأكبر، وتم انتخابه قنصلًا في 56 ق.م. لكن لم يكن لدى فيليبوس اهتمام كبير بالشاب أوكتافيوس الصغير. ولهذا السبب، ترعرع أوكتافيوس مع جدته، جوليا، أخت يوليوس قيصر.
توفيت جدته جوليا في 52 أو 51 ق.م، وألقى أوكتافيوس خطبة الجنازة. ومن هذه النقطة، أخذت والدته وزوجها دورًا أكثر نشاطًا في تربيته، ارتدى أغسطس رداء التوجة بعد أربع سنوات، وانتُخب في هيئة الأحبار في 47 ق.م. وفي العام التالي، عُيِّن في الألعاب اليونانية التي أقيمت تكريمًا لمعبد فينوس جينيتيكس، الذي بناه يوليوس قيصر. ووفقًا لنقولا الدمشقي، كان أوكتافيوس يرغب في الانضمام إلى طاقم قيصر لحملته في إفريقيا، لكنه ترك الأمر عندما احتجت أمه. وفي عام 46 ق.م، وافقت أمه على انضمامه إلى قيصر في هسبانيا، حيث كان يخطط لقتال قوات بومبيوس، العدو الراحل لقيصر، لكن أوكتافيوس أصيب بالمرض ولم يتمكن من السفر.
حالما تعافى أغسطس، سرعان ما أبحر إلى الجبهة، لكن تحطمت سفينته. ووصل أغسطس إلي الشاطئ مع ما بقي من المرافقين، حيث قام يعبَورَ الأراضي المعادية إلى مخيم قيصر، مما أثار إعجاب عم أمه قيصر. ذكر فيليوس باتركولوس أنه بعد هذا الموقف، سمح قيصر لأوكتافيوس أن يشاركه عربة التنقل الخاصة به. وقام قيصر بعد عودته إلى روما، بإيداع وصية جديدة مع عذارى فستال، حيث عَين أوكتافيوس الحبر الأول.

## الصعود للسلطة

### وريث قيصر

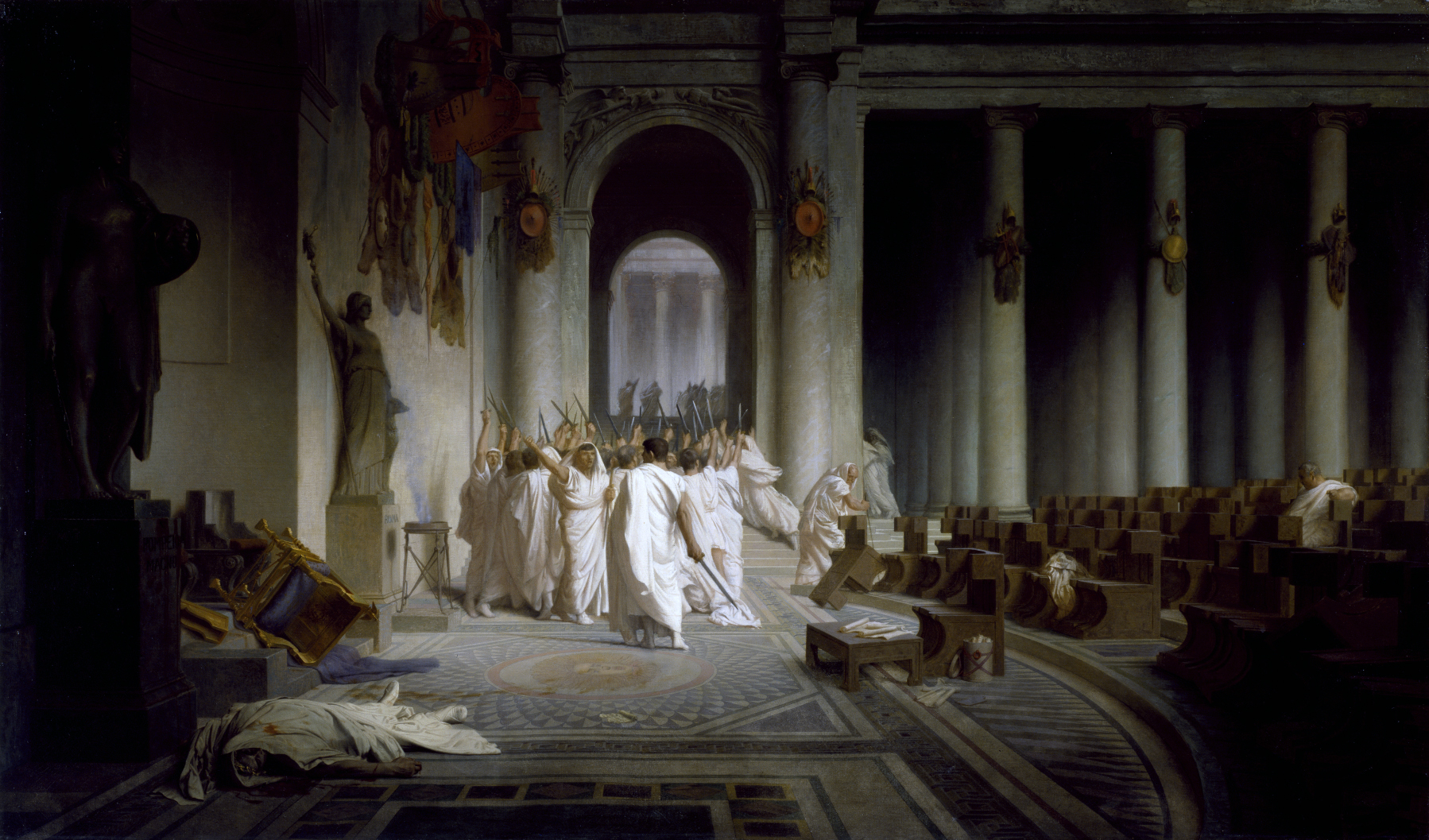
موت قيصر، بواسطة جان ليون جيروم (1867). في 15 مارس 44 ق.م، أب أوكتافيوس بالتبني يوليوس قيصر أغتيل في مؤامرة بقيادة ماركوس يونيوس بروتس وغايوس كاسيوس لونغينوس. متحف والترز، بالتيمور.

كان أوكتافيوس يدرس ويخضع للتدريب العسكري في أبولونيا، إيليريا، عندما قُتل يوليوس قيصر في إديس مارس (15 مارس) 44 ق.م. رفض أغسطس نصيحة بعض ضباط الجيش في الالتجاء مع القوات في مقدونيا وأبحر إلى إيطاليا للتأكد مما إذا كان لديه أي حقوق سياسية أو أمنية مُحتملة. لم يكن لدى قيصر أطفال شرعيون يعيشون بموجب القانون الروماني، ولهذا قام بتبني أوكتافيوس، نجل ابن أخته، جاعله الوريث الأساسي. اتهم مارك أنطوني في وقت لاحق أن أوكتافيان حصل على تبنيه من قبل قيصر من خلال تفضيلات جنسية، لكن سويتونيوس وصف اتهام أنطوني بأنه تشهير سياسي. بعد نزوله بلوبيا بالقرب من برينديزي، عرف أوكتافيوس وصية قيصر، وعندها قرّر أن يصبح وريث قيصر السياسي ووريثًا لثلثي إدارته.
عند تبنيه، حصل أوكتافيوس على اسم عم أمه غايوس يوليوس قيصر. عادة ما يحتفظ المواطنون الرومانيون المُتبنون لعائلة جديدة باسمهم القديم في موقع الاسم الثالث (على سبيل المثال، أوكتافينوس لشخص كان أوكتافيوس، إميليانوس لأحد الذين كانوا أميليوس، إلخ). ومع ذلك، على الرغم من أن بعض معاصريه فعلوا ذلك، لا يوجد أي دليل على أن أوكتافيوس قد استخدم بنفسه رسميًا اسم أوكتافينوس، لأنه كان سيجعل أصوله المتواضعة واضحة جدًا. يستخدم المؤرخون عادًة الأسم أوكتافيان في إشارتهم إلى قيصر الجديد ما بين تبنيه وأخذه اسم أغسطس في 27 ق.م من أجل تجنب الخلط بين الدكتاتور الميت يوليوس قيصر ووريثه.
لم يستطع أوكتافيان الاعتماد على أمواله المحدودة لتحقيق النجاح في الدخول إلى الرتب العُليا للتسلسل السياسي الروماني. وبعد الترحيب الحار من قبل جنود قيصر في برينديزي، طالب أوكتافيان بجزء من الأموال التي خصصها قيصر للحرب القائمة ضد الإمبراطورية الفرثية في الشرق الأوسط. وقد بلغ هذا المبلغ 700 مليون سيسترتيوس مخزَّنة في برينديزي، وهي نقطة الانطلاق في إيطاليا للعمليات العسكرية في الشرق.
لم يُتخذ أي إجراء ضد أوكتافيان بعد تحقيق أجراه مجلس الشيوخ لاحقًا حول اختفاء الأموال العامة، وذلك لإستخدامه تلك الأموال لتجميع القوات ضد عدو مجلس الشيوخ اللدود مارك أنطوني. قام أوكتافيان بخطوة جريئة أخرى في عام 44 ق.م عندما قام وبدون إذن رسمي، بتخصيص الجزية السنوية التي أُرسلت من إقليم الشرق الأدنى إلى إيطاليا.
بدأ أوكتافيان تعزيز قواته الشخصية مع فيلق قيصر المخضرم ومع القوات المخصصة للحرب الفرثية، وجمع الدعم من خلال التأكيد على وضعه كوريث لقيصر. وفي مسيره إلى روما عبر إيطاليا، اجتذب حضور أوكتافيان والتمويل المكتسب حديثًا الكثيرين، مما مكنه من الفوز بقلوب قدامى محاربي قيصر السابقين المتمركزين في كامبانيا. بحلول شهر يونيو، استطاع أغسطس تجميع جيش قوامه ثلاثة آلاف من المحاربين القدامى المخلصين، دافعًا لكل منهم راتبًا قدره 500 ديناريوس.

### التوتر المتزايد
عندما وصل أوكتافيان إلى روما في 6 مايو 44 ق.م، وجد القنصل مارك أنطوني وهو زميل قيصر السابق في هُدنة غير مستقرة مع قتلة قيصر. وقد مُنِحوا عفواً عاماً في 17 مارس، لكن أنطوني نجح في طرد معظمهم من روما. كان هذا بسبب تأبين أنطوني الالتهابي المُلقي في جنازة قيصر، والذي سببت تصاعد الرأي العام ضد القتلة.
كان مارك أنطوني يحشد الدعم السياسي، لكن كان يزال لدى أوكتافيان فرصة لمنافسته بوصفه العضو القيادي في الفصيل الذي يدعم قيصر. لقد فقد مارك أنطوني دعم العديد من الرومان وأنصار قيصر عندما عارض في البداية حركة رفع قيصر إلى منزلة إلهية. فشل أوكتافيان في إقناع أنطوني بالتخلي عن أموال قيصر له. لكن في خلال الصيف، تمكن أوكتافيان من كسب الدعم من المتعاطفين مع القيصر، ومع ذلك، هناك منهم من رأى الوريث الأصغر أقلّ شرّاً وطمعوا في التلاعب به، أو أنه يمكن تحمله أثناء جهودهم للتخلص من أنطوني.
بدأ أوكتافيان بالتعاضد مع الأوبتيميتس، الأعداء السابقين لقيصر. وفي شهر سبتمبر، بدأ خطيب الأوبتيميتس ماركوس توليوس سيسيرو في مهاجمة أنطوني في سلسلة من الخطابات التي تصوره على أنه تهديد للنظام الجمهوري. ومع تحول الرأي في روما ضده وسنته الأخيرة كقنصل والتي شارفت على نهايتها، حاول أنطوني تمرير قوانين من شأنها أن تمنحه السيطرة على غاليا كيسالبينا، التي عُينت جزءًا من مقاطعته، وذلك على حساب دسيموس جونيوس بروتوس ألبينوس، أحد قتلة قيصر.
في غضون ذلك، بنى أوكتافيان جيشًا خاصًا في إيطاليا من خلال توظيف قدامى المحاربين القيصريين، وفي 28 نوفمبر، سيطر على كتيبتين تابعتين لأنطوني واعادًا إياهم بالمكسب النقدي. في مواجهة قوة أوكتافيان الكبيرة والقوية، رأى أنطوني خطر البقاء في روما، وطلب العون من مجلس الشيوخ، وقام بالهرب إلى غاليا كيسالبينا، والتي كان من المقرر تسليمه إياها في 1 يناير.

### الصراع الأول مع أنطوني
رفض ديسيموس بروتوس التخلي عن غاليا كيسالبينا، لذلك حاصره أنطوني في موتينا. رفض أنطوني القرارات التي أصدرها مجلس الشيوخ لوقف العنف، حيث لم يكن لدى مجلس الشيوخ جيش خاص به لتحديه. وقد أتاح ذلك فرصة لأوكتافيان، والذي كان معروفا بالفعل أنه يملك قوات مسلحة. دافع شيشرون أيضاً عن أوكتافيان ضد تشهير أنطوني حول افتقار أوكتافيان للنسب النبيل وتقليد اسم يوليوس قيصر، قائلاً «ليس لدينا أي مثال أكثر تألقاً عن التقوى التقليدية بين شبابنا».
بناء على دعوة من شيشرون، نصب مجلس الشيوخ أوكتافيان سيناتورًا في 1 يناير عام 43 ق.م، ومُنح سلطة التصويت إلى جانب القناصل السابقين. بالإضافة إلى ذلك، مُنِح أوكتافيان سلطة بريبريتور إمبريوم (سلطة القيادة) والتي جعلت قيادته للجنود شرعية، وقام مجلس الشيوخ بإرساله مع هيرتيوس وبانسا لتخفيف الحصار. هُزمت قوات أنطوني في معركتي فورم غالورم وموتينا في أبريل عام 43 ق.م، وأجبر أنطوني على التراجع إلى غاليا ناربوننسيس. قُتل القنصلان في المعارك مما جعل أوكتافيان وحده القائد على جيشيهما.
حصد مجلس الشيوخ العديد من الغنائم من ديسيموس بروتوس أكثر من أوكتافيان في هزيمة أنطوني، لذلك حاول المجلس إعطاء الأوامر للجيوش القنصلية للانضمام إلى ديسيموس بروتوس - ولكن أوكتافيان قرر عدم التعاون. وبدلًا من ذلك، بقي أوكتافيان في وادي بو ورفض المساعدة في أي هجوم آخر ضد أنطوني. في يوليو، دخلت روما قافلة من السينتوريين بعث بها أوكتافيان وطالبت بأن يأخذ أوكتافيان منصب القنصلية الذي تركه هيرتيوس وبانسا شاغراً بعد وفاتهما.
كما طالب أوكتافيان بضرورة إلغاء القرار الذي اُعلن فيه أنطوني عدوًا عامًا للدولة. عندما رفض المجلس هذا الطلب، توجه أوكتافيان إلى المدينة على رأس ثمان كتائب. لم يواجه أوكتافيان أي معارضة عسكرية في روما، وتم انتخابه في 19 أغسطس 43 ق.م قنصلًا مقاسمةً مع قريبه كوينتس بيديوس في منصب القنصل المشارك. في هذه الأثناء، شكّل أنطوني تحالفًا مع قيادي قيصري آخر ماركوس أميليوس ليبيدوس.

### الحكم الثلاثي الثاني

#### منشور الحظر

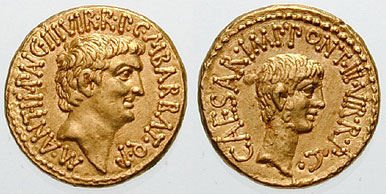
أوريوس رومانية تحمل صور مارك أنطوني (يساراً) وأوكتافيان (يميناً)، صدرت في 41 ق.م للاحتفال بتأسيس الحكم الثلاثي الثاني من قبل أوكتافيان، أنطوني وماركوس ليبيدوس في 43 ق.م. كلا الجانبين يحمل النقش "III VIR R P C"، والذي يعني «واحد من ثلاثة رجال لتنظيم الجمهورية».

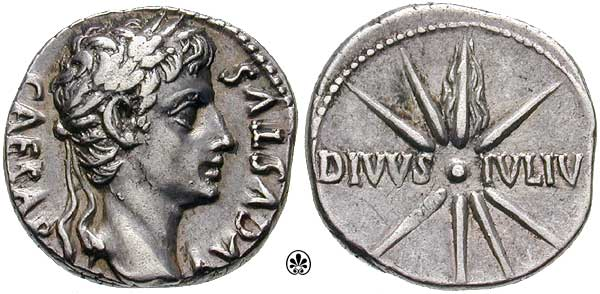
ديناريوس سُك حوالي عام 18 ق.م. الوجه: CAESAR AVGVSTVS; الخلف: DIVVS IVLIV[S] (يوليوس الإله)

في اجتماع قرب بولونيا في أكتوبر 43 ق.م، شكّل أوكتافيان وأنطوني وليبيدوس مجلسًا عسكريًا يُدعى الحكم الثلاثي الثاني. هذا الاستنتاج الصريح للقوى الخاصة التي دامت خمس سنوات كان مدعومًا بالقانون الذي مُرر من قبل البليبس، على عكس الحكم الثلاثي الأول غير الرسمي الذي شكله بومبيوس، يوليوس قيصر، وماركوس ليسينيوس كراسوس. ثم قام الحكام الثلاثة بتشكيل منشور أعداء الدولة والذي تم فيه إدراج 300 عضو من أعضاء مجلس الشيوخ و2،000 إكوايتس ووصفهم بأنهم خارجون عن القانون وحرموا من ممتلكاتهم، وبالنسبة لأولئك الذين فشلوا في الفرار، فقد فقدوا حياتهم.
التقديرات بأن 300 عضو من أعضاء مجلس الشيوخ تم حظرهم تم تقديمها من قبل أبيان، على الرغم من أن ليفيوس المعاصر أكد في وقت سابق أن 130 فقط من أعضاء مجلس الشيوخ كانوا محظورين. كان الدافع الجزئي وراء هذا المرسوم الذي أصدره الحكام الثلاثة هو الحاجة إلى جمع الأموال لدفع رواتب جنودهم بسبب الصراع القادم ضد قتلة قيصر، ماركوس جونيوس بروتوس الأصغر وجايوس كاسيوس لونجينوس. كانت مكافآت القبض عليهم بمثابة حافز للرومان للقبض على الأشخاص المحظورين، في حين تم الاستيلاء على أصول وممتلكات الأشخاص الذين اعتقلوا من قبل الحكام الثلاثة.
يقدم المؤرخون الرومانيون المعاصرون تقارير متضاربة حول أي من الحكام الثلاثة هو المسؤول الأكبر عن عمليات الحظر والقتل. ومع ذلك، تتفق المصادر على أن سنّ منشور الحظر كان وسيلة من قبل جميع الفصائل الثلاثة (الحكام الثلاثة) للقضاء على الأعداء السياسيين. أكد فيليوس باتركولوس أن أوكتافيان حاول تجنب حظر المسؤولين بينما كان ليبيدوس وأنطوني يتحملان مسؤولية إطلاق هذا الأمر. دافع كاسيوس ديو عن أوكتافيان على أنه حاول تجنيب أكبر عدد ممكن من الناس، في حين أن أنطوني وليبيدوس، اللذين كانا أكبر سناً وكانا في السياسة لفترة أطول، كان لديهما الكثير من الأعداء للتعامل معهم.
تم رفض هذا الادعاء من قبل أبيان، الذي أكد أن أوكتافيان كان له نفس الاهتمام مع ليبيدوس وأنطوني في القضاء على أعدائه. قال سويتونيوس إن أوكتافيان كان مترددًا في حظر المسؤولين، لكنه لاحق أعداءه بقوة أكبر من الآخرين. وصف بلوطرخس بإن هذا المنشور مبادلة قاسية وعنيفة للأصدقاء والعائلة بين أنطوني، وليبيدوس، وأوكتافيان. على سبيل المثال، سمح أوكتافيان بحظر حليفه شيشرون، وسمح أنطوني بحظر خاله لوسيوس يوليوس قيصر (قنصل عام 64 ق.م)، وسمح ليبيدوس بحظر شقيقه باولوس.

#### معركة فيليبي وتقسيم الإقليم
في 1 يناير 42 ق.م، اعترف مجلس الشيوخ بألوهية يوليوس قيصر في الدولة الرومانية، وذلك تحت اسم ديفوس يوليوس (باللاتينية: Divus Iulius). كان أوكتافيان قادراً على تعزيز قضيته من خلال التأكيد على حقيقة أنه كان ديفي فيلوس، «ابن الإله». قام أنطوني وأوكتافيان بإرسال 28 فيلقًا رومانيًا بحراً لمواجهة جيوش بروتس وكاسيوس، اللذين قاما ببناء قاعدتهما في اليونان. وبعد معركتي فيليبي في مقدونيا في أكتوبر عام 42م، انتصر الجيش القيصري وانتحر بروتس وكاسيوس. قام مارك أنطوني في وقت لاحق باستخدام المعارك كمثال ووسيلة للتقليل من شأن أوكتافيان، حيث تم الفوز بالمعارك بشكل حاسم باستخدام قوات أنطوني. وبالإضافة إلى ادّعاء أنطوني الفضل لنفسه في كل الانتصارات، وصف أنطوني أيضًا أوكتافيان بأنه جبان لتسليم سيطرته العسكرية المباشرة إلى ماركوس فيبسانيوس أغريبا بدلاً منه.
بعد معركة فيليبي، تم تقسيم الإقليم الجديد بين أعضاء الحكم الثلاثي الثاني. وتم وضع بلاد الغال والمحافظات من هسبانيا وإيطاليا في أيدي اوكتافيان. ثم سافر أنطوني شرقًا إلى مصر حيث تحالف مع الملكة كليوباترا السابعة، الحبيبة السابقة ليوليوس قيصر وأم لرضيع قيصر قيصرون. تُرك ل ليبيدس مقاطعة أفريكا، والذي وضعه أنطوني بوضع حرج بسبب تركه هسبانيا لأوكتافيان بدلاً منه.
تُرك لأوكتافيان قرار تسكين قدامى المحاربين في إيطاليا الذين خدموا في الحملة المقدونية، وقد وعدهم الحكام الثلاثة بإعفائهم من الخدمة. أن الجنود الذين حاربوا في الجانب الجمهوري مع بروتوس وكاسيوس والذي يقدر عددهم بعشرات الآلاف يمكن أن يتحالفوا بسهولة مع الخصم السياسي لأوكتافيان إذا لم يتم إرضائهم مع مطلبهم بالأرض. لم يكن هناك أي أرض أخرى تسيطر عليها الحكومة يمكن استخدامها كمستوطنات لجنودها، لذا كان على أوكتافيان أن يختار أحد خيارين: إغضاب العديد من المواطنين الرومانيين عن طريق مصادرة أراضيهم، أو إغضاب العديد من الجنود الرومان الذين يمكن أن يكونوا معارضة كبيرة ضده في قلب الإمبراطورية الرومانية. اختار اوكتافيان الخيار الأول. كان هناك ما يصل إلى ثماني عشرة بلدة رومانية تأثرت بالمستوطنات الجديدة، مع طرد عدد كبير من السكان أو على الأقل إجلائهم جزئيًا.

#### التمرد وتحالفات الزواج
كان هناك استياء واسع النطاق من أوكتافيان بسبب بناء المستوطنات من أجل جنوده، وهذا شجع الكثيرين على التجمع ودعم جانب لوسيوس أنطوني، والذي كان شقيق مارك أنطوني وأيدته الأغلبية في مجلس الشيوخ. في هذه الأثناء، طلب أوكتافيان الطلاق بين كلوديا بولتشرا، ابنة فولوفيا (زوجة مارك أنطوني) وبين زوجها الأول بابليوس كلوديوس بولشر. قام بإعادة كلوديا إلى والدتها، مدعيًا أن بابليوس كلوديوس لم يدخل بكلوديا أبدًا. فقررت فولوفيا أن تتصدّى لذلك. جنبا إلى جنب مع لوسيوس أنطوني، حشدتْ جيشاً في إيطاليا للقتال من أجل حقوق أنطوني ضد اوكتافيان. تولى لوسيوس وفولفيا مقامرة سياسية وعسكرية في معارضة أوكتافيان، ومع ذلك، فإن الجيش الروماني لا يزال يعتمد على الحكام الثلاثة مقابل رواتبهم. انتهى لوسيوس وحلفاؤه في حصار دفاعي في بيروسيا (بيروجيا الحديثة)، حيث أجبرهم أوكتافيان على الاستسلام في أوائل عام 40 ق.م.
تم العفو عن لوسيوس وجيشه، بسبب قرابته مع أنطوني، الحاكم في الشرق، في حين تم نفي فولفيا إلى سيكيون. لم يظهر أوكتافيان أي رحمة مع مجموعة الحلفاء الموالين للوسيوس. في 15 مارس ذكرى اغتيال يوليوس قيصر، تم إعدام 300 عضو من أعضاء مجلس الشيوخ الروماني والفرسان وذلك لتحالفهم مع لوسيوس. بيروسيا أيضاً تم نهبها وحرقها كتحذير للآخرين. لطخ هذا الحدث الدموي سمعة أوكتافيان وانتُقد بسببه من قبل الكثيرين، مثل شاعر أوغستوس سكستوس بروبرتيوس.

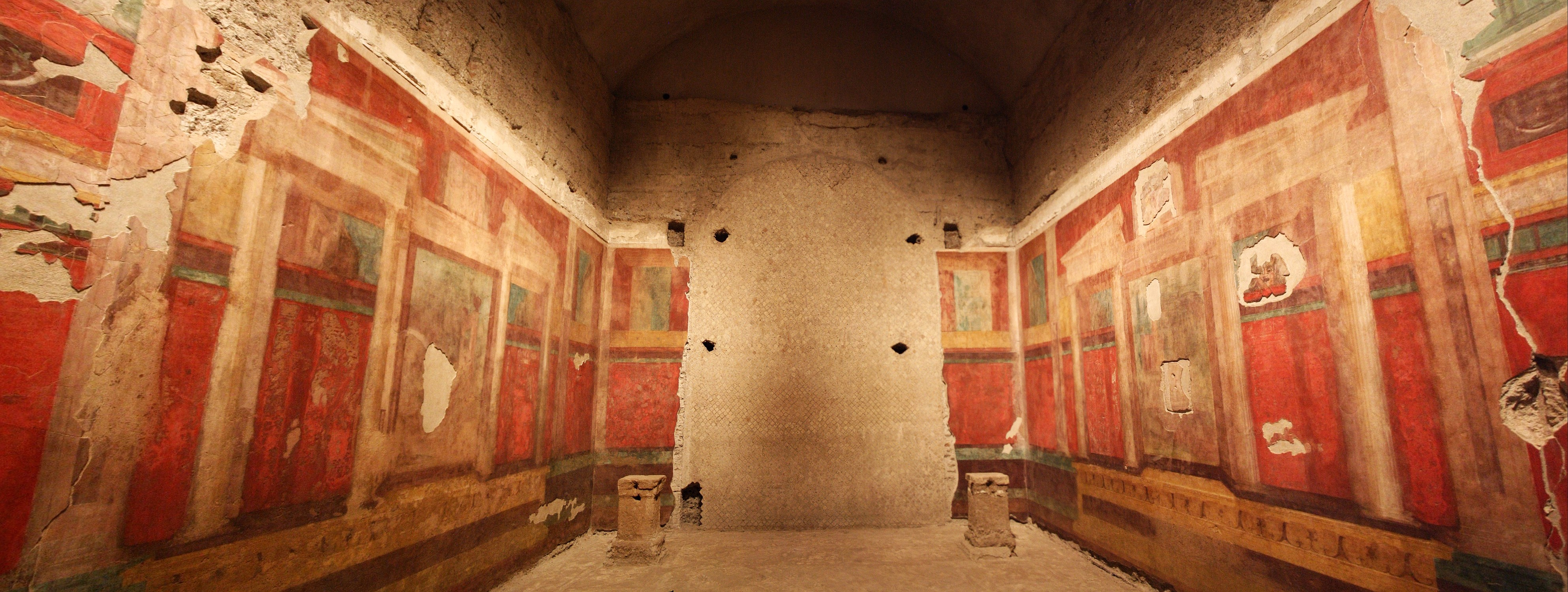
لوحات فريسكو داخل منزل أغسطس، مقر إقامته خلال فترة حكمه كإمبراطور.

كان سكستوس بومبيوس ابن أحد حكام الحكومة الثلاثية الأولى ما يزال جنرالاً متمرداً بعد انتصار يوليوس قيصر على والده. أنشأ مقرًا له في صقلية وسردينيا كجزء من اتفاق تم التوصل إليه مع الحكم الثلاثي الثاني في 39 ق.م. كان أنطوني واوكتافيان كلاهما يتنافسان من أجل تحالف مع بومبيوس، الذي كان عضوًا في الحزب الجمهوري، ومن المفارقة، ليس من الفصيل القيصري. نجح أوكتافيان في تحالف مؤقت في عام 40 ق.م عندما تزوج من سكريبونيا، ابنة لوسيوس سكريبونيوس ليبو الذي كان من أتباع سكستوس بومبيوس وكذلك أبي زوجته. أنجبت سكريبونيا الطفلة الطبيعية الوحيدة لأوكتافيان، جوليا، التي ولدت في نفس اليوم الذي طلقها للزواج من ليفيا دروسيلا، وذلك بعد أكثر من عام بقليل من زواجهما.
أثناء وجوده في مصر، كان أنطوني قد انخرط في علاقة مع كليوباترا وأنجب منها ثلاثة أطفال. إدراكًا منه لعلاقته المتدهورة مع أوكتافيان، ترك أنطوني كليوباترا. أبحر إلى إيطاليا في عام 40 ق.م مع قوة كبيرة لمحاربة أوكتافيان، وحاصر برينديزي. لكن هذا الصراع الجديد لا يمكن الدفاع عنه لكل من أوكتافيان وأنطوني. قياداتهم، الذين أصبحوا شخصيات مهمة سياسياً، رفضوا القتال بسبب قضيتهم القيصرية، في حين أن الجيوش تحت قيادتهم حذت حذوهم. في هذه الأثناء، في سيكيون، توفيت زوجة أنطوني فولوفيا بسبب مرض مفاجئ بينما كان أنطوني في طريقه لمقابلتها. سمح موت فولوفيا وتمرد قادة جيشها للحكام الثلاثة بالقيام بتسوية.
في خريف عام 40 ق.م، وافق أوكتافيان وانتوني على معاهدة برينديزي، والتي سيبقى فيها ليبيدوس في أفريقيا، أنطوني في الشرق، أوكتافيان في الغرب. تركت شبه الجزيرة الإيطالية مفتوحة للجميع لتجنيد الجنود، ولكن في الواقع، كان هذا الحكم عديم الفائدة لأنطوني في الشرق. لتعزيز علاقات التحالف مع مارك أنطوني، أعطى أوكتافيان شقيقته، أوكتيفيا الصغرى، لـ أنطوني لكي يتزوجها في أواخر عام 40 ق.م. خلال زواجهما، أنجبت أوكتيفيا ابنتين (تُعرفان باسم أنطونيا الكبرى وأنطونيا الصغرى).

#### الحرب مع بومبيوس

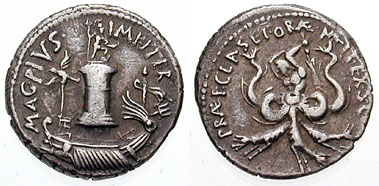
ديناريوس سكستوس بومبيوس سكت للإحتفال بإنتصاره على أسطول اوكتافيان، على الوجه فاروس مسينة، الذي هزم أوكتافيان، على الخلف، الوحش سيلا

هدد سكستوس بومبيوس أوكتافيان في إيطاليا بمنع نقل شحنات الحبوب عبر البحر الأبيض المتوسط إلى شبه الجزيرة. وقد عُيِّن ابن بومبيوس نفسه قائدًا بحريًا في محاولة للتسبب في مجاعة واسعة النطاق في إيطاليا. دفعت السيطرة على البحر بومبيوس ليأخذ اسم، «ابن نبتون» (باللاتينية: Neptuni filius). تم التوصل إلى اتفاق سلام مؤقت في عام 39 ق.م مع معاهدة ميسيانوم؛ رُفِع الحصار المفروض على إيطاليا بمجرد أن أوكتافيان منح سردينيا، وكورسيكا، وصقلية، والبيلوبونيز إلى بومبيوس، وضمن له منصبًا مستقبليًا في منصب القنصل لعام 35 ق.م.
بدأ الاتفاق الإقليمي بين الحكام الثلاثة وسكستوس بومبيوس في الانهيار بمجرد أن أوكتافيان طلق سكريبونيا وتزوج ليفيا في 17 يناير 38 ق.م. قام أحد قادة بحرية بومبيوس بخيانته وسلم كورسيكا وسردينيا إلى أوكتافيان. كان أوكتافيان يفتقر إلى الموارد اللازمة لمواجهة بومبيوس وحده، ولذلك، تم التوصل إلى اتفاق لتمديد الحكم الثلاثي الثاني لمدة خمس سنوات أخرى تبدأ في 37 ق.م.
في دعم أوكتافيان، توقع أنطوني أن يحصل على الدعم لحملته ضد الإمبراطورية الفرثية، رغبة منه في الثأر من هزيمة روما في كارهي وذلك في عام 53 ق.م. في اتفاق تم التوصل إليه في تارانتو، قدم أنطوني 120 سفينة ليستخدمها أوكتافيان ضد بومبيوس، في حين أن أوكتافيان كان سيرسل 20,000 جندي روماني إلى أنطوني لاستخدامها ضد الإمبراطورية الفرثية. لم يرسل أوكتافيان سوى عُشر ما وعد به، وهو ما اعتبره أنطوني استفزازًا متعمدًا.
أطلق أوكتافيان وليبيدوس عملية مشتركة ضد سكستوس في صقلية في 36 ق.م. على الرغم من النكسات التي تعرض لها أوكتافيان، دُمِّر الأسطول البحري لسكستوس بومبيوس بالكامل في 3 سبتمبر بواسطة الجنرال أغريبا في معركة ناولوشوس البحرية. هرب سكستوس إلى الشرق مع قواته المتبقية، حيث أُلقِي القبض عليه وأُعدِم في ميليتوس من قبل أحد جنرالات أنطوني في العام التالي. وعندما قبل ليبيدوس وأوكتافيان استسلام قوات بومبيوس، حاول ليبيدوس المطالبة بصقلية لنفسه، فأمر أوكتافيان بالمغادرة. بيد أن قوات ليبيدوس هجرته، وانجذبت إلى أوكتافيان منذ أن شعروا بالضجر من القتال وتم إغرائهم بوعود أوكتافيان بالمال.
استسلم ليبيدوس إلى أوكتافيان وسُمح له بالاحتفاظ بمكتب بونتيفيكس ماكسيموس (رئيس كلية الكهنة)، لكن طُرد من الحكم الثلاثي، ووصلت مهنته العامة إلى نهايتها، ونفى فوراً إلى فيلا في كاب سيرسيو في إيطاليا. تم تقسيم الأراضي الرومانية الآن بين أوكتافيان في الغرب وأنطوني في الشرق. كفل أوكتافيان لمواطني روما حقوقهم في الملكية من أجل الحفاظ على السلام والاستقرار في الجزء الخاص به من الإمبراطورية. في هذه المرة، قام بتوطين جنوده المعفون من الخدمة خارج إيطاليا، بينما أعاد أيضًا 30,000 عبد إلى ملاكهم الرومان السابقين، وهم العبيد الذين فروا للانضمام إلى جيش بومبيوس والبحرية. منح مجلس الشيوخ أوكتافيان وزوجته وشقيقته حصانة البليبس، أو الحرمانية القدسية، من أجل ضمان سلامته وسلامة ليفيا وأوكتيفيا حين عودته إلى روما.

#### الحرب مع أنطوني وكليوباترا

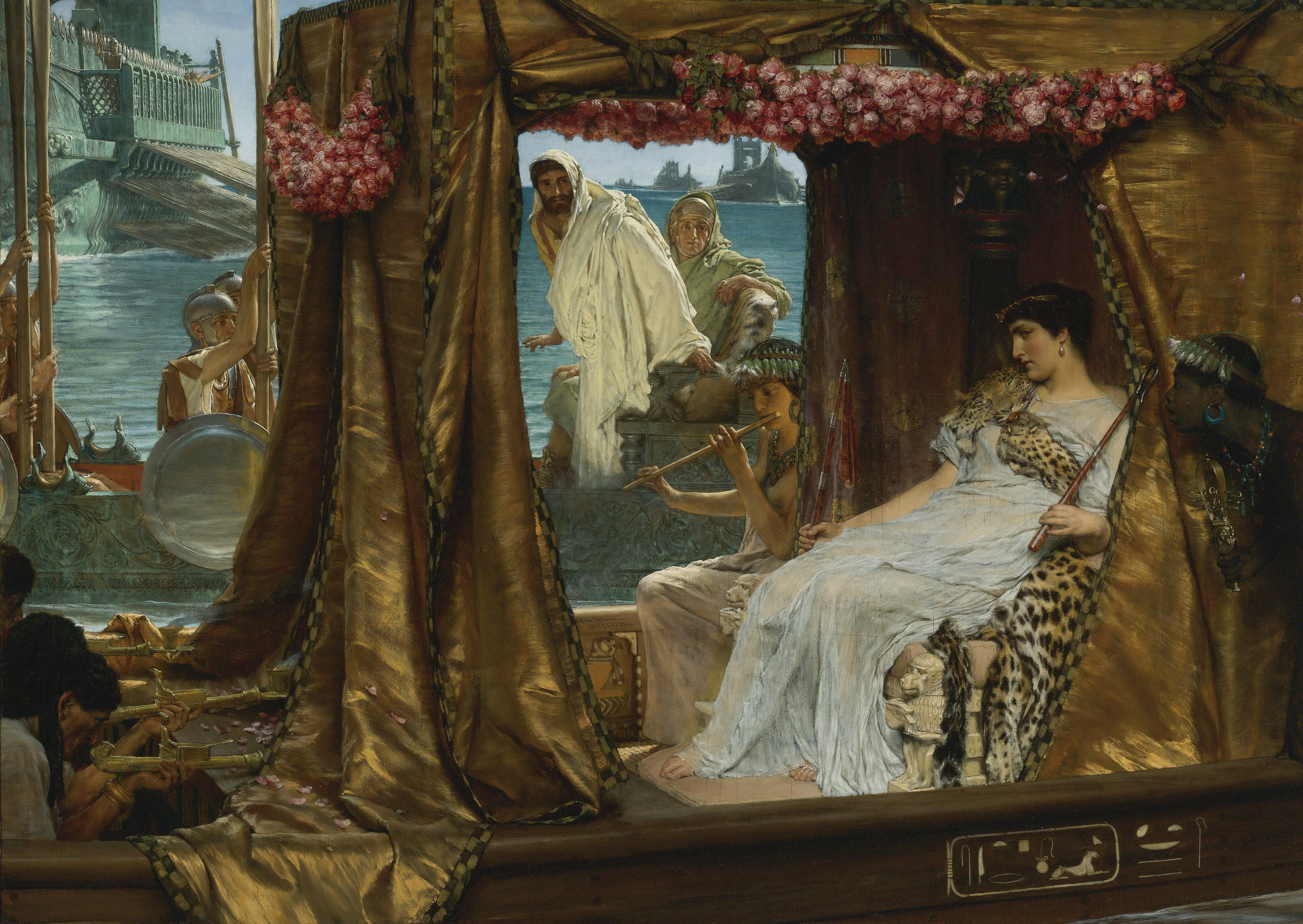
أنطوني وكليوباترا، بواسطة لورينس تديما

في هذه الأثناء، تحولت حملة أنطوني إلى كارثة ضد فارثيا، مما أدى إلى تشويه صورته كزعيم، وكان مجرد 2.000 فيلق روماني الذي أرسله أوكتافيان إلى أنطوني يكاد لا يكفي لتجديد قواته. من ناحية أخرى، يمكن لكليوباترا إعادة جيشه إلى القوة الكاملة. كان بالفعل في علاقة رومانسية معها، لذلك قرر إرسال أوكتافيا إلى روما. استخدم أوكتافيان ذلك لنشر الدعاية التي تشير إلى أن أنطوني أصبح أقل من روماني لأنه رفض زواجًا رومانيًا شرعيًا بسبب «عشيقة شرقية». في عام 36 ق.م، استخدم أوكتافيان خدعة سياسية لجعل نفسه يبدو أقل استبدادًا وأنطوني أكثر شراً بإعلانه أن الحروب الأهلية قد وصلت إلى نهايتها، وأنه سوف يتنحى عن منصبه كرئيس الحكومة الثلاثية، فقط لو أن أنطوني سيفعل الشيء نفسه. لكن أنطوني رفض.
استولت القوات الرومانية على مملكة أرمينيا في عام 34 ق.م، وعين أنطوني ابنه ألكسندر هيليوس حاكم أرمينيا. كما منح لقب «ملكة الملوك» إلى كليوباترا، وهي الأعمال التي استخدمها أوكتافيان لإقناع مجلس الشيوخ الروماني بأن أنطوني كان لديه طموحات لتقليص تفوق روما. أصبح أوكتافيان القنصل مرة أخرى في 1 يناير عام 33 ق.م، وافتتح الجلسة التالية في مجلس الشيوخ بهجوم شديد على منح أنطوني للألقاب والأقاليم لأقاربه وملكته.

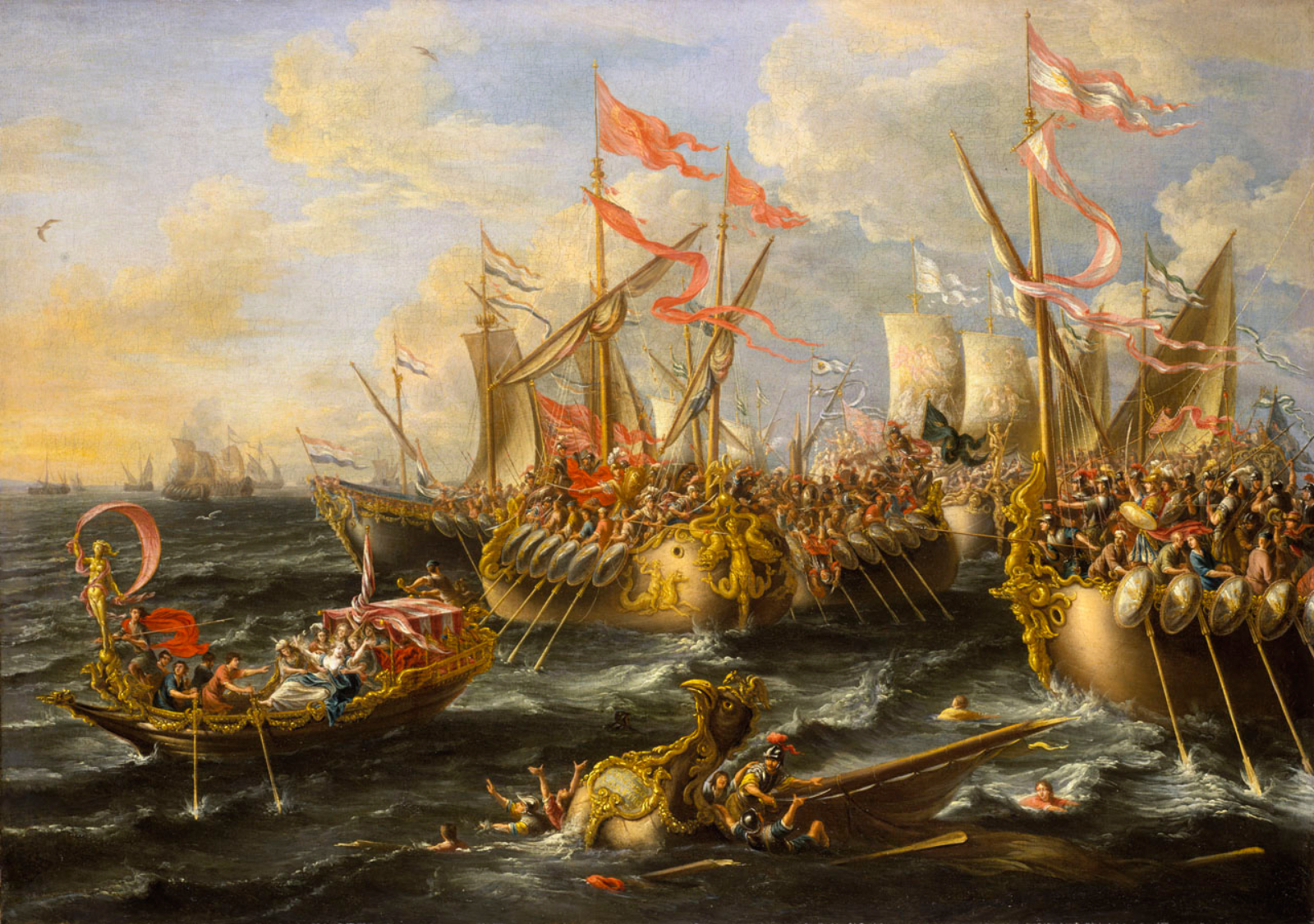
معركة أكتيوم، بواسطة لوريز كاسترو، رُسمت في عام 1672، المتحف البحري الوطني، لندن.

دفعت الفجوة بين أنطوني وأوكتافيان قسماً كبيراً من أعضاء مجلس الشيوخ، وكذلك القناصل في تلك السنة، إلى مغادرة روما والانضمام إلى أنطوني. ومع ذلك، أنضم إلى أوكتافيان اثنين من الفارين الرئيسيين من أنطوني في خريف عام 32 ق.م: مونياتيوس بلانكوس وماركوس تيتيوس. أعطى هؤلاء المنشقون أوكتافيان المعلومات التي يحتاجها للتأكيد لمجلس الشيوخ جميع الاتهامات التي وجهها ضد أنطوني.
دخل أوكتافيان معبد عذاري فيستال عنوة واستولى على وصية أنطوني السرية وقام بنشرها على الفور. كان المذكور في الوصية أنه تمنح الأراضي التي غزاها الرومان كممالك لأبنائه ليحكموها، وإنشاء ضريح له هو وزوجته في الإسكندرية. في أواخر عام 32 ق.م، قام مجلس الشيوخ بشكل رسمي بإلغاء صلاحيات أنطوني كقنصل وأعلن الحرب على نظام كليوباترا في مصر.
في أوائل عام 31 ق.م، تمركز أنطوني وكليوباترا مؤقتًا في اليونان عندما اكتسب أوكتافيان نصرا أولياً: نجحت البحرية في نقل القوات عبر البحر الأدرياتيكي تحت قيادة أغريبا. قطع أغريبا طرق الإمداد في البحر للقوات الرئيسية لأنطوني وكليوباترا، في حين هبط أوكتافيان على البر الرئيسي قبالة جزيرة كويكيا (كورفو الحديثة) وسار جنوباً. بعد أن حوصروا في البر والبحر، انضم الفارين من جيش أنطوني إلى جانب أوكتافيان يومياً بينما كانت قوات أوكتافيان مستريحة بما فيه الكفاية للقيام بالأعمال التحضيرية.

خريطة معركة أكتيوم.

أبحر أسطول أنطوني عبر خليج أكتيوم على الساحل الغربي لليونان في محاولة يائسة لكسر الحصار البحري. هناك أسطول أنطوني واجه الأسطول الأكبر عدداً من السفن الأصغر حجماً والأكثر قدرة على المناورة تحت قيادة القائد أغريبا وجايوس سوسيوس في معركة أكتيوم في 2 سبتمبر 31 ق.م. تم إنقاذ أنطوني وقواته المتبقية فقط بسبب جهد أخير من قبل أسطول كليوباترا الذي كان ينتظر في مكان قريب.
لاحقهم أوكتافيان وهزم قواتهم في الإسكندرية في 1 أغسطس 30 ق.م. وبعد ذلك انتحرت كليوباترا وأنطوني. سقط أنطوني على سيفه، ثم أخذه جنوده عائدين إلى الإسكندرية حيث مات في ذراعي كليوباترا. توفيت كليوباترا بعد فترة وجيزة، من قبل لدغة سامة من الأسبستوس أو السم. استغل أوكتافيان منصبه كخليفة قيصر لتعزيز مسيرته السياسية الخاصة، وكان مدركًا جيدًا للأخطار في السماح لشخص آخر بالقيام بنفس الشيء. لذلك اتبع نصيحة أريوس ديديموس بأن «قيصران اثنان أكثر من اللازم»، وأمر بقتل قيصرون، ابن يوليوس قيصر من قبل كليوباترا، بينما كانا عفا أطفال كليوباترا من قبل أنطوني، باستثناء ابن أنطوني الأكبر. كان أوكتافيان في السابق قد أظهر القليل من الرحمة إلى الأعداء المستسلمين وتصرف بطرق ثبت أنها لا تحظى بشعبية لدى الشعب الروماني، ومع ذلك فقد مُنح الفضل في العفو عن العديد من خصومه بعد معركة أكتيوم.

## الحاكم الأوحد لروما
بعد معركة أكتيوم وهزيمة أنطوني وكليوباترا، كان أوكتافيان في وضع يسمح له بحكم الجمهورية برمتها تحت زعامة غير رسمية ـــــ ولكن كان عليه تحقيق ذلك من خلال مكاسب القوة الإضافية. لقد فعل ذلك بالتملّق لمجلس الشيوخ والشعب مع الحفاظ على التقاليد الجمهورية في روما، حيث بدا أنه لا يطمح إلى الديكتاتورية أو الملكية. في خلال تقدمه إلى روما، تم انتخاب أوكتافيان وماركوس أغريبا كقنصلين مزدوجين من قبل مجلس الشيوخ.
لقد تركت سنوات الحرب الأهلية روما في حالة انفلات أمني، لكن الجمهورية لم تكن مستعدة لقبول سيطرة أوكتافيان كطاغية. في الوقت نفسه، لم يكن باستطاعة أوكتافيان ببساطة التخلي عن سلطته من دون المخاطرة بحروب أهلية أخرى بين الجنرالات الرومانيين، وحتى لو لم يكن يريد أي منصب سلطة على الإطلاق، فقد اقتضى موقفه أن يهتمّ برفاهية مدينة روما. والمقاطعات الرومانية. كانت أهداف أوكتافيان من هذه الوقفة هي إعادة روما إلى حالة من الاستقرار، والشرعية التقليدية، والتحضر من خلال رفع الضغط السياسي المفروض على المحاكم لضمان الانتخابات الحرة - اسميّاً على الأقل.

### التسوية الأولى

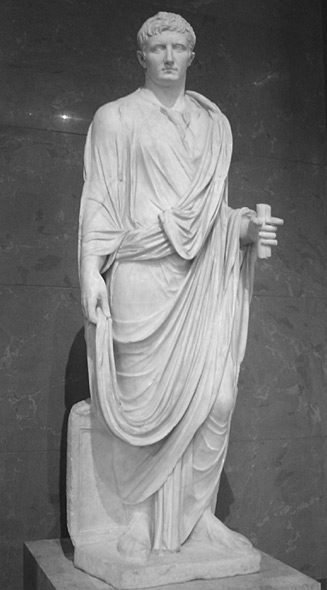
اوكتافيان كقاض. صُنع الرأس الرخامل للتمثال في حوالي عام 30–20 ق.م، نُحت الجسم في القرن الثاني الميلادي (متحف اللوفر، باريس).

في عام 27 ق.م، قدم أوكتافيان عرضًا بإعادة السلطة الكاملة إلى مجلس الشيوخ الروماني والتخلي عن سيطرته على المقاطعات الرومانية وجيوشها. لكن تحت قيادته، كان لمجلس الشيوخ سلطة ضئيلة في الشروع في التشريع من خلال تقديم مشاريع قوانين لمناقشتها في مجلس الشيوخ. لم يعد أوكتافيان يتحكم مباشرة في المحافظات وجيوشها، لكنه احتفظ بولاء الجنود العاملين والمحاربين القدماء على حد سواء. كانت مهن العديد من العملاء والأتباع تعتمد على رعايته، حيث كانت قوته المالية لا مثيل لها في الجمهورية الرومانية. يقول المؤرخ فيرنر إيك:
إلى حد كبير، كان الجمهور على بينة من الموارد المالية الهائلة التي يتحكم بها أوكتافيان. فشل في تشجيع عدد كافٍ من أعضاء مجلس الشيوخ لتمويل بناء وصيانة شبكات الطرق في إيطاليا في عام 20 ق.م، لكنه اضطلع بمسؤوليتها المباشرة. تم كتابة هذا العمل على العملة الرومانية التي صدرت في 16 ق.م، وذلك بعد أن تبرع بكميات هائلة من المال إلى الأيريويم (والتي تعني الخزانة العامة).
ومع ذلك، وفقاً لـ هاورد هايز سكولارد، استندت سلطة اوكتافيان على ممارسة «سلطة عسكرية مهيمنة و... كانت القوة هي الرادع الجوهري في حكمه، ولكن كان كثيرٌ من الحقيقة مستورًا».
اقترح مجلس الشيوخ على أوكتافيان، المنتصر في الحروب الأهلية في روما، أن يتولى مرة أخرى قيادة المقاطعات. كان اقتراح مجلس الشيوخ تصديقًا على سلطة أوكتافيان خارج الدستور. من خلال مجلس الشيوخ، كان أوكتافيان قادرا على إبقاء ملامح دستور لا يزال يعمل. وبينما كان يتظاهر بالتردد، وافق أغسطس على مسؤولية لمدة عشر سنوات في الإشراف على مقاطعات كانت تعتبر في حالة فوضى.
المقاطعات التي تم التنازل له عنها خلال تلك السنوات العشر كانت تتألف من الكثير من العالم الروماني المحتل، بما في ذلك كل من هيسبانيا والغال، وسوريا، وقيليقية، وقبرص، ومصر. علاوة على ذلك، أعطت قيادة هذه المقاطعات أوكتافيان سيطرة على غالبية الكتائب الرومانية.
في حين عمل أوكتافيان قنصلاً في روما، أرسل أعضاء مجلس الشيوخ إلى المقاطعات التي كانت تحت قيادته كممثلين له لإدارة الشؤون الإقليمية وضمان تنفيذ أوامره. كانت المحافظات التي لا تخضع لسيطرة أوكتافيان يشرف عليها حكام اختارهم مجلس الشيوخ الروماني. أصبح أوكتافيان أقوى شخصية سياسية في مدينة روما وفي معظم مقاطعاتها، لكنه لم يكن يحتكر السلطة السياسية والعسكرية.
ما زال مجلس الشيوخ يسيطر على شمال أفريقيا، وهي منتج إقليمي مهم للحبوب، وكذلك إيليريا ومقدونيا، وهما منطقتان إستراتيجيتان لهما عدة كتائب. ومع ذلك، كان مجلس الشيوخ يسيطر على خمسة أو ستة فيالق فقط موزعة على ثلاثة من وكلاء قنصليين تابعين للمجلس، مقارنة بالفصائل العشرين تحت سيطرة أوكتافيان، ولم تكن سيطرت مجلس الشيوخ على هذه المناطق تبلغ درجة التحدي السياسي ولا العسكري لأوكتافيان.
ساعدت سيطرة مجلس الشيوخ على بعض المقاطعات الرومانية في الحفاظ على واجهة جماعية لعهد الزعامة الاستبدادي. أيضًا، سيطر أوكتافيان على مقاطعات بأكملها في سنوات سابقة للحقبة الجمهورية بهدف تحقيق السلام وخلق الاستقرار، حيث مُنح هؤلاء الرومانيون البارزون مثل بومبيوس سلطات عسكرية مماثلة في أوقات الأزمات وعدم الاستقرار.

### تغيير اسمه إلى أغسطس

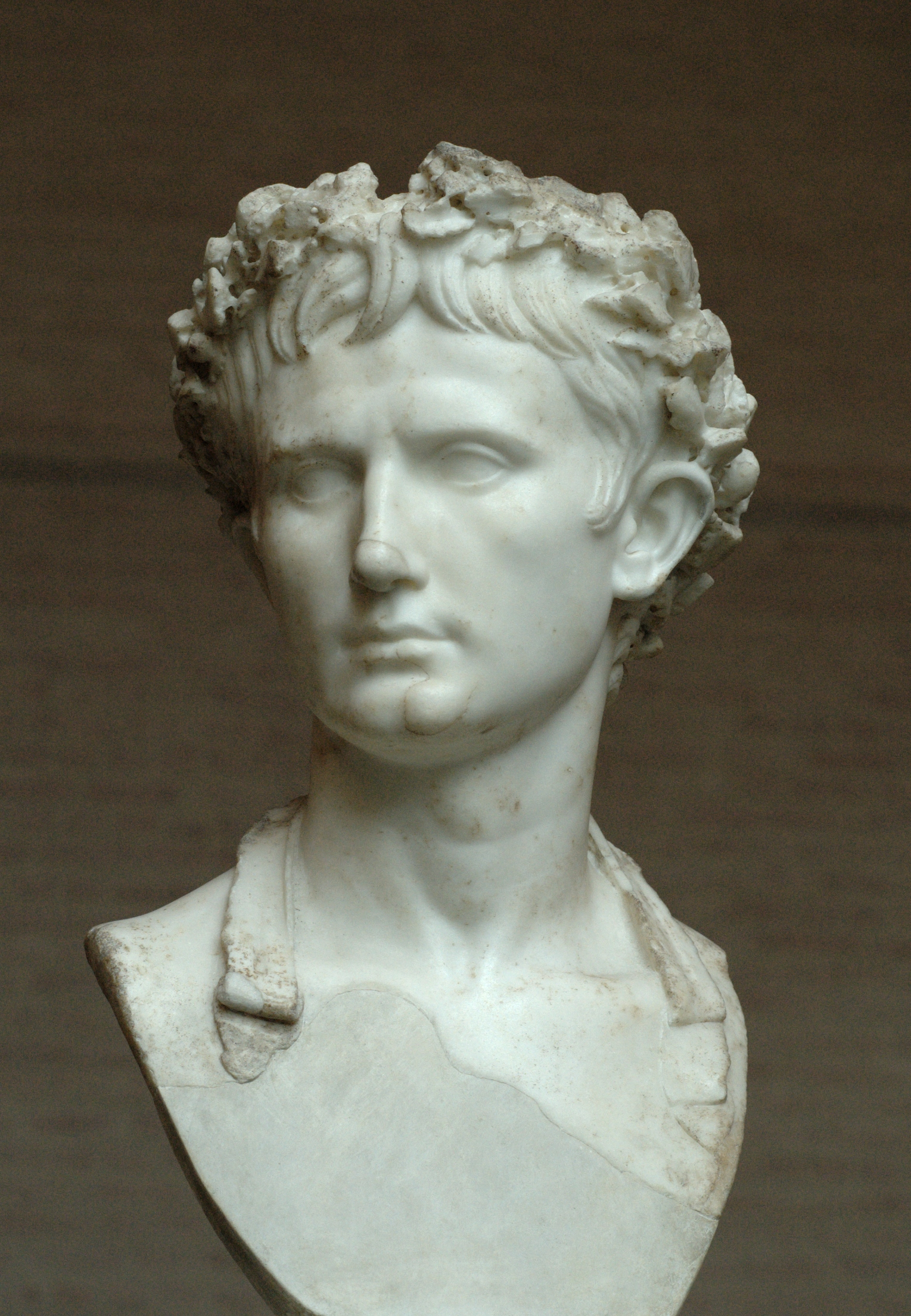
تمثال رأسي لأغسطس، مرتدياً التاج المدني. جليبوثيك، ميونخ.

في 16 يناير 27 ق.م، أعطى مجلس الشيوخ أوكتافيان الألقاب الجديدة أغسطس وبرينسيبيس. تأتي كلمة أغسطس من الكلمة اللاتينية "Augere" (بمعنى الزيادة) ويمكن ترجمتها على أنها «اللامع». كانت الكلمة عنوانًا للسلطة الدينية وليس السلطة السياسية. وفقا للمعتقدات الدينية الرومانية، يرمز العنوان إلى ختم للسلطة على الإنسانية -وفي الواقع على الطبيعة- والتي تتجاوز أي تعريف دستوري لوضعه. بعد الأساليب القاسية المستخدمة في تعزيز سيطرته، خدم التغيير في الاسم ترسيم حُكمه الحميد كـ أغسطس من عهده المرعب كـ أوكتافيان.
كان لقبه الجديد من أغسطس أيضًا أكثر تفضيلاً من رومولوس (باللاتينية: Romulus)، وهو الاسم السابق الذي وضعه لنفسه في إشارة إلى قصة مؤسس روما الأسطوري، الذي يرمز إلى التأسيس الثاني لروما. ارتبط اللقب «رومولوس» بقوة شديدة بمفاهيم الملكية، وهي صورة حاول أوكتافيان تجنبها. تأتي كلمة برينسيبس من الكلمة اللاتينية primum caput، والتي تعني «الرئيس الأول»، وهو الأصل الذي يعني أقدم أو أكثر سيناتور متميز والذي يظهر اسمه أولاً في قائمة مجلس الشيوخ. في حالة أغسطس، على أية حال، أصبح لقبًا تقريبيًا للزعيم الذي كان أول مسؤول. كان برينسيبس أيضًا لقبًا في الجمهورية لأولئك الذين خدموا الدولة جيدًا؛ على سبيل المثال، كان بومبيوس يحمل اللقب.
كما صاغ أغسطس نفسه على أنه إيمبرتور قيصر ديفي فيليوس، «القائد القيصر ابن الإله». بهذا العنوان، تفاخر بصلته العائلية مع يوليوس قيصر المؤله، وكان استخدام إيمبرتور يدل على ارتباط دائم بتقليد النصر الروماني. كانت كلمة قيصر مجرد لقب لفرع واحد من عائلة جوليان، ومع ذلك حَول أغسطس كلمة قيصر إلى خط عائلة جديد يبدأ معه.
منح أغسطس الحق في تعليق التاج المدني فوق بابه، المصنوع من البلوط، ولجعل أكاليل الغار تزين أبوابه. كان هذا التاج يُقام عادة فوق رأس جنرال روماني خلال الانتصار، حيث كان الفرد يحمل التاج يعمل على تكرار «ميمنتو موري»، أو «تذكر أنك ستموت» باستمرار إلى الجنرال. بالإضافة إلى ذلك، كانت أكاليل الغار مهمة في العديد من احتفالات الدولة، وتتم مكافأة الأبطال بتيجان الغار حال فوزهم بالمسابقات الرياضية، والسباقات، والدراما. وهكذا، كان كل من الغار والبلوط رموزًا متكاملة للدين الروماني وفن الحكم؛ كان وضعهم على أبواب بيت أغسطس بمثابة إعلان عن منزله أنه العاصمة.
ومع ذلك، تنازل أغسطس عن شارة السلطة المتلألئة مثل إمساك صولجان، أو ارتداء الديادم، أو ارتداء التاج الذهبي والتوجة الوردية الخاصة بسلفه يوليوس قيصر. إذ رفض أغسطس أن يرمز إلى سلطته عن طريق ارتداء هذه الأشياء وحملها شخصياً، إلا أن مجلس الشيوخ منحه درعًا ذهبيًا تم عرضه في قاعة الاجتماعات الخاصة كيريا، والذي يحمل النقوش: virtus ،pietas ،clementia ،iustitia - «الشجاعة، والتقوى والرأفة والعدالة».

### التسوية الثانية

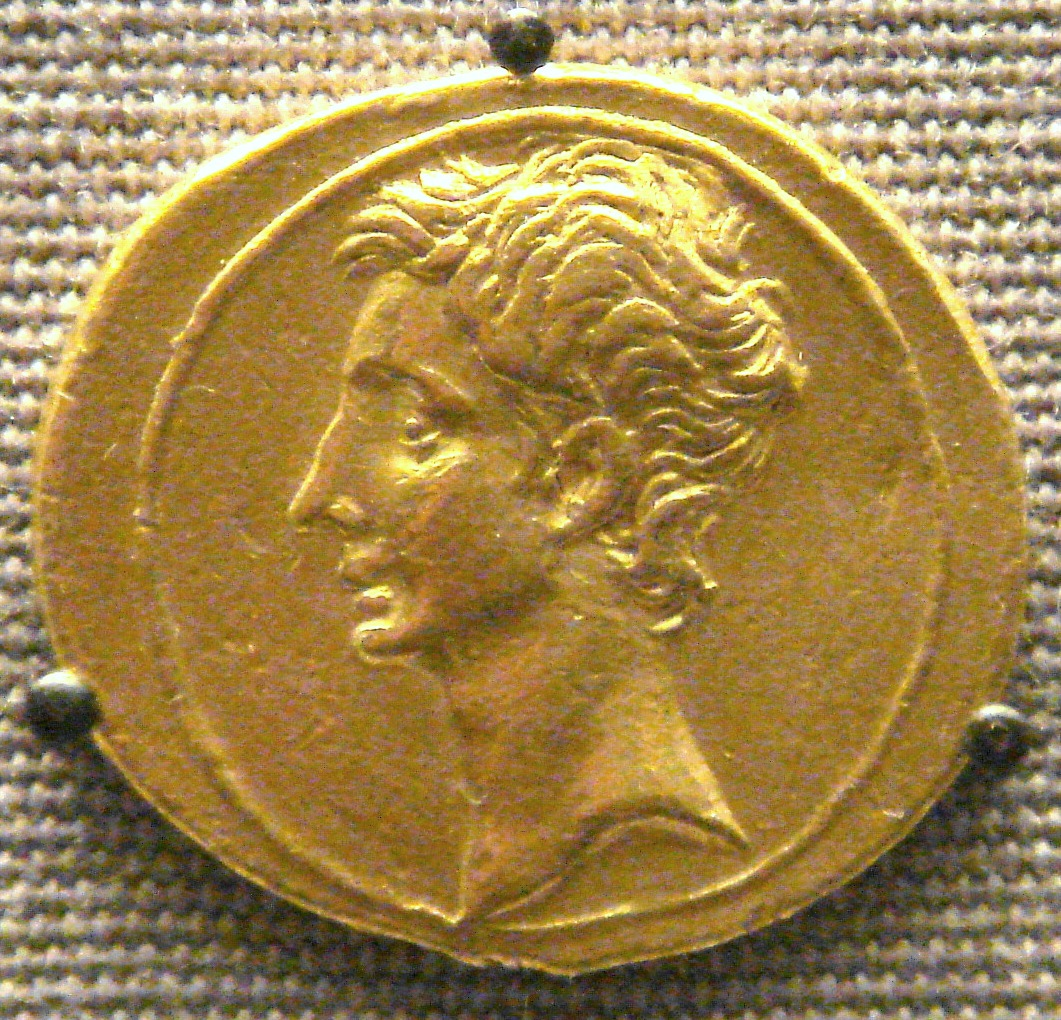
أوريوس عليها وجه أوكتافيان، حوالي عام 30 ق.م، في المتحف البريطاني

بحلول 23 ق.م، أصبحت بعض الآثار غير الجمهورية واضحة فيما يتعلق بتسوية 27 ق.م. لفت بقاء أغسطس القنصل سنوياً الانتباه إلى هيمنته الفعلية على النظام السياسي الروماني، مما خفض نصف الفرص للآخرين لتحقيق ما كان لا يزال اسمياً المركز البارز في الدولة الرومانية. وعلاوة على ذلك، كان يتسبب في مشاكل سياسية عن طريق رغبته في أن يتبع ابن أخيه ماركوس كلاوديوس مارسيليوس خطواته وأن يتولى في نهاية المطاف منصب الحكم بدوره، مبعداً أعظم مؤيديه الثلاثة - أغريبا، مايكيناس، وليفيا. بسبب شعوره بالضغط من المجموعة الأساسية من داعميه، لجأ أغسطس إلى مجلس الشيوخ للحصول على المساعدة.
قام بتعيين الجمهوري الملحوظ كالبورنيوس بيسو في منصب القنصل المشارك في عام 23 ق.م، بعد اختياره أولوس تيرينتيوس فارو مورينا (الذي قاتل ضد يوليوس قيصر وأيد كاسيوس وبروتس) ليتم إعدامه نتيجة تورطه في قضية ماركوس بريموس، مع التركيز على دعم نفسه بين الجمهوريين.
في أواخر الربيع، عانى أغسطس من مرض شديد، وعلى فراش الموت المفترض، وضع ترتيبات كان من شأنها أن تضمن استمرارًا لمبادئ الزعامة بشكل ما، مع تهدئة شكوك أعضاء مجلس الشيوخ في معارضته للجمهورية. استعد أغسطس لتسليم خاتمه إلى جنراله المفضل أغريبا. إلا أن أغسطس سلم إلى قنصله المساعد بيزو جميع مستنداته الرسمية، وصفًا للمالية العامة، والسلطة على القوات المدرجة في المحافظات، في حين أن مارسيليوس الذي كان يُفترض أنه ابن أخيه المفضل، أصبح خالي الوفاض. كانت هذه مفاجأة للكثيرين الذين اعتقدوا أن أغسطس كان سيعيّنه وريثًا لمنصبه كإمبراطور غير رسمي.
لم يمنح أغسطس سوى الممتلكات والسلطات إلى ورثته المعينين، لأن نظامًا واضحًا للإرث الإمبراطوري المؤسسي كان من شأنه أن يثير مقاومة وعداءًا بين الرومان الجمهوريين الخائفين من الحكم الملكي. فيما يتعلق بالزعامة، كان من الواضح لأغسطس أن مارسيليوس لم يكن مستعدًا لاتخاذ مكانه، ومع ذلك، من خلال إعطاء خاتمه الخاص لـ أغريبا، كان أغسطس يعتزم إرسال إشارات إلى القوات أن أغريبا هو الخليفة له، وبصرف النظر عن الإجراء الدستوري، يجب عليهم الاستمرار في طاعة أغريبا.
بعد فترة وجيزة من خفوت نوبة المرض، تخلى أغسطس عن مركزه كقنصل. الأوقات الأخرى الوحيدة التي سيعمل فيها أغسطس كقنصل ستكون في السنتين 5 و2 ق.م، في كلتا الحالتين لتقديم أحفاده إلى الحياة العامة. كانت هذه حيلة ذكية من قبل أغسطس. التوقف عن العمل كواحد من القناصل المنتخبين سنوياً يسمح لأعضاء مجلس الشيوخ الطموحين بفرصة أفضل لتحقيق المنصب القنصلي، مع السماح لأغسطس بممارسة رعاية أوسع ضمن صفوف مجلس الشيوخ. على الرغم من أن أغسطس قد استقال من منصب القنصل، إلا أنه كان يرغب في الاحتفاظ بصلته القنصلية إمبريوم ليس فقط في مقاطعاته ولكن في جميع أنحاء الإمبراطورية. هذه الرغبة، بالإضافة إلى قضية ماركوس بريموس، أدت إلى حل وسط ثانٍ بينه وبين مجلس الشيوخ المعروف باسم التسوية الثانية.

### الأسباب الأساسية للتسوية الثانية
كانت الأسباب الرئيسية للتسوية الثانية على النحو التالي. أولاً، بعد تخلي أغسطس عن مركزه كقنصل سنوياً، لم يعد في منصب رسمي لحكم الدولة، لكن وضعه المهيمن ظل دون تغيير على مقاطعاته الرومانية «الإمبريالية» حيث كان لا يزال حاكماً لها. عندما كان يشغل منصب القنصل سنوياً، كان لديه السلطة للتدخل في شؤون المحافظ الإقليمي الآخر الذي عينه مجلس الشيوخ في جميع أنحاء الإمبراطورية، عندما يُعتير هذا ضرورياً. عندما تخلى عن قيادته السنوية، فقد قانونياً هذه السلطة لأن صلاحياته كانت تنطبق فقط على مقاطعته الإمبراطورية. أراد أغسطس الحفاظ على هذه القوة.
ظهرت مشكلة أخرى في وقت لاحق تظهر الحاجة إلى التسوية الثانية في ما أصبح يعرف باسم «قضية ماركوس بريموس». في أواخر 24 أو أوائل 23 ق.م، وجهت اتهامات ضد ماركوس بريموس، القنصل والحاكم السابق لمقدونيا، لشن حرب بدون موافقة مسبقة من مجلس الشيوخ في أدروسيان في تراقيا، التي كان ملكها حليفًا رومانيًا. ودافع عنه لوسيوس لوسينيوس فارو مورينا، الذي قال لمحاكمة إن موكله تلقى تعليمات محددة من أغسطس، يأمره بمهاجمة الدولة الموالية. في وقت لاحق، شهد بريموس أن الأوامر جاءت من مارسيليوس المتوفى في الآونة الأخيرة.
كانت مثل هذه الأوامر، لو تم منحها، قد اعتبرت خرقاً لامتياز مجلس الشيوخ بموجب التسوية الدستورية في 27 ق.م وما أعقبها، أي قبل أن يتم منح أغسطس سلطانية قوية، حيث كانت مقدونيا مقاطعة سنيطورية (تابعة لمجلس الشيوخ) خاضعة لولاية مجلس الشيوخ، لا مقاطعة إمبراطورية تحت سلطة أغسطس. كان من شأن مثل هذا الإجراء أن يزيل قشرة التجديد الجمهوري التي روج لها أغسطس، ويكشف عن توجه لأن يكون المواطن الأول، وأن يصبح الأول بين الأنداد. والأسوأ من ذلك، أن تورط مارسيليوس قدّم بعض الأدلة على أن سياسة أغسطس كانت تتمثل في جعل الشباب يأخذوا مكانه كأمير، حيث وضع شكلاً من أشكال الملكية - الاتهامات التي كانت قد وقعت بالفعل.

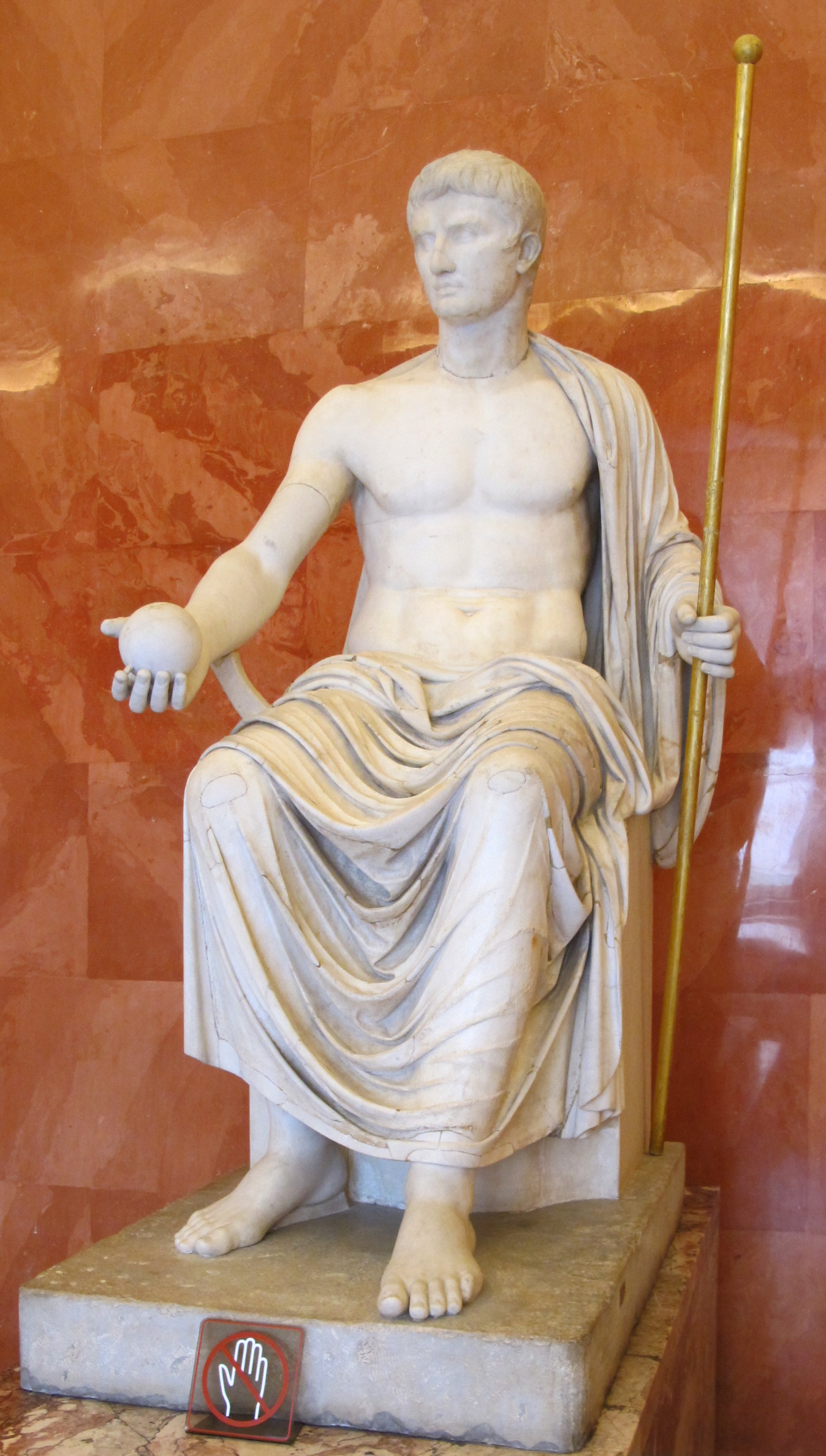
أغسطس كـجوبيتر، ماسكًا صولجان وجرم سماوي (النصف الأول من القرن الأول ميلادياً)

كان الوضع خطيرًا لدرجة أن أغسطس نفسه ظهر في المحاكمة، على الرغم من أنه لم يتم استدعائه كشاهد. تحت القسم، أعلن أغسطس أنه لم يُعطي مثل هذا الأمر. مورينا لم يصدق شهادة أغسطس واستاء من محاولته لتخريب المحاكمة باستخدام الأوكتوريتاس (السلطة) الخاصة به. وطالب بوقاحة أن يعرف لماذا جاء أغسطس إلى محاكمة لم يُدعى إليها؛ أجاب أوغسطس أنه جاء كاهتمام عام. على الرغم من إدانة «بريموس»، إلا أن بعض المحلفين صوّتوا على البراءة، وهذا يعني أن الجميع لم يصدقوا شهادة أغسطس، وهي إهانة لـ «أغسطس».
تم الانتهاء من التسوية الدستورية الثانية جزئيا لتهدئة الارتباك وإضفاء الطابع الرسمي على السلطة القانونية لأغسطس للتدخل في المحافظات السناتورية. منح مجلس الشيوخ أغسطس شكل من أشكال إمبريوم بروقنصل (باللاتينية: imperium proconsulare)، والتي تطبق في جميع أنحاء الإمبراطورية، وليس فقط إلى محافظاته. علاوة على ذلك، زاد مجلس الشيوخ من إمبريوم بروقنصل لأغسطس، إلى إمبريوم بروقنصل الأكبر (باللاتينية: imperium proconsulare maius) القابل للتطبيق في جميع أنحاء الإمبراطورية التي كانت أكثر ((باللاتينية: maius)) أو أكبر من تلك التي تحتفظ بها البروقنصل (القناصل السابقين) الأخريين. هذا في الواقع أعطى أغسطس سلطة دستورية متفوقة على جميع البروقنصل الأخريين في الإمبراطورية. بقي أغسطس في روما خلال عملية التجديد وقدم للمحاربين القدماء تبرعات سخية للحصول على دعمهم، مما جعله يضمن أنه سيتم تجديد سلطته في عام 13 ق.م.

### السلطات الإضافية
خلال التسوية الثانية، منح أغسطس أيضا سلطة تربيون (باللاتينية: tribunicia potestas) لمدي الحياة، على الرغم من أنه لم يكن اللقب الرسمي للتربيون. لبضعة سنوات، حصل أغسطس على مكافأة تروبينكيا سكرونسيتيس (باللاتينية: tribunicia sacrosanctitas)، وهي الحصانة الممنوحة لـ المتحدث عن البليبس. الآن قرر أن يفترض السلطة الكاملة للقضاء، والتي تجدد سنوياً إلى الأبد. من الناحية القانونية، كانت هذه السلطة المغلقة أمام الأرستقراطيين، وهو وضع اكتسبه أغسطس قبل عدة سنوات عندما تبناه يوليوس قيصر.
سمحت له هذه السلطة بعقد اجتماعات مجلس الشيوخ ودعوة الناس طبقاً لإرادته ووضع الأعمال أمامهم، كما سمحت له باستخدام حق النقض ضد تصرفات أي من الجمعية أو مجلس الشيوخ، لترؤس الانتخابات، والتحدث أولاً في أي اجتماع. وشملت أيضا سلطة تروبينكيا سكرونسيتيس لأغسطس القوى المحجوزة عادة للرقيب الروماني. وشملت هذه السلطة الحق في الإشراف على الأخلاق العامة والتدقيق في القوانين لضمان أنها في المصلحة العامة، فضلا عن القدرة على إجراء التعداد وتحديد عضوية مجلس الشيوخ.
مع صلاحيات الرقيب، نشد أغسطس الفضائل الوطنية الرومانية من خلال حظر جميع الملابس ماعدا التوجة أثناء دخول المنتدى. لم تكن هناك سابقة في النظام الروماني للجمع بين سلطات المتحدث عن البليبس (تربيون) والرقابة في موقع واحد، كما لم يتم انتخاب أغسطس لمنصب الرقابة. مُنح يوليوس قيصر سلطات مماثلة، حيث تم تكليفه بالإشراف على أخلاق الدولة. ومع ذلك، لم يمتد هذا المنصب إلى قدرة الرقابة على إجراء إحصاء رسمي وتحديد قائمة مجلس الشيوخ. بدأ منصب المتحدث عن البليبس في فقدان هيبته بسبب تكديس أغسطس لسلطات التربيون، فقام بإحياء أهميته بجعله تعيينًا إلزاميًا لأي شخص يرغب في الحصول على العضوية.

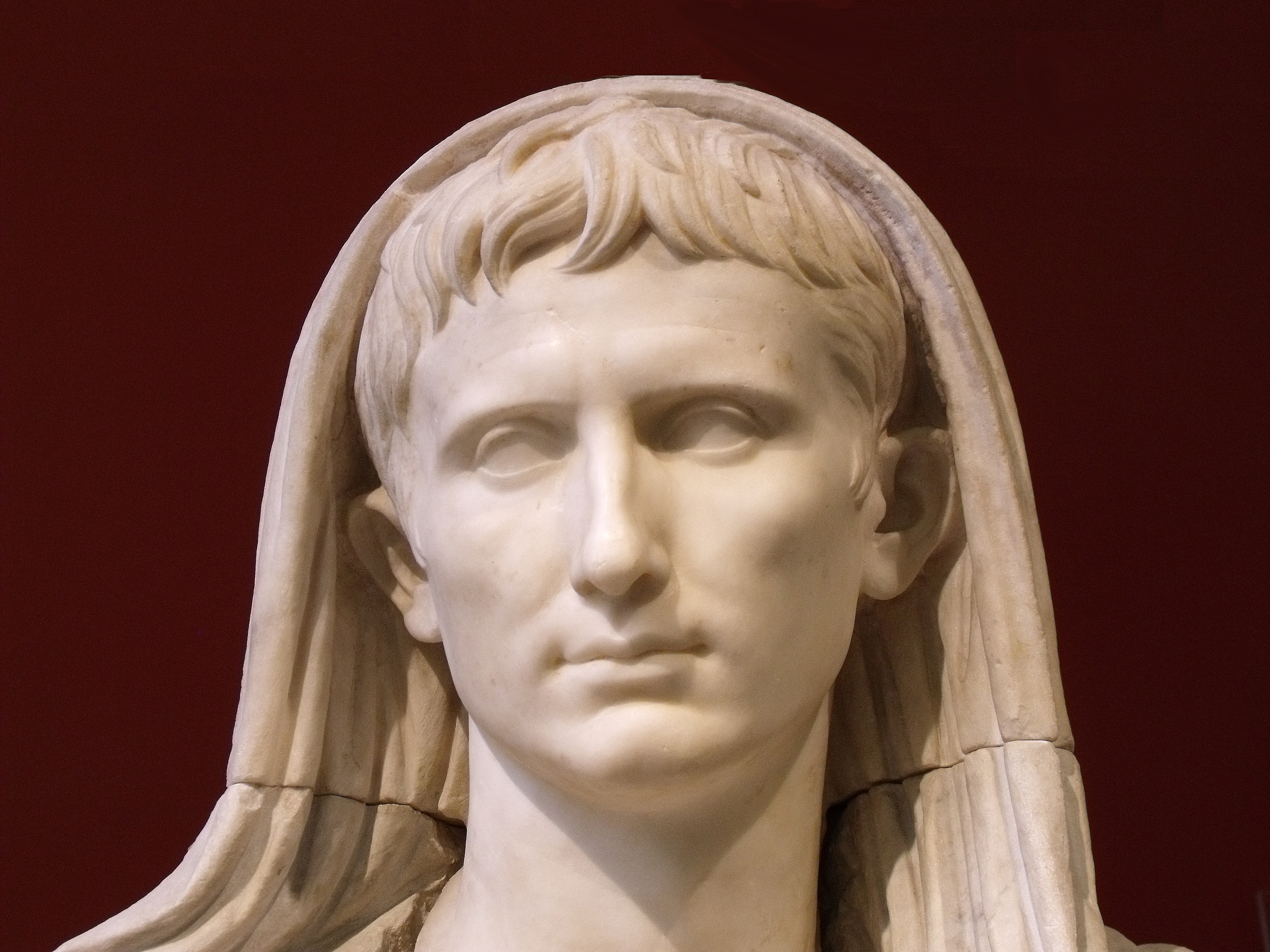
رأس أغسطس كبونتيفيكس ماكسيموس، عمل فني روماني من أواخر عصر أغسطس، العقد الأخير من القرن الأول قبل الميلاد

تم منح أغسطس الامبريوم الوحيد داخل مدينة روما نفسها، بالإضافة إلى منحه سلطة إمبريوم بروقنصل الأكبر وسلطة تربيون لمدي الحياة. تقليدياً، يفقد البروقنصل (حكام المقاطعات الرومانية) السلطة البروقنصلية «الامبريالية» الخاصة بهم حالما يعبرون البوميريوم - الحدود المقدسة من روما - ويدخلون المدينة. في هذه الحالة، سيكون لأغسطس السلطة كجزء من سلطته التربيونية، لكن سلطته الدستورية داخل البوميريوم (حدود روما) ستكون أقل من سلطة القنصل. وهذا يعني أنه، عندما يكون في المدينة، قد لا يكون هو القاضي الدستوري بأكبر سلطة. وبفضل مكانته أو سلطته، عادة ما تتم تلبية رغباته، ولكن قد يكون هناك بعض الصعوبة. ولملء هذا الفراغ في السلطة، صوت مجلس الشيوخ على أنه لا ينبغي أن تنتهي إمبريوم بروقنصل الأكبر (سلطة بروقنصلية متفوقة) عندما يكون داخل أسوار المدينة. كانت جميع القوات المسلحة في المدينة في السابق تحت سيطرة المدافعين والقناصل الحضريين، لكن هذا الوضع وضعهم الآن تحت سلطة أغسطس الوحيدة.
بالإضافة إلى ذلك، تم منح الفضل لأغسطس لكل انتصار عسكري روماني لاحق بعد هذا الوقت، لأن غالبية جيوش روما كانت تتمركز في المقاطعات الإمبراطورية بقيادة أغسطس من خلال الليغاتوس الذين كانوا مفوضين في البرينسيبيس في المقاطعات. علاوة على ذلك، إذا تم خوض معركة في مقاطعة سيناتورية، سمحت سلطة إمبريوم بروقنصل الأكبر لأغسطس بالتحكم في (أو أخذالفضل) في أي نصر عسكري كبير. هذا يعني أن أغسطس كان الفرد الوحيد القادر على الحصول على مسيرة الانتصار، وهو تقليد بدأ مع رومولوس، أول ملك في روما وأول ظافر عام. كان لوسيوس كورنليوس بالبيس آخر رجل خارج عائلة أغسطس يتلقى هذه الجائزة في عام 19 ق.م. (كان بالبيس ابن شقيق الوكيل العظيم ليوليوس قيصر، الذي كان حاكما لأفريقيا وجرمنتيون.) تيبيريوس، الابن الأكبر لأغسطس عن طريق الزواج من ليفيا، كان الجنرال الآخر الوحيد الذي حصل على مسيرة الانتصار - للانتصارات في جرمانيا في 7 ق.م.

### المؤامرة

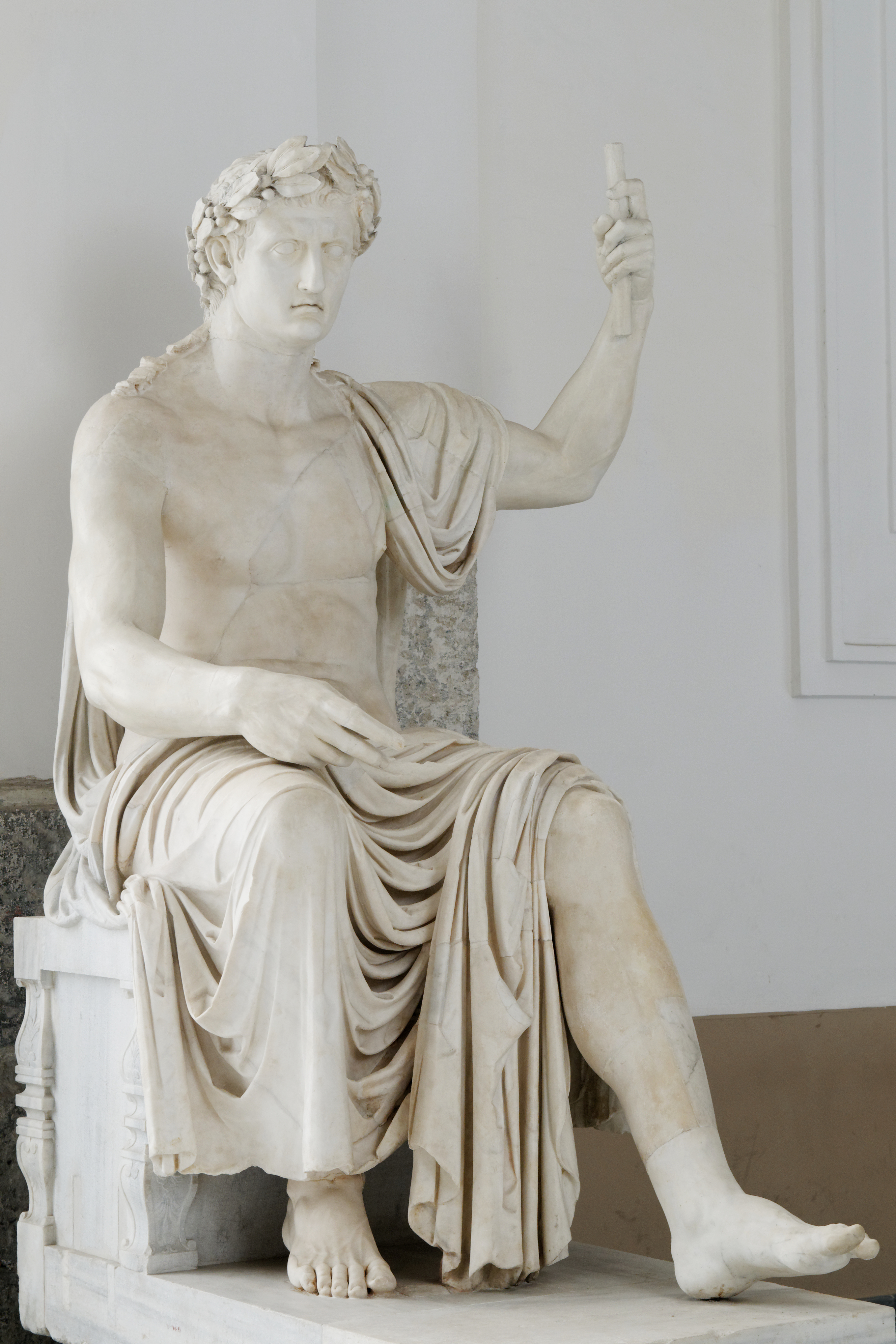
تمثال ضخم لأغسطس من أغسطوم الهركولانيوم، جالس ويرتدي إكليل الغار.

يبدو أن العديد من التفاصيل السياسية الدقيقة للتسوية الثانية قد غابت عن فهم الطبقة العامة، الذين كانوا من أعظم أنصار وعملاء أغسطس. هذا جعلهم يصرون على مشاركة أغسطس في الشؤون الإمبراطورية من وقت لآخر. فشل أغسطس في الترشح للانتخابات في منصب القنصل في عام 22 ق.م، وظهرت المخاوف مرة أخرى من أنه تم إجباره على السلطة من قبل مجلس الشيوخ الأرستقراطي. في 22 و21 و19 ق.م، قام الناس بأعمال شغب رداً على ذلك، ولم يسمحوا إلا بانتخاب قنصل واحد لكل من تلك السنوات، ظاهريًا لترك الموقع الآخر مفتوحًا أمام أغسطس.
وبالمثل، كان هناك نقص في الغذاء في روما في عام 22 ق.م مما أثار الذعر، في حين دعا العديد من عوام المناطق الحضرية أغسطس لتولي سلطات دكتاتورية للإشراف شخصيا على الأزمة. بعد عرض مسرحي للرفض أمام مجلس الشيوخ، قبل أغسطس أخيرا السلطة على إمدادات الحبوب في روما «بحكم سلطته البروقنصل إمبوريوم»، وأنها الأزمة على الفور تقريباً. لم تكن أزمة الغذاء من هذا النوع حتى 8م هي التي دفعت أغسطس إلى إنشاء بريفيكتوس أنوناي (باللاتينية: praefectus annonae) (حرفياً محافظ الحبوب)، وهو حاكم دائم كان مسؤولاً عن شراء الإمدادات الغذائية إلى روما.
كان هناك بعض الذين كانوا قلقين من توسيع الصلاحيات الممنوحة لأغسطس من قبل التسوية الثانية، وهذا جاء على رأسه مع مؤامرة واضحة من فاننيوس كايبيو. في وقت ما قبل 1 سبتمبر 22 ق.م، قدم بعض الكاستريتوس (إحدي أفراد عائلة كاستريتوس) لأغسطس بعض المعلومات حول مؤامرة بقيادة فاننيوس كايبيو. تم ذكر مورينا من بين أسماء المتآمرين، القنصل الصريح الذي دافع عن بريموس في قضية ماركوس بريموس.وحوكم المتآمرين غيابياً مع تولي تيبريوس منصب المدعي العام. وجدت هيئة المحلفين أنهم مذنبون، لكنه لم يكن قرارًا بالإجماع. وحُكم على جميع المتهمين بالإعدام بتهمة الخيانة العظمى وتم إعدامهم بمجرد القبض عليهم - دون أن يدلي بشهادتهم في الدفاع عنهم. ضمن أغسطس أن واجهة الحكومة الجمهورية استمرت بتغطية فعّالة للأحداث.
في عام 19 ق.م، منح مجلس الشيوخ أغسطس شكلًا من «الوحدة القنصلية العامة»، والذي كان على الأرجح عبارة «إمبوريوم قنصل الأكبر»، مثل السلطات التي كان قد تلقاها في عام 23 ق.م. ومثله مثل سلطة التربون، كانت القوى القنصلية مثال آخر على كسب السلطة من المكاتب التي لم يحتفظ بها فعليًا. بالإضافة إلى ذلك، سُمح لـ أغسطس بارتداء شارة القنصل في الأماكن العامة وقبل مجلس الشيوخ، وكذلك الجلوس في الكرسي الرمزي بين اثنين من القناصل وحمل الفاسيز، وهو شعار السلطة القنصلية. يبدو أن هذا قد هدأ الناس. بغض النظر عما إذا كان أغسطس قنصلاً أم لا، فإن الأهمية تكمن في أنه ظهر كواحد من قبل الشعب ويمكنه ممارسة السلطة القنصلية إذا لزم الأمر. في 6 مارس 12 ق.م، بعد وفاة ليبيدوس، تولى أيضاً منصب بونتيفكس ماكسيموس (باللاتينية: pontifex maximus)، رئيس الكهنة في جماعة الأحبار، وهو أهم منصب في الديانة الرومانية. في 5 فبراير 2 ق.م، أعطي أغسطس أيضا لقب باتير باتريا، أو «أب البلد».

### الاستقرار والبقاء في السلطة
وكان السبب النهائي للتسوية الثانية هو إعطاء الاستقرار الدستوري للمبادئ والبقاء في السلطة في حالة حدوث شيء ما للبرنسيبس أغسطس. أظهر مرضه في أوائل عام 23 ق.م ومؤامرة كايبيو أن وجود النظام معلق بخيط رفيع على حياة رجل واحد، أغسطس نفسه، الذي عانى من عدة أمراض خطيرة طوال حياته. إذا كان سيموت لأسباب طبيعية أو يقع ضحية للاغتيال، يمكن أن تقع روما لمرحلة أخرى من الحرب الأهلية. كانت ذكريات فارسالا ومنتصف مارس (يوم اغتيال يوليوس قيصر) ومنشور الحظر وفيلبي وأكتيوم والتي بالكاد مر عليها خمس وعشرين سنة، لا تزال حية في أذهان العديد من المواطنين. تم منح إمبريوم بروقنصل إلى أغريبا لمدة خمس سنوات، على غرار قوة أغسطس، من أجل تحقيق هذا الاستقرار الدستوري. إن الطبيعة المحددة للمنحة غير مؤكدة، لكنها غطت على الأرجح المقاطعات الإمبراطورية الخاصة بأغسطس، شرقها وغربها، ولكنها ربما تفتقر إلى السلطة على مقاطعات مجلس الشيوخ. جاء ذلك في وقت لاحق، كما قام بسبب غيرته بحراسة سلطة التربيون بشراسة.
لقد اكتمل الآن تراكم القوى لأغسطس. في الواقع، قام بتأريخ «عهده» من إتمام التسوية الثانية، 1 يوليو 23 ق.م. على نفس القدر من الأهمية، أصبح لدى البرنسيبس الآن استقرار دستوري. كان الأباطرة الرومان في وقت لاحق مقيدين عمومًا بالقوى والعناوين التي كانت تُمنح في الأصل لأغسطس، على الرغم من أن الأباطرة المعينين حديثًا قد يرفضون واحدًا أو أكثر من الامتيازات الممنوحة لأغسطس من أجل إظهار تواضعهم. وكما يحدث في كثير من الأحيان، ومع تقدم فترة حكمهم، فإن الأباطرة كانوا يقبلون جميع العناوين، بغض النظر عما إذا كانوا قد تم منحها لهم من قبل مجلس الشيوخ. أصبح الأباطرة في وقت لاحق يرتدون التاج المدني، والشارة القنصلية، والجلباب الأرجواني للجنرال المنتصر (توجة بيكاتا)، والتي أصبحت شارة الإمبراطورية في العصر البيزنطي.

## الحرب والتوسع

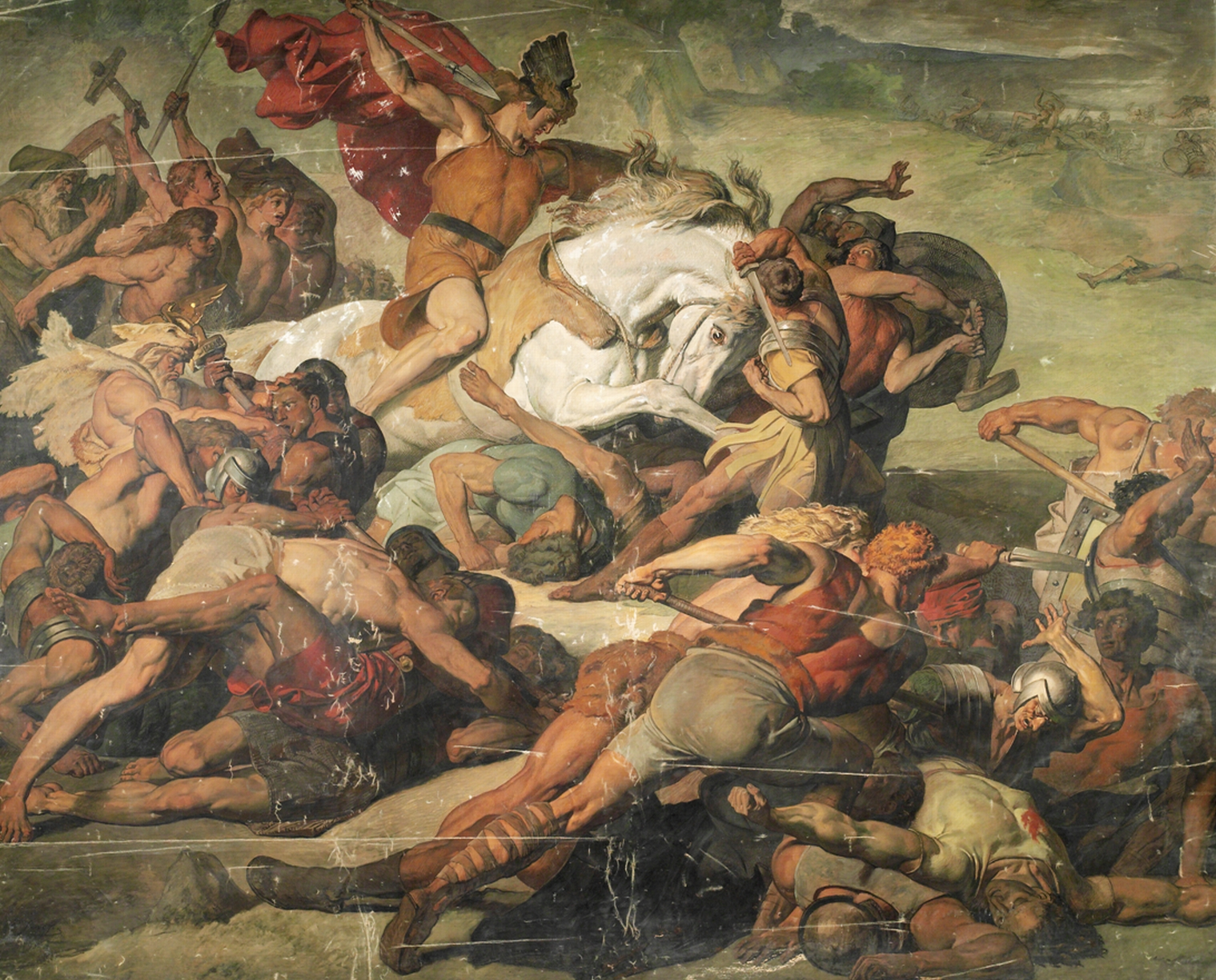
التقدّم الإنتصاري بواسطة هيرمان، تصوير لمعركة غابة تويتوبورغ الواقعة في 9 م، بواسطة بيتر يانسن، 1873

اختار أغسطس لقب إيمبرتور («قائد منتصر») ليكون اسمه الأول، لأنه أراد أن يجعل هناك علاقة واضحة بينه وبين فكرة النصر، وبالتالي أصبح يعرف باسم إيمبرتور قيصر ديفي فيليوس أغسطس بحلول عام 13 م، تفاخر أغسطس 21 مرة حيث أعلنته قواته «إيمبرتور» كلقبه بعد كل معركة ناجحة. تم تكريس الفصل الرابع بأكمله في مذكراته التي تم إصدارها بشكل علني والمعروفة باسم ريس جيستا (باللاتينية: Res Gestae) إلى انتصاراته العسكرية وتكريماته.
كما روج أغسطس أيضا لمثالية الحضارة الرومانية المتفوقة مع مهمة حكم العالم (إلى المدى الذي عرفه الرومان به)، شعار يتجسد في الكلمات التي يعزوها الشاعر المعاصر فيرجيل إلى أسطورة أغسطس الأسطوري: (باللاتينية: "tu regere imperio populos, Romane, memento") («أيها الروماني، تذكر بقوتك أنت تحكم شعوب الأرض!») كان الدافع وراء التوسُّع بارزًا على ما يبدو بين جميع الطبقات في روما، وتم منحه إقرارًا إلهيًا من قِبل جوبيتر فيرجيل في الكتاب الأول من الإنيادة، حيث وعد جوبيتر بوابة روما منذ البداية بـ«سيادة بلا نهاية».
بحلول نهاية عهده، غزت جيوش أغسطس شمال هسبانيا (إسبانيا الحديثة والبرتغال) ومناطق جبال الألب من رائيتيا ونوريكوم (حديثاً سويسرا، بافاريا، النمسا، سلوفينيا)، ياريكيم وبانونيا (حديثًا ألبانيا، كرواتيا، المجر، صربيا، إلخ)؛ ووسع حدود إقليم إفريقيا إلى الشرق والجنوب.

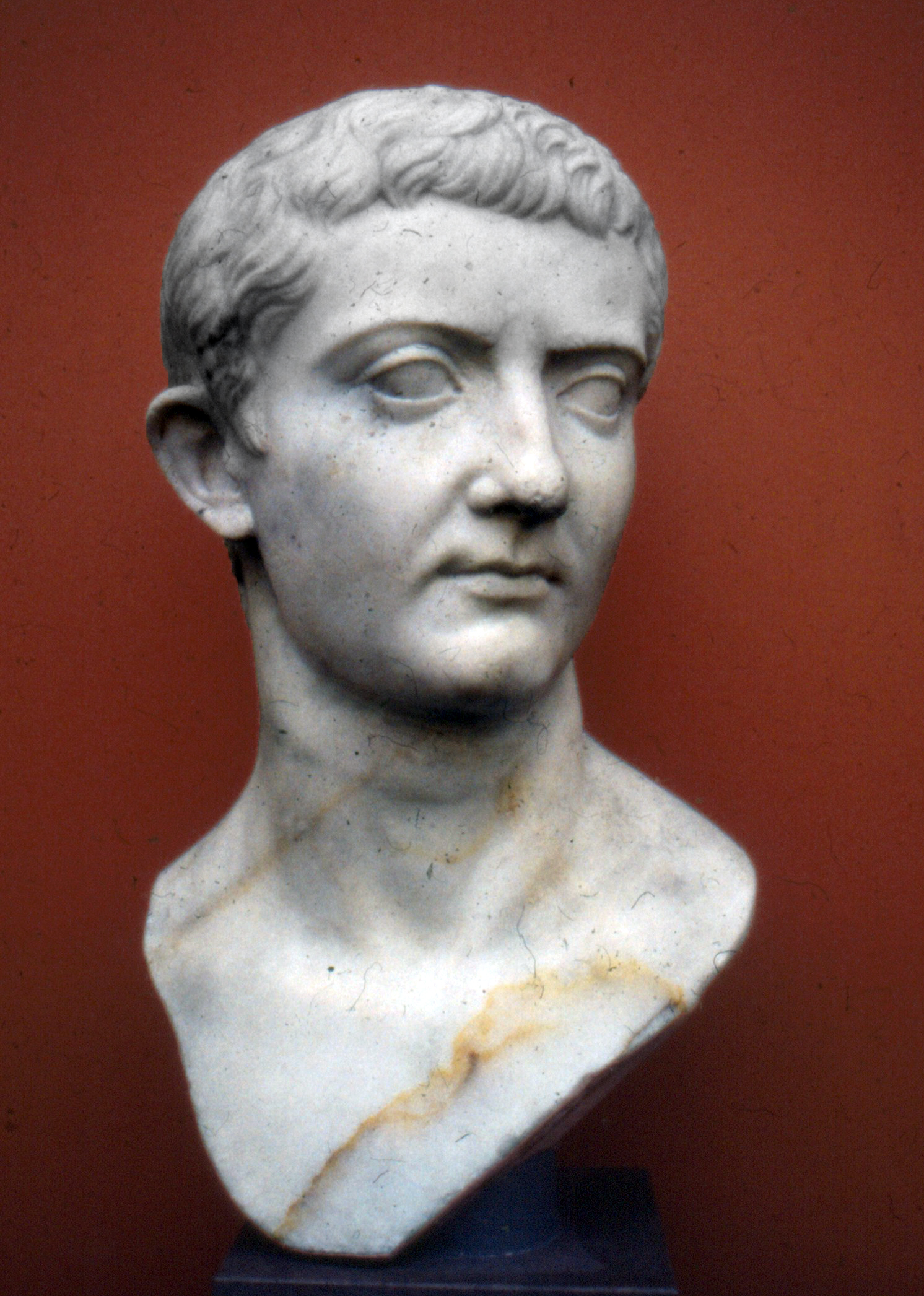
تمثال نصفي لـتيبيريوس، وهو قائد عسكري ناجح تحت حكم أغسطس وذلك قبل أن يتم تعيينه وريث له وخليفته.

أُضيفت يهودا إلى ولاية سوريا عندما عزل أغسطس هيرودس أرخيلاوس، خليفة ملك الدولة العميلة هيرودوس الكبير (73-4 ق.م). كانت سوريا (مثل مصر بعد أنطوني) محكومة بمدير رفيع المقام بدلاً من حاكم من ناحية أغسطس.
مرة أخرى، لم تكن هناك حاجة إلى جهد عسكري في عام 25 ق.م عندما تم تحويل غلاطية (تركيا الحديثة) إلى مقاطعة رومانية بعد فترة وجيزة من مقتل أمينتاس الغلاطي على يد أرملة منتقمه بسبب أمير مقتول من هاموندا. تم التخلص أخيراً من القبائل المتمردة في أستورياس وكانتابريا في ما يُعرف اليوم بإسبانيا الحديثة في عام 19 ق.م، وضُمت الأراضي تحت مقاطعتي هسبانيا ولوسيتانيا. أثبتت هذه المنطقة أنها أحد الأصول الرئيسية لتمويل حملات أغسطس العسكرية المستقبلية، حيث كانت غنية بالمواد الخام المعدنية التي يمكن استخدامها في مشاريع التعدين الرومانية، خاصةً رواسب الذهب الغنية جدًا في لاس مدولاس.
كان غزو شعوب جبال الألب في عام 16 ق.م انتصارا هاما آخر لروما، حيث أنه وفر حاجزا إقليميا كبيرًا بين المواطنين الرومانيين في إيطاليا وأعداء روما في جرمانيا إلى الشمال. كرس هوراس قصيدة للنصر، في حين تم بناء النصب التذكاري لكأس أغسطس بالقرب من موناكو لتكريم النصر. خدم الاستيلاء على منطقة جبال الألب أيضا الهجوم المقبل في 12 ق.م، عندما بدأ تيبيريوس الهجوم ضد القبائل البانونية من إيليريا، وتحرك شقيقه نيرون كلاوديوس دروسوس ضد القبائل الجرمانية في الراينلاند. كانت كلتا الحملتين ناجحتين، حيث وصلت قوات دروسوس إلى نهر إلبه بحلول عام 9 ق.م - على الرغم من أنه توفي بعد فترة وجيزة بسبب سقوطه عن حصانه. تم تسجيل أن تيبيريوس التقي مشي أمام جثة أخيه على طول الطريق إلى روما.

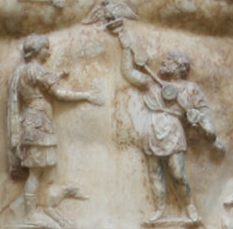
فرثي يعيد أكويلا، بروز في درع العضلات في تمثال أغسطس بريما بورتا

لحماية الأراضي الشرقية الرومانية من الإمبراطورية الفرثية، اعتمد أغسطس على الدول العميلة في الشرق للعمل كمناطق حدود إقليمية ومناطق يمكن أن تقوم قواتهم الخاصة بالدفاع. ولضمان أمن الجناح الشرقي للإمبراطورية، قام أغسطس بتأسيس جيش روماني في سوريا، بينما تفاوض ابن زوجته الماهر تيبريوس مع البارثيين كدبلوماسي روماني في الشرق. كان تيبيريوس مسؤولاً عن إعادة تيغرانس الخامس الأرمني لعرش مملكة أرمينيا.
ومع ذلك، يمكن القول إن أكبر إنجازته الدبلوماسية كان التفاوض مع فرهاد الرابع الفرثي (37-2 ق.م) في 20 ق.م من أجل استعادة معايير المعركة التي خسرها كراسوس في معركة حراهي، وهو نصر رمزي وزيادة للروح المعنوية لروما. يدعي فيرنر إيك أن هذه كانت خيبة أمل كبيرة بالنسبة إلى الرومان الساعين للانتقام من هزيمة كراسوس بالوسائل العسكرية. ومع ذلك، تشرح ماريا بروسيوس أن أغسطس استخدم عودة المعايير كدعاية ترمز إلى خضوع فارثيا إلى روما. تم الاحتفال بالحدث في الفن مثل تصميم درع الصدر على تمثال أغسطس بريما بورتا وفي المعالم الأثرية مثل معبد ألتور مارس ('مارس المنتقم') الذي بني ليتم وضع المعيار فيه.
لطالما شكلت فارثيا تهديدًا لروما في الشرق، لكن جبهة القتال الحقيقية كانت على طول نهري الراين والدانوب. قبل المعركة النهائية مع أنطوني، كانت حملات أوكتافيان ضد القبائل في دالماتيا هي الخطوة الأولى في توسيع الأراضي الرومانية إلى نهر الدانوب. لم يكن النصر في المعركة دائمًا نجاحًا دائمًا، حيث استعاد أعداء روما في جرمانيا باستمرار الأراضي التي احتلتها حديثًا.
ومن الأمثلة البارزة على خسارة الرومان في المعركة كانت معركة غابة تويتوبورغ في 9 م، حيث تم تدمير ثلاث كتائب كاملة بقيادة بوبليوس كوينكتيليوس فاروس على يد أرمينيوس، زعيم الشيروسكيين، حليف روماني ظاهر. رد أغسطس بإرسال تيبيريوس ودرووس إلى راينلاند لتهدئة الوضع، والتي حققت بعض النجاح على الرغم من أن معركة 9 م أدت إلى نهاية التوسع الروماني إلى ألمانيا. استغل الجنرال الروماني «جرمانيكوس» الحرب الأهلية الشيروسكيونيه بين أرمينيوس وسيجيستيس. هزموا أرمينيوس، الذي فرّ من تلك المعركة ولكنه قُتل في وقت لاحق في عام 21 بسبب الخيانة.

## الوفاة والخلافة
أدى مرض أغسطس عام 23 ق.م إلى ظهور مشكلة الخلافة في طليعة قضايا السياسة والجمهور. لضمان الاستقرار، احتاج إلى تعيين وريث لموقفه الفريد في المجتمع والحكومة الرومانية. كان يجب تحقيق ذلك بطرق صغيرة، غير منهجية، وتدريجيًا بحيث لا تثير مخاوف مجلس الشيوخ من الملكية. إذا نجح شخص ما في خلافة السلطة الغير رسمية الخاصة بـأغسطس، فعليه أن يكسبه من خلال مزاياه المثبتة علناً.
يجادل بعض المؤرخين الأوغستانيين أن المؤشرات تشير إلى ابن أخيه مارسيلوس، الذي كان قد تزوج بسرعة من ابنة أغسطس جوليا الكبري. يخالف المؤرخون الآخرون ذلك بسبب أن أغسطس سوف يقرأ بصوت عالٍ إلى مجلس الشيوخ بينما كان مريضاً بشكل خطير في عام 23 ق.م، بدلاً من الإشارة إلى تفضيل ماركوس أغريبا، الذي كان ثاني مسؤول بعد أغسطس، ويمكن القول بأنه الوحيد من مساعديه الذين كان بإمكانهم السيطرة على الكتائب والإبقاء بالإمبراطورية معًا.
بعد وفاة مارسيليوس في 23 ق.م، زوج أغسطس إبنته إلى أغريبا. أنتج هذا الاتحاد خمسة أطفال، ثلاثة أبناء وابنتين: غايوس قيصر، ولوسيوس قيصر، وفيبسانيا جوليا، وأغريبينا الكبرى، وأجريبا بوستوموس، سمي بهذا الاسم لأنه ولد بعد وفاة ماركوس أغريبا. بعد فترة وجيزة من التسوية الثانية، منح أغريبا إدارة النصف الشرقي من الإمبراطورية لمدة خمس سنوات مع إمكان وجود بروقنصل ونفس التربون الممنوحة لأغسطس (على الرغم من عدم علوها على سلطة أغسطس)، تمركز مقر حكمه في ساموس في شرق بحر إيجة. أظهر منح السلطة هذا تفضيل أغسطس لـ أغريبا، لكنه كان أيضًا إجراًء لإرضاء أعضاء حزبه القيصري من خلال السماح لأحد أعضائه بمشاركة قدر كبير من السلطة معه.

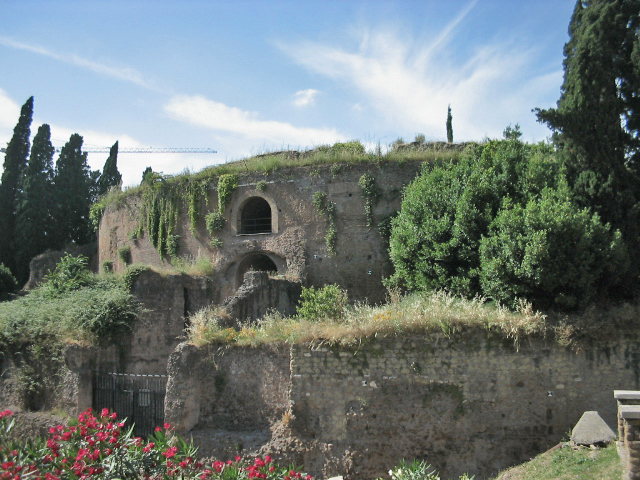
ضريح أغسطس

أصبح هدف أغسطس أن يجعل غايوس ولوسيوس قيصر ورثته عندما تبناهم كأولاده. حصل على عضوية القنصل في 5 و2 ق.م حتى يمكن شخصيًا لهم الدخول في وظائفهم السياسية، وتم ترشيحهم لمنصب القنصل في 1 م و4. كما أبدى أغسطس تفضيله لأبناء زوجته، أطفال ليفيا من زواجها الأول نيرو كلاوديوس درووس جيرمانكوس (من الآن فصاعدا سيشار إليه باسم درووس) وتيبيريوس كلاوديوس (من الآن فصاعدًا تيبريوس)، ومنحهم المناصب العسكرية والمكاتب العامة، على الرغم من أنه يبدو أنه كان يفضل درووس. بعد وفاة أغريبا في 12 ق.م، أمر تيبريوس بتطليق زوجته فيبسانيا أغريبينا والزواج من أرملة أغريبا، ابنة أغسطس جوليا، وذلك بمجرد انتهاء فترة الحداد على أغريبا. كان زواج درووس من أنطونيا الصغرى شأناً غير قابل للكسر، في حين كانت فيبسانيا «فقط» ابنة الراحل أغريبا من زواجه الأول.
شارك تيبيريوس في سلطة التربون مع أغسطس من عام 6 ق.م، ولكن بعد ذلك بقليل ذهب إلى التقاعد، وبحسب ما ورد لم يريد أي دور إضافي في السياسة بينما عزل نفسه إلى رودس. لا يوجد سبب محدد معروف لرحيله، على الرغم من أنه كان يمكن أن يكون مجموعة من الأسباب، بما في ذلك الزواج الفاشل مع جوليا، بالإضافة إلى إحساس بالحسد والإقصاء على تفضيل أغسطس الظاهر لأحفاده الصغار الذين تحولوا إلى أبنائه غايوس ولوسيوس. (انضم كل من غايوس ولوسيوس إلى كلية الكهنة في سن مبكرة، وقُدموا إلى العامة في شكل أكثر ملاءمة، وتم ضمهم إلى الجيش في بلاد الغال.)
بعد الوفاة المبكرة لكل من لوسيوس وغايوس في العامين 2 و4 على التوالي، والوفاة المبكرة لأخيه درووس (9 ق.م)، تم استدعاء تيبيريوس إلى روما في يونيو 4 م، حيث تم تبنيه من قبل أغسطس شريطة أنه في المقابل، يقوم يتبنى ابن أخيه جرمانيكوس. استمر هذا التقليد لتقديم جيلين على الأقل من الورثة. في ذلك العام، مُنِحَ تيبيريوس أيضًا صلاحيات التربون والبروقنصل، وكان على المبعوثين من الملوك الأجانب أن يظهروا له الاحترام، وبحلول عام 13 م، مُنح انتصارًا ثانيًا وسلطة إمبراطورية متساويه مع أغسطس.

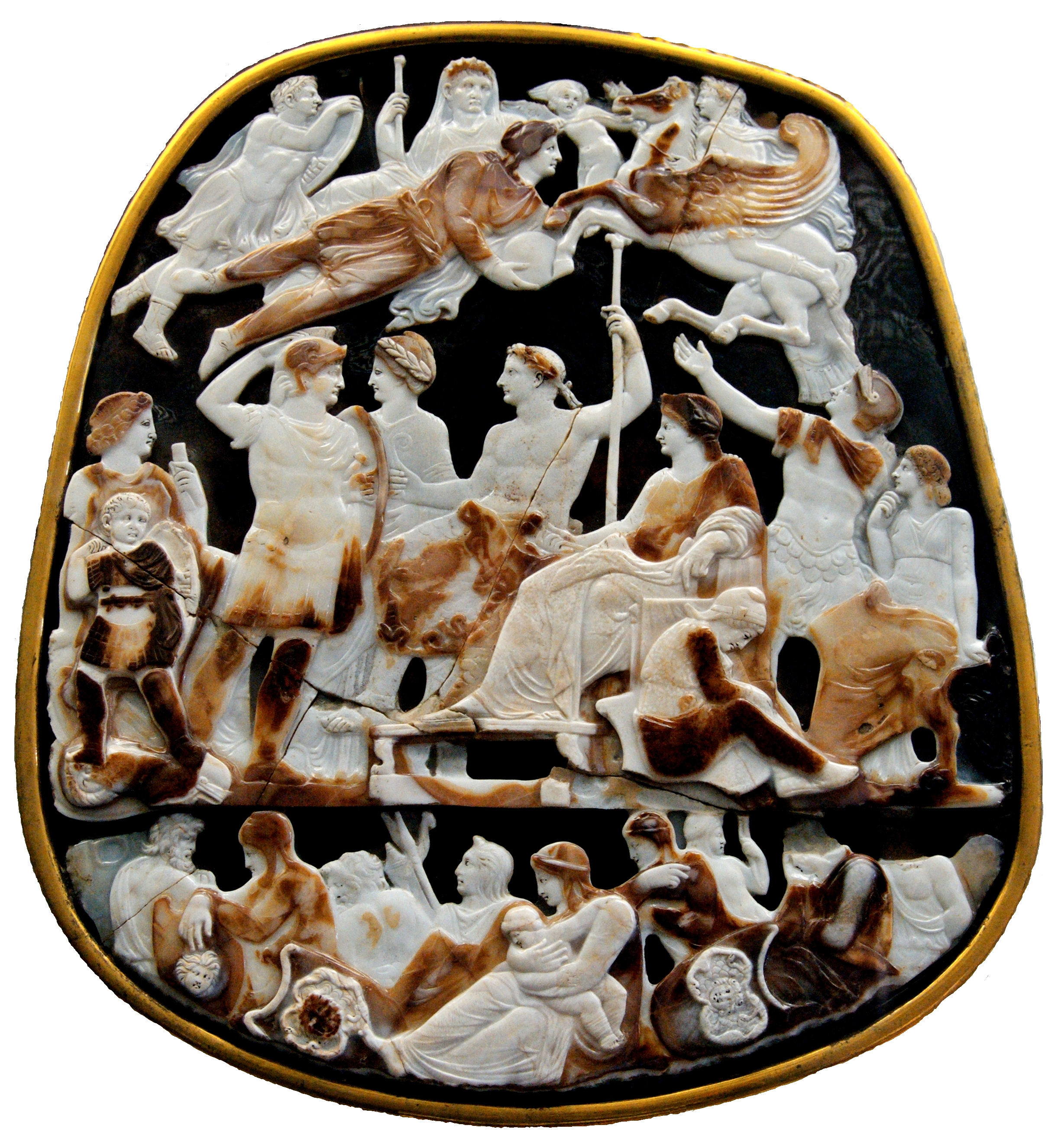
أغسطس المؤله يحوم فوق تيبريوس وآخرين من سلالة جوليو كلاوديان في قميو فرنسا العظيم

وكان المطالب الآخر الوحيد الوريث هو بوستوموس أغريبا، الذي كان قد نفاه أغسطس في 7 م، وكان نفيه دائمًا بموجب مرسوم مجلس الشيوخ، وكان أغسطس قد رفضه رسميًا. هو بالتأكيد سقط من صالح أغسطس كوريث ؛ يذكر المؤرخ إريك جروين أن مختلف المصادر المعاصرة تقول إن بوستوموس أغريبا كان «شابًا فظًا ووحشيًا وشخصًا منحرفًا». اغتيل بوستوموس أغريبا في مكانه في المنفى إما قبل أو بعد وفاة أغسطس.
في 19 أغسطس 14 م، توفي أغسطس أثناء زيارته لمدينة نولا حيث توفي والده. كتب كل من تاسيتس وكاسيوس ديو أنه أشيع أن ليفيا تسبب في وفاة أغسطس عن طريق تسميم التين الطازج. يُذكر هذا العنصر في العديد من الأعمال الحديثة في الروايات التاريخية المتعلقة بحياة أغسطس، لكن بعض المؤرخين يرون أنه من المحتمل أن يكون افتراء شرسًا قام به أولئك الذين فضّلوا بوستوموس كخليفة أو غيرهم من الأعداء السياسيين لـ تيبيريوس. لطالما كانت ليفيا هدفاً لشائعات مماثلة حول تسميم أبنها، معظمها أو جميعها لم يكن من المحتمل أن تكون حقيقية.
بدلا من ذلك، من الممكن أن ليفيا قدمت التين المسموم (كانت تزرع مجموعة متنوعة من التين المسمى بإسمها التي يقال أن أغسطس قد استمتع به)، لكنها فعلت ذلك كوسيلة لمساعدة في الانتحار وليس القتل. كانت صحة أغسطس في انخفاض في الأشهر التي سبقت وفاته مباشرة، وكان قد قام باستعدادات كبيرة للانتقال السلس للسلطة، بعد أن استقر على مضض على تيبيريوس كخيار للوريث. من المرجح أنه لم يكن من المتوقع عودة أغسطس حياً من نولا، لكن يبدو أن صحته تحسنت حالما كان هناك. لذا فقد تم التكهن بأن أغسطس وليفيا تآمروا على إنهاء حياته في الوقت المتوقع، بعد أن قاموا بكل العملية السياسية لقبول تيبيريوس، من أجل عدم تعريض هذا الانتقال للخطر.
كانت الكلمات الأخيرة الشهيرة لأغسطس هي: «هل لعبت دورًا جيدًا؟ وصُفق لي عندما خرجت» - يشير للتلاعب بالسلطة والملكية التي كان قد وضعها كإمبراطور. علانية، على الرغم من ذلك، كانت كلماته الأخيرة، «انظر، لقد أنشأت روما من الطين، وتركها لك من الرخام.» سافر موكب جنائزي ضخم من المشيعين مع جثة أغسطس من نولا إلى روما، وفي يوم دفنه أغلقت جميع الشركات العامة والخاصة لهذا اليوم. وألقى تيبيريوس وابنه درووس مسرحية التأبين بينما كانا يقفان فوق روسترا. كان جثمان أغسطس متومضعًا في التابوت وأحرق على محرقة قريبة من ضريحه. تم الإعلان أن أغسطس انضم إلى كوكبة من الآلهة كعضو في البانثيون الروماني. نُهب الضريح من قبل القوطيين في 410 خلال نهب روما، وتم بعثرة رماده.
ويذكر المؤرخ د. أ. شوتر أن سياسة أغسطس لمصلحة الخط العائلي الجولياني على الكلاودياني قد تكون قد أعطت تيبيريوس سبباً كافياً لإظهار ازدراء مفتوح لأغسطس بعد وفاة الأخير. بدلا من ذلك، كان تيبيريوس دائمًا سريعًا في توبيخ أولئك الذين انتقدوا أغسطس. ويشير شوتر إلى أن تأليه أغسطس أجبر تيبيريوس على قمع أي استياء مفتوح ربما كان قد أقامه، إلى جانب موقف تيبريوس «المحافظ للغاية» تجاه الدين.
أيضًا، يشير المؤرخ ر. شو-سميث إلى أن رسائل أغسطس إلى تيبيريوس والتي تظهر توجهه تجاه تيبيريوس وتقدير عالي لمهاراته العسكرية. يقول شوتر أن تيبيريوس ركز غضبه وانتقاده على غايوس آسينيوس جالوس (لزواجه من فيبسانيا بعد أن أجبر أغسطس تيبيريوس على تطليقها)، وكذلك تجاه اثنين من القياصرة الصغار، غايوس ولوسيوس - بدًلا من أغسطس، المهندس الحقيقي لطلاقه وإنزال رتبته الإمبراطورية.

## ميراثه

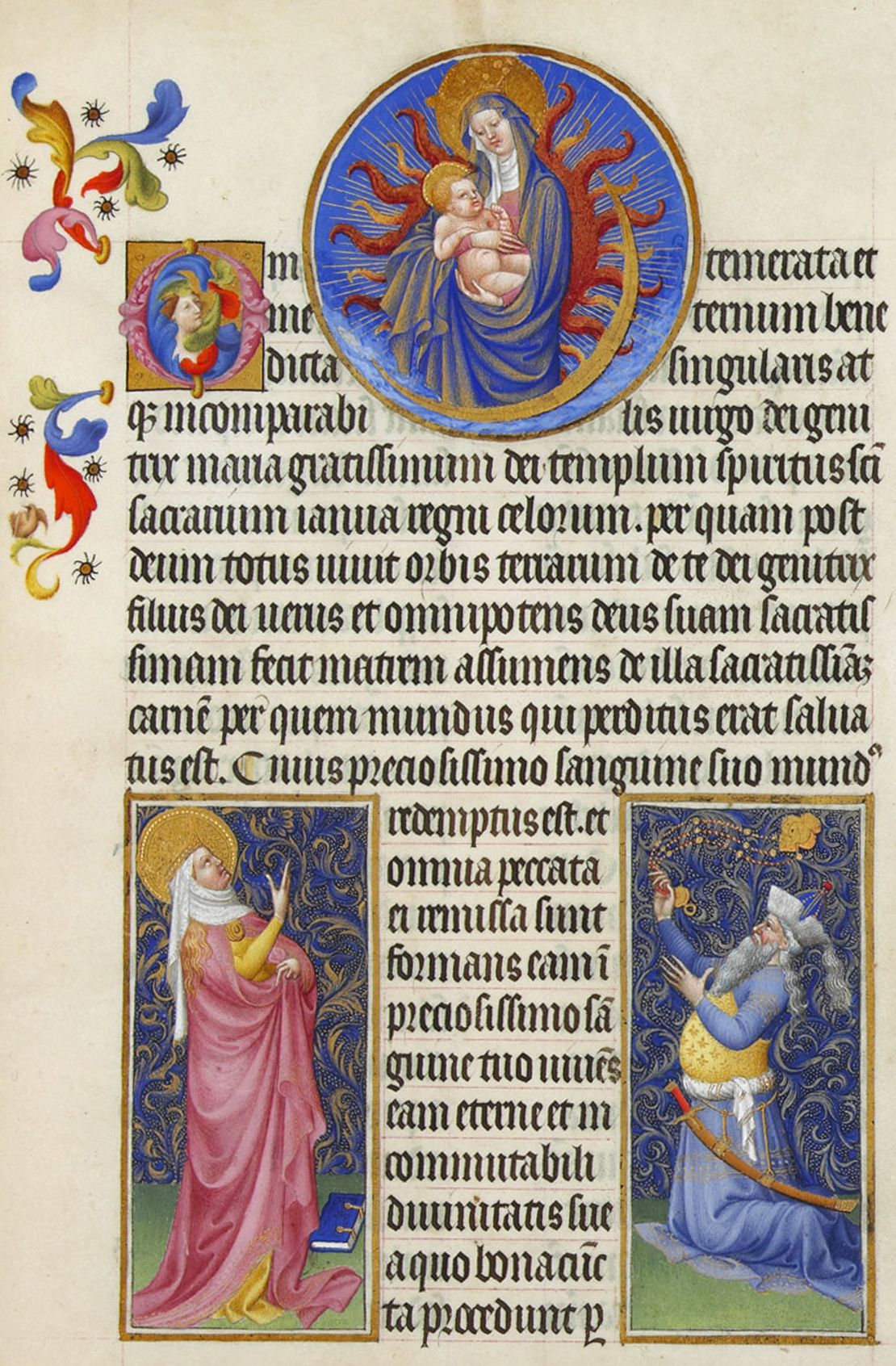
العذراء مريم وطفلها، النبي سيبيل تيفولي أسفل اليسار والإمبراطور أغسطس في أسفل اليمين، من تريس ريشس هيريز دو دوك دي بيري. الشبيه بأغسطس هو الإمبراطور البيزنطي مانويل الثاني.

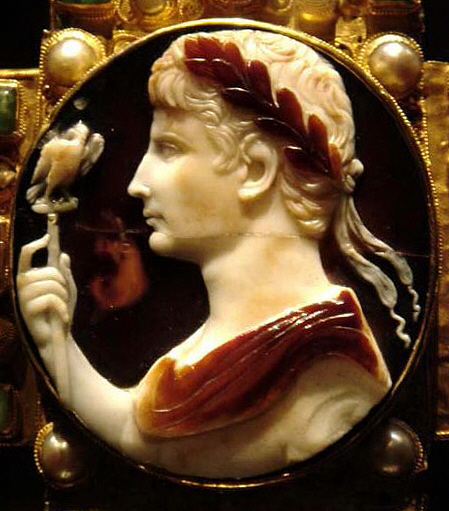
أغسطس قيمو في وسط صليب لوثر من القرون الوسطى

وضع عهد أغسطس أساس نظام استمر، بشكل أو بآخر، لما يقرب من 1500 عام في خلال الانخفاض النهائي للإمبراطورية الرومانية الغربية وحتى سقوط القسطنطينية عام 1453. أصبح لقبه بالتبني، قيصر، ولقبه أغسطس العناوين الدائمة لحكام الإمبراطورية الرومانية لأربعة عشر قرناً بعد وفاته، في الاستخدام في روما القديمة وفي روما الجديدة. في العديد من اللغات، أصبح قيصر كلمة للإمبراطور، كما هو الحال في الكيسر الألماني وفي التسار البلغاري والروسي، وفي اللغة العربية كان يُدعي بالقيصر. استمرت عبادة تآليه ديفي أغسطس حتى تم تغيير دين الدولة الإمبراطورية إلى المسيحية في 391 من قبل ثيودوسيوس الأول. وبالتالي، كان هناك العديد من التماثيل والتماثيل النصفية الممتازة للإمبراطور الأول. قام أغسطس أيضًا بكتابة رواية عن إنجازاته، وهي "ريست جيستا ديفي أوجيستس"، التي كتُبت بالبرونز أمام ضريحه. نُقشت نسخ من النص في جميع أنحاء الإمبراطورية عند وفاته. كانت النقوش المكتوبة باللاتينية مترجمة باللغة اليونانية بجانبها، وكُتبت على العديد من الصروح العامة، مثل المعبد الموجود في أنقرة، يطلق على النصب التذكاري أنكريوم (باللاتينية: Ancyranum)، الذي أطلق عليه المؤرخ تيودور مومسن اسم «ملك النقوش».
هناك بعض الأعمال المكتوبة المعروفة من أغسطس التي نجت مثل قصائده في صقلية، وإبيفانوس، وأياكس، سيرة ذاتية تتألف من 13 كتابًا، ورسالة فلسفية، وطباعته المكتوبة لبروتوس، ولادة كاتو. المؤرخون قادرون على تحليل الرسائل الموجودة التي صاغها أغسطس للآخرين للحصول على حقائق أو أدلة إضافية عن حياته الشخصية.
يعتبر الكثيرون أن أغسطس هو أعظم إمبراطور رومي. ساعدت سياساته بالتأكيد في تمديد فترة الإمبراطورية وفي بدأ فترة باكس رومانا الشهيرة أو باكس أوغوستا. وتمنى مجلس الشيوخ الروماني للأباطرة اللاحقين «أن يكونوا أكثر حظًا من أغسطس وحسنًا من تراجان». كان أغسطس ذكيًا وحاسمًا وسياسيًا داهية، لكنه لم يكن يتمتع بشخصية كاريزمية مثل يوليوس قيصر، وقد تأثر في بعض الأحيان بزوجته الثالثة ليفيا (في بعض الأحيان إلى الأسوأ). ومع ذلك، أثبت إرثه أنه أكثر استدامة. تحولت مدينة روما بالكامل تحت حكم أغسطس، مع أول قوة شرطة مؤسسية في روما، وقوة مكافحة الحرائق، وإنشاء محافظ البلدية كمكتب دائم. تم تقسيم قوات الشرطة إلى أفواج تضم 500 رجل لكل منها، في حين تراوحت وحدات رجال الإطفاء من 500 إلى 1000 رجل لكل منها، مع تخصيص 7 وحدات لـ14 قطاع مقسم في المدينة.
تم تعيين حارس بريفيكتوس (باللاتينية: praefectus vigilum)، أو «حاكم المراقبة» المسؤول عن الفيجليس، ورجال الإطفاء والشرطة في روما. مع انتهاء الحروب الأهلية في روما، كان أغسطس قادراً أيضاً على إنشاء جيش دائم للإمبراطورية الرومانية، تم ضبطه بحجم 28 فيلق من حوالي 170.000 جندي. وقد تم دعم ذلك من خلال وحدات مساعدة متعددة من 500 جندي غير مواطنين، تم تجنيدهم في الغالب من مناطق تم احتلالها مؤخرًا. وعادة ما تكون متساوية أو متجاوزة على عدد الفيالق.
بتمويله لتأمين صيانة الطرق في جميع أنحاء إيطاليا، قام أغسطس أيضًا بتركيب نظام نقل رسمي رسمي لمحطات الترحيل التي يشرف عليها ضابط عسكري يعرف باسم بريفيكتوس فيهيكليوم (باللاتينية: praefectus vehiculorum). إلى جانب تقدم التواصل الأسرع بين الحكام الإيطاليين، أتاح بناءه الواسع للطرق في جميع أنحاء إيطاليا لجيوش روما أن تسير بسرعة وبسرعة لم يسبق لها مثيل في جميع أنحاء البلاد. في عام 6 أسس أغسطس مالتريوم أيرومي (باللاتينية: Aerarium militare)، وتبرع بـ 170 مليون سيسترز إلى الخزينة العسكرية الجديدة التي قدمت للجنود النشطين والمتقاعدين.
كانت واحدة من أكثر المؤسسات الدائمة من أغسطس إنشاء الحرس البريتوري في 27 ق.م، وهي في الأصل وحدة من الحراس الشخصيين في ساحة المعركة التي تطورت لتصبح حارس إمبراطوري بالإضافة إلى قوة سياسية مهمة في روما. كان لديهم القدرة على تخويف مجلس الشيوخ، وتثبيت أباطرة جدد، وإزاحة الأباطرة الذين لا يحبونهم؛ الإمبراطور الأخير الذي خدموه كان مكسنتيوس، حيث كان قسطنطين الأول الذي حلّهم في أوائل القرن الرابع ودمّر ثكناتهم، كاسترا برايتوريا.

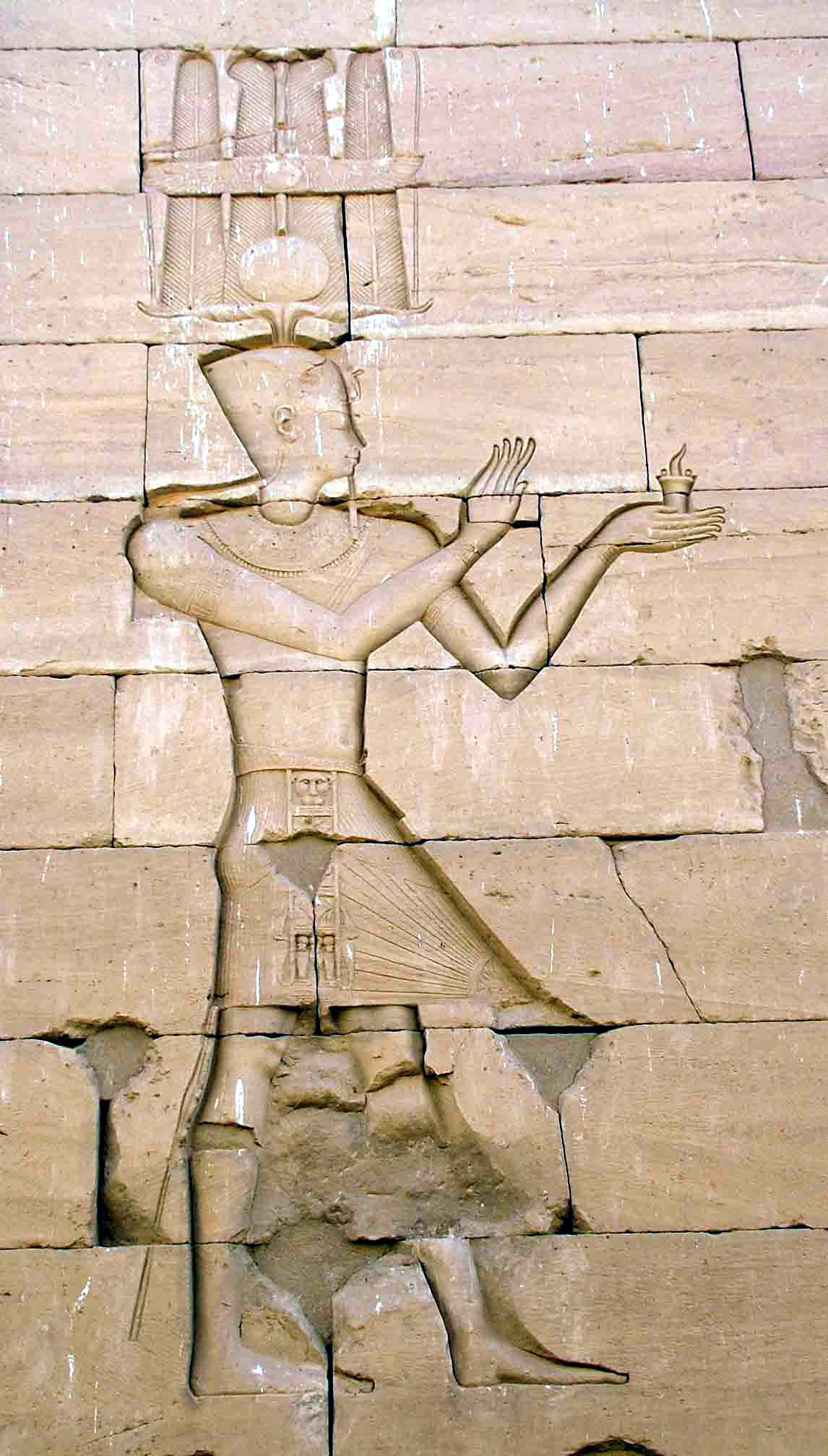
أغسطس في تصوير على الطراز المصري، نحت حجري في معبد كلابشة في النوبة

على الرغم من أنه كان الشخص الأكثر نفوذاً في الإمبراطورية الرومانية، كان أغسطس يرغب في تجسيد روح الفضيلة والجمال الجمهوريين. أراد أيضا أن يتصل ويتواصل مع مخاوف الفلاسفة والناس العاديين. ولقد حقق ذلك من خلال وسائل السخاء المختلفة وتقليص الفائض الضخم. في عام 29 ق.م، أعطى أغسطس 400 آسترس (تساوي 1/10 الكيلو من الذهب الروماني) لكل 250.000 مواطن، 1000 آسترس لكل واحد من 120.000 من المحاربين القدامى في المستعمرات، وصرف 700 مليون آسترس لشراء أراضي لجنوده ليستقروا فيها. كما أعاد ترميم 82 معبد مختلف ليُظهر رعايته للآلهة الرومانية. في 28 ق.م، صهر 80 تمثالًا من الفضة تم نصبها على شاكلته لتكريمه، محاولة منه أن يبدو مقتصدًا ومتواضعًا.

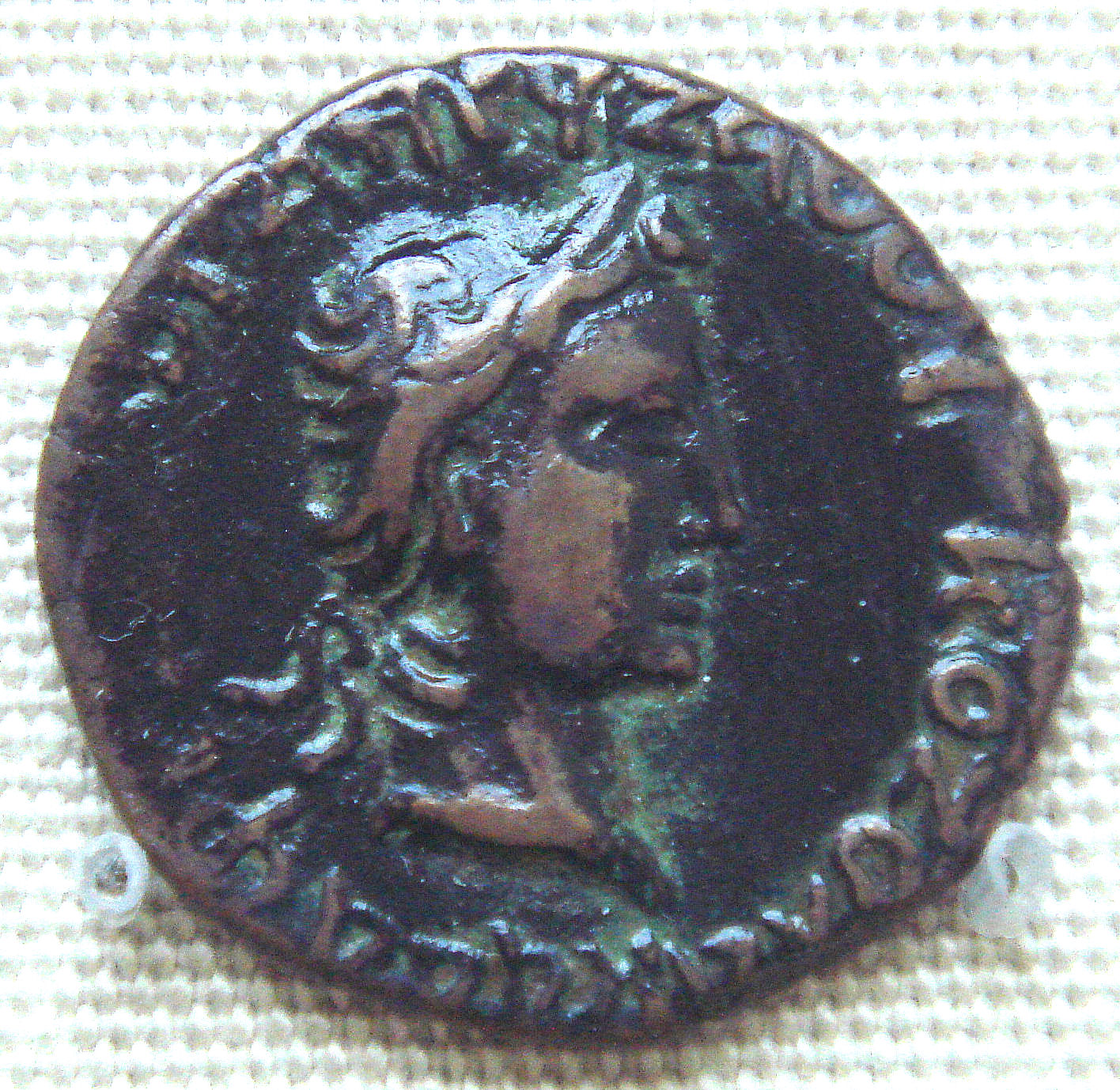
عملة لحاكم كوشان كوجولة كادفيسس، في أسلوب الإمبراطور أغسطس. المتحف البريطاني

لا ينبغي إغفال طول فترة حكم أغسطس وإرثه للعالم الروماني كعامل أساسي في نجاحه. وكما كتب تاسيتس، فإن الأجيال الشابة التي كانت على قيد الحياة في 14 م لم تكن تعرف أبدًا أي شكل من أشكال الحكم بخلاف الزعامة. لو توفي أغسطس في وقت سابق (في 23 ق.م على سبيل المثال)، قد تكون الأمور قد اختلفت كثيرًا. يجب النظر إلى استنزاف الحروب الأهلية في الجمهورية الأوليغارشية القديمة وطول عمر أغسطس، كعوامل مساهمة رئيسية في تحول الدولة الرومانية إلى الحكم الملكي بحكم الأمر الواقع خلال هذه السنوات، وكان لخبرة أغسطس الخاصة، وصبره، وحنكته، وفطنته السياسية نصيب من ذلك. أخرج مستقبل الإمبراطورية إلى العديد من المسارات الدائمة، من وجود جيش احترافي دائم متمركز عند الحدود أو بالقرب منها، إلى مبدأ الأسرية الذي غالباً ما يستخدم في الخلافة الإمبراطورية، إلى تجميل العاصمة على حساب الإمبراطور. كان الإرث النهائي لأغسطس هو السلام والازدهار الذي تمتعت به الإمبراطورية خلال القرنين التاليين في ظل النظام الذي بدأه. تم تكريس ذاكرته في الروح السياسية للعصر الإمبراطوري كنموذج للإمبراطور الجيد. تبنى كل إمبراطور روماني إسمه، قيصر أغسطس، الذي فقد شخصيته تدريجياً كاسم وأصبح في النهاية لقبًا. أشاد شاعر عصر أغسطس فيرجيل وهوراس بأغسطس كمدافع عن روما، وكمناصر للعدالة الأخلاقية، وفرد يتحمل عبء المسؤولية في الحفاظ على الإمبراطورية.
ومع ذلك، بالنسبة لحكمه في روما وتأسيسه لعهد الزعامة، تعرض أغسطس أيضًا للنقد على مر العصور. انتقد القاضي الروماني المعاصر ماركوس انتيستيوس لابو (حوالي عام 10/11 م)، المولع بأيام الحرية الجمهورية قبل أغسطس والتي ولد فيها، علنا نظام أغسطس. في بداية كتابه الحوليات، كتب المؤرخ الروماني تاسيتس (حوالي 56 – حوالي 117) أن أغسطس قد خرب الجمهورية الرومانية بشكل خادع موصلاً إياها إلى موقع العبودية. واصل القول، مع وفاة أغسطس وتبعه الولاء لتيبيريوس، قام الناس في روما ببساطة بتبديل أحد ملاك العبيد بآخر. ومع ذلك، يسجل تاسيتس رأيين متناقضين لكن شائعين في أغسطس:
وفقا لرأي معارض ثاني:

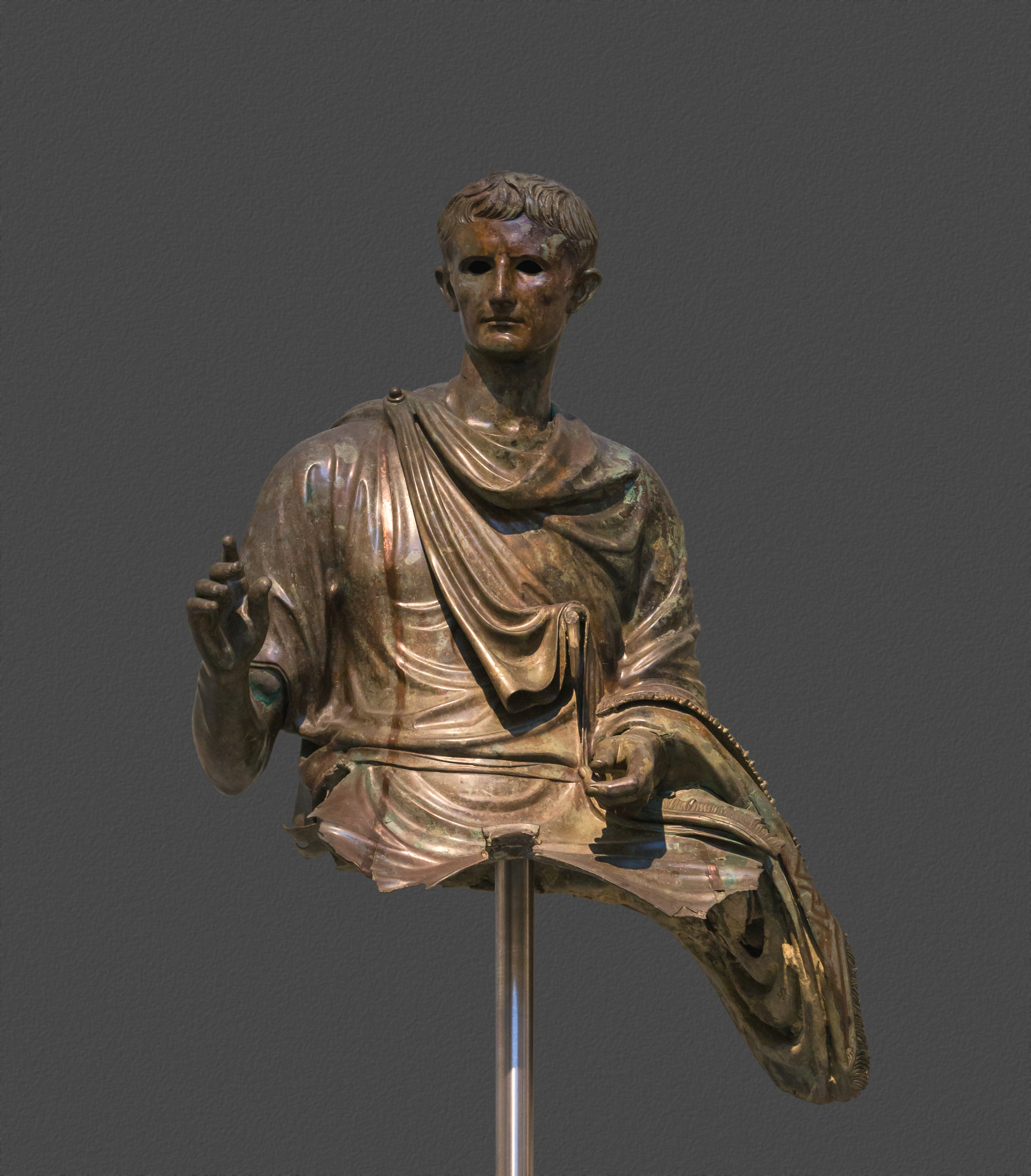
جزء من تمثال برونزي للفارس أغسطس، القرن الأول الميلادي، متحف الآثار الوطني في أثينا

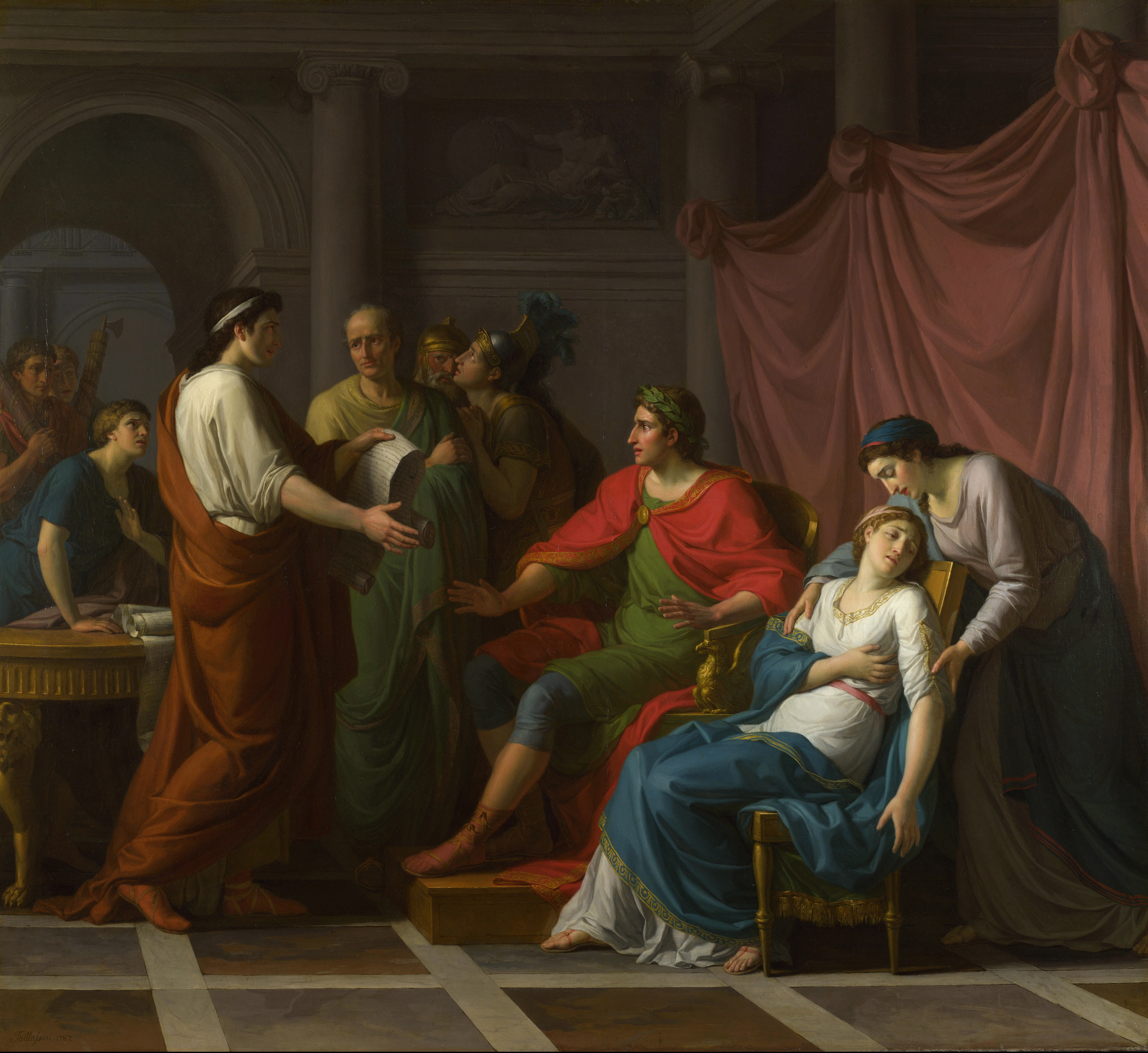
فيرجيل يقرأ الإنيادة إلى أغسطس وأوكتافيا, بواسطة جان جوسيف تايلسون، 1787

يؤكد أنطوني إيفريت في السيرة الذاتية لأغسطس 2006 على أنه خلال القرون، تأرجحت الأحكام في عهد أغسطس بين هذين الطرفين، لكنها تشدد على ما يلي:
كان تاسيتس على قناعة بأن نيرفا (حكم 96-98) نجح «بالخلط بين فكرتين غريبتين سابقتين، الزعامة والحرية». اعترف مؤرخ القرن الثالث، كاسيوس ديو، بأن أغسطس كان حاكمًا معتدلًا ومقتصدًا، ومع ذلك مثل معظم المؤرخين الآخرين بعد وفاة أغسطس، نظر ديو إلى أغسطس باعتباره مستبدًا. كان الشاعر ماركوس آنايوس لوكانوس (39-65) يرى أن انتصار قيصر على بومبي وسقوط كاتو الأصغر (95 ق.م - 46 ق.م) كان بمثابة نهاية الحرية التقليدية في روما. يكتب المؤرخ جاستر ج. ستار كتابه عن تجنبه لانتقاد أغسطس، «ربما كان أغسطس شخصية مقدسة للغاية لاتهامها بشكل مباشر».
انتقد الكاتب الأنجلو-إيرلندي جوناثان سويفت (1667–1745)، في خطابه حول المسابقات والاختلافات في أثينا وروما، أنتقد أغسطس لتثبيت الاستبداد على روما، وشبه ما كان يعتقد الملكية الدستورية الفاضلة لبريطانيا العظمى لجمهورية روما الأخلاقية من القرن الثاني قبل الميلاد. في نقده لأغسطس، قارن الأدميرال والمؤرخ توماس جوردون (1658-1741) أوغسطس بالطاغية المتزمت أوليفر كرومويل (1599-1658). لاحظ كل من توماس جوردون والفيلسوف الفرنسي السياسي مونتسكيو (1689-1755) أن أغسطس كان جبانًا في المعركة. في مذكراته لمحكمة أغسطس، اعتبر العالم الإسكتلندي توماس بلاكويل (1701-1757) أغسطس حاكمًا مكيافيليًا، «مغتصب للحكم ومتعصب ومتعطش للدماء»، «شرير وعديم القيمة»، «نفس لئيمه»، و«طاغية».

### إصلاح الإيرادات

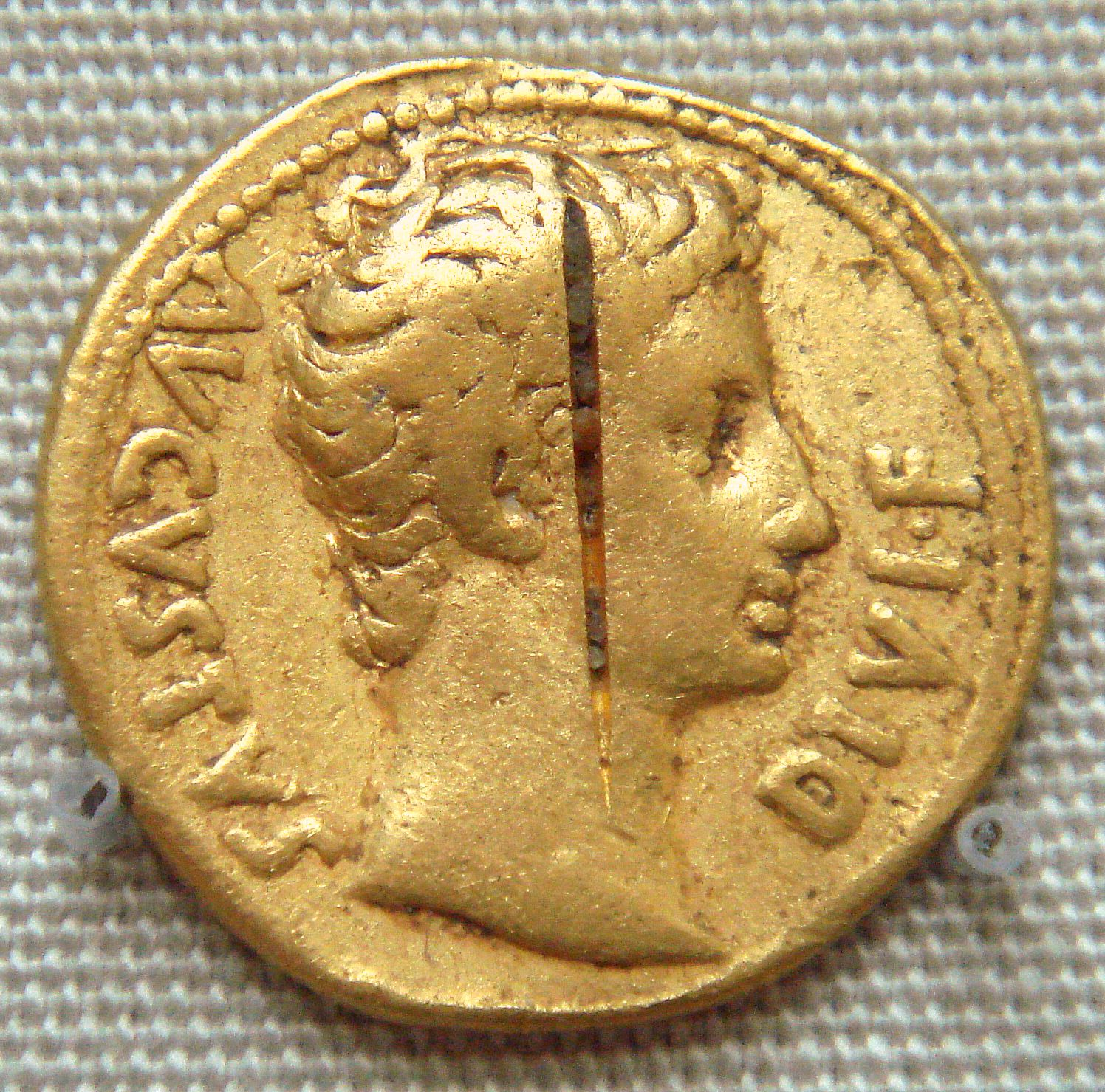
عملة أغسطس وجدت في مؤن بيديكتاوي، من بلاد تاميل القديمة، مملكة بانديائيون من تاميل نادو الحالية في الهند، وهي دليل علي التجارة الهندية الرومانية. المتحف البريطاني

كان لإصلاحات الإيرادات العامة من قبل أغسطس أثر كبير على النجاح اللاحق للإمبراطورية. جلب أغسطس جزءًا أكبر بكثير من قاعدة الأراضي الموسعة للإمبراطورية تحت فرض الضرائب المباشرة والمتناسقة من روما، بدلًا من التفرقة المتقطعة والقطع والتقسيم إلى حد ما من كل محافظة محلية كما فعل أسلاف أغسطس. أدى هذا الإصلاح إلى زيادة كبيرة في عائدات روما من عمليات الاستحواذ على الأراضي، واستقرار تدفقه، وتنظيم العلاقات المالية بين روما والمقاطعات، بدلاً من إثارة استياء جديد مع كل إجرام تعسفي جديد من الجزية.
تم تحديد تدابير الضرائب في عهد أغسطس من خلال تعداد السكان، مع حصص ثابتة لكل محافظة. قام مواطنو روما وإيطاليا بدفع ضرائب غير مباشرة، في حين تم فرض الضرائب المباشرة على المحافظات. وشملت الضرائب غير المباشرة ضريبة بنسبة 4٪ على أسعار العبيد، وضريبة بنسبة 1٪ على البضائع المباعة في المزاد، وفرض ضريبة بنسبة 5٪ على ميراث العقارات التي تزيد قيمتها على 100.000 آسترس من قبل أشخاص آخرين غير أقرب الأقرباء.

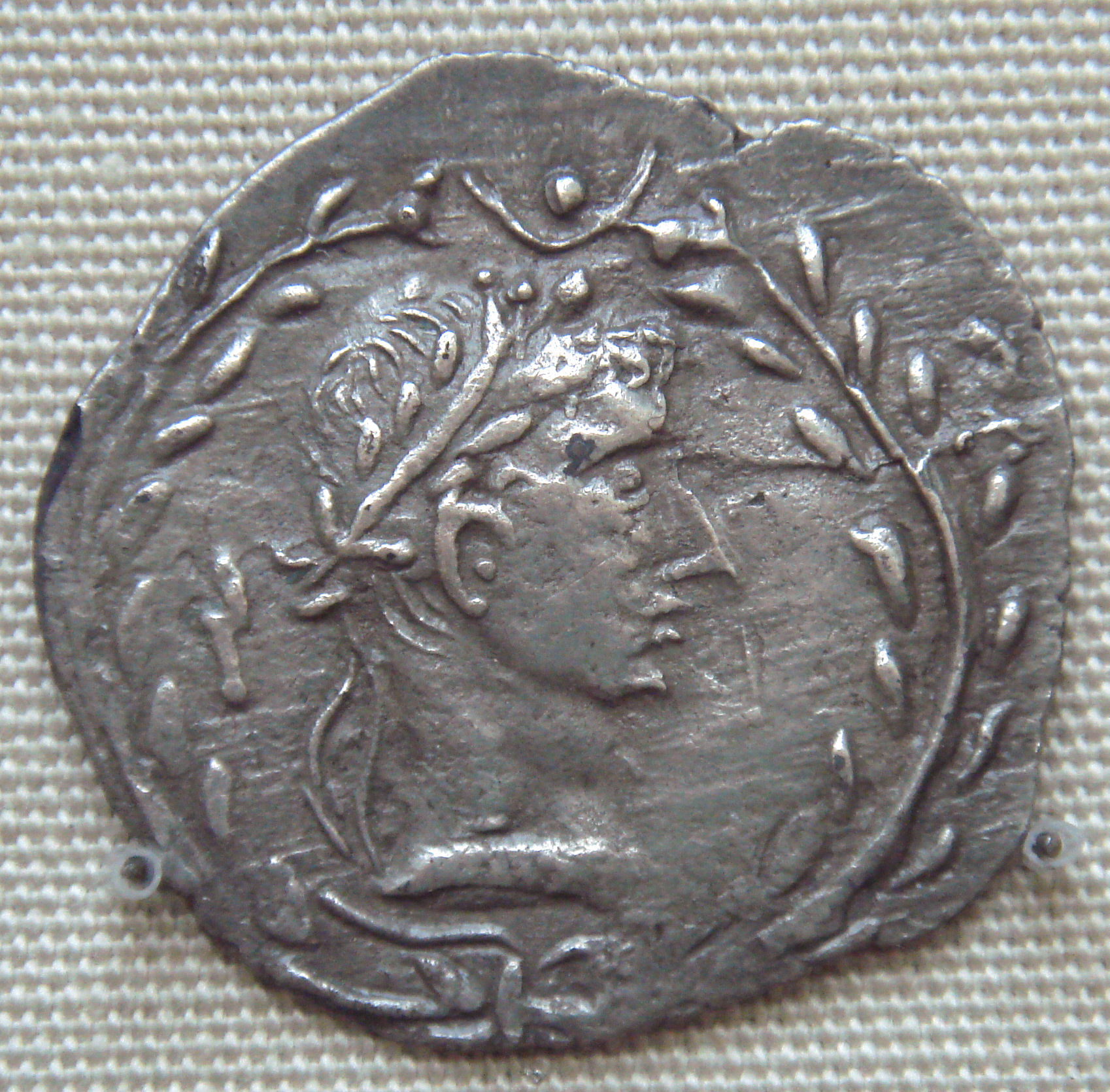
القرن الأول، عملة مملكة حمير، الساحل الجنوبي من شبه الجزيرة العربية. هذه أيضًا تقليد لعملة أغسطس.

ومن الإصلاحات التي لا تقل أهمية، إلغاء الضريبية الزراعية الخاصة، التي حلت محلها جامعي ضرائب الخدمة المدنية بأجر. المتعاقدون الخاصون الذين قاموا بجمع الضرائب للدولة كانوا هم القاعدة في الحقبة الجمهورية. وكان بعضهم قويًا بما يكفي للتأثير على عدد الأصوات للرجال الذين لديهم مناصب في روما. هؤلاء جامعي الضرائب الزراعية الذين يطلق عليهم جابي الضرائب كانوا مشهورين بسبب نهبهم، وثروتهم الخاصة العظيمة، والحق في فرض الضرائب على المناطق المحلية.
كانت عائدات روما تساوي حجم العروض الناجحة لتنمية الضرائب. كانت أرباح جامعي الضرائب تتكون من مبالغ إضافية يمكن أن يتم انتزاعها بالقوة من الجماهير بمباركة روما أو بغض الطرف عنها. أدى عدم وجود إشراف فعال، إلى جانب رغبة جامعي الضرائب في زيادة أرباحهم إلى الحد الأقصى، إلى إصدار نظام من التفرقة التعسفية يُنظر إليه تمامًا على أنه بربرية قاسية تجاه دافعي الضرائب، غير عادل، وضارًا للغاية بالاستثمار والاقتصاد.
أدى استخدام مصر لإيجارات ضخمة من الأراضي لتمويل عمليات الإمبراطورية إلى غزو أغسطس لمصر وتحويلها إلى شكل من أشكال الحكومة الرومانية. وبما أنها كانت تعتبر الملكية الخاصة لأغسطس أكثر من كونها إحدى مقاطعات الإمبراطورية، فقد أصبحت جزءًا من الأملاك الخاصة لكل إمبراطور تالي. بدلاً من المندوب أو القائد، قام أوغسطس بتركيب بريفيكتوس من فئة الفروسية لإدارة مصر والحفاظ على موانئه المربحة. أصبح هذا الموقف أعلى إنجاز سياسي لأي فروسية إلى جانب كونه حاكمًا للحرس البريتوري. أعطت الأرض الزراعية عالية الإنتاجية في مصر إيرادات هائلة كانت متاحة لأغسطس وخلفائه لدفع تكاليف الأشغال العامة والبعثات العسكرية، وكذلك الخبز والسيرك لسكان روما.
خلال فترة حكمه، أدت ألعاب السيرك إلى قتل 3500 من الفيلة.

### شهر أغسطس
سُمّيَ شهر أغسطس (باللاتينية: Augustus) على اسم أغسطس. حتى وقته كان يسمى سكستيليس (سمي بذلك لأنه كان الشهر السادس من التقويم الروماني الأصلي والكلمة اللاتينية لستة هي (باللاتينية: Sex)). تقول التقاليد المتكررة إن شهر أغسطس فيه 31 يومًا لأن أغسطس أراد شهره أن يتناسب مع طول شهر يوليو الخاص بيوليوس قيصر، لكن هذا كان اختراعًا للعالم يوهانس دي سكروبوسكو في القرن الثالث عشر. في الواقع كان سكستيليس 31 يومًا من قبل إعادة تسميته، ولم يتم اختياره لطوله (انظر التقويم اليولياني). وفقا لمجلس الشيوخ نقلا من قبل ماكروبيوس، تم تغيير اسم سكستيليس لتكريم أغسطس لأن العديد من الأحداث الأكثر أهمية مثل صعوده إلى السلطة، وذروة أهميتها في سقوط الإسكندرية، حدثت في ذلك الشهر.

### مشاريع البناء

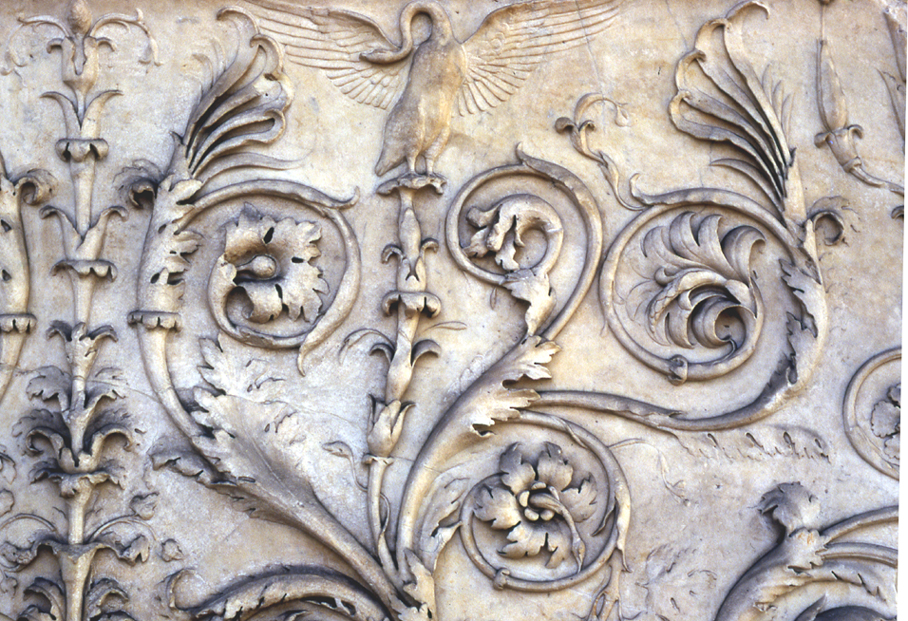
تفاصيل النحت عن قرب لـ آرا باسيس (مذبح السلام)، 13 ق.م إلى 9 ق.م

على فراش موته، تفاخر أغسطس «لقد وجدت روما مبنية من الطوب؛ وتركتها لكم مبنية من الرخام.» وعلى الرغم من وجود بعض الحقيقة في المعنى الحرفي لهذا، يؤكد المؤرخ كاسيوس ديو أنه كان استعارة لقوة الإمبراطورية. حيث يمكن العثور على الرخام بمباني روما قبل أغسطس، ولكن لم يتم استخدامه على نطاق واسع كمواد بناء حتى عهد أغسطس.
على الرغم من أن هذا لم ينطبق على الأحياء الفقيرة في سيبيورا، والتي كانت لا تزال متهالكة ومعرضة للحريق أكثر من أي وقت مضى، إلا إن أغسطس ترك علامة على التضاريس الضخمة لمركز مدينة روما وكامبيوس مارتيوس، مع آرا باسيس (مذبح السلام) ومزولة تذكارية، والتي كان عقربها المركزي مسلة مأخوذة من مصر. صور نحت النقش البارز التي يُزين آرا باسيس بصورته المرئية انتصارات أغسطس في «ريج جيستا». كما صورت أيضًا المواكب الإمبراطورية من البريتوريين، والفستال، ومواطني روما.
قام أيضًا ببناء معبد قيصر، وحمامات أغريبا، ومنتدى أغسطس مع معبد مارس ألتور. وقد قام بتشجيع مشاريع أخرى، مثل مسرح بالبيس، وبناء أغريبا للبانثيون، أو قام بتمويلها من ناحيته من خلال الآخرين، معتمدًا في كثير من الأحيان على العلاقات (على سبيل المثال: بورتيكوس اوكتافيا ومسرح مارسيلويس). حتى ضريح أغسطس بُني قبل وفاته لإيواء أفراد عائلته. للاحتفال بفوزه في معركة أكتيوم، تم بناء قوس أغسطس في 29 ق.م بالقرب من مدخل معبد كاستور وبولوكس، وتم توسيع القوس في 19 ق.م ليشمل تصميم ثلاثي الأقواس. هناك أيضا العديد من المباني خارج مدينة روما التي تحمل اسم أغسطس وتراثه، مثل مسرح ماردة في إسبانيا الحديثة، وميزون كاري الذي بُني في نيم بجنوب فرنسا اليوم، فضلا عن نصب الألب في لا توربي الواقعة بالقرب من موناكو.

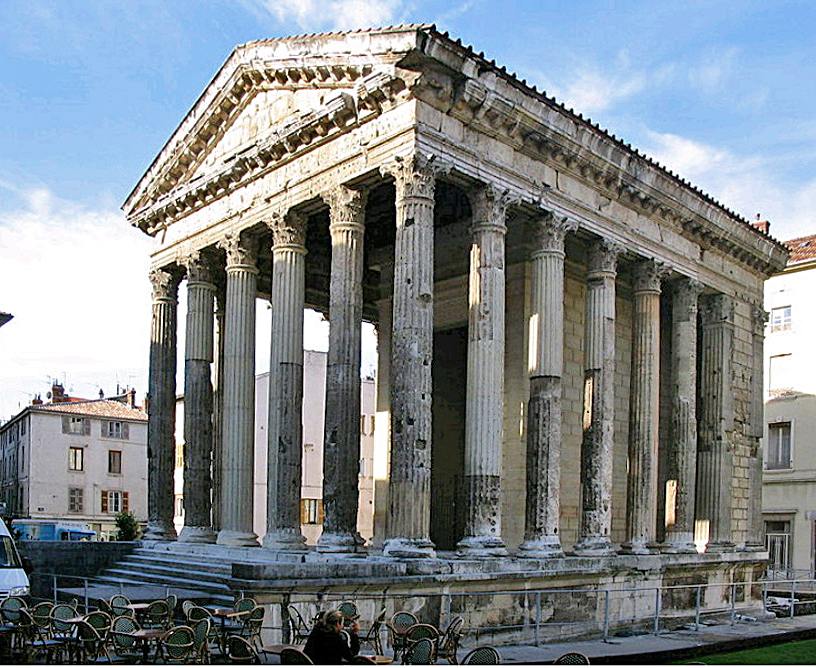
معبد أغسطس وليفيا دروسيلا في فيين، أواخر القرن الأول قبل الميلاد

بعد وفاة أغريبا في 12 ق.م، كان لا بد من إيجاد حل للحفاظ على نظام إمدادات المياه في روما. جاء ذلك بسبب أن أغريبا كان تحت إشرافه عندما كان يعمل في منصب إيديل، وقد قام بتمويله بعد ذلك عندما كان مواطناً خاصاً يدفع على نفقته الخاصة. في ذلك العام، رتب أغسطس نظامًا يُحدد فيه مجلس الشيوخ ثلاثة من أعضائه كمفوضين رئيسيين مسؤولين عن إمدادات المياه وللتأكد من عدم سقوط القنوات المائية في روما.
في أواخر عهد أغسطس، تم تعيين لجنة من خمسة أعضاء في مجلس الشيوخ تسمى (باللاتينية: curatores locorum publicorum iudicandorum) (تُترجم بـ«المشرفين على الممتلكات العامة») للحفاظ على المباني العامة ومعابد عبادة بالدولة. كما أسس أغسطس مجموعة من مجلس الشيوخ تُسمي (باللاتينية: curatores viarum) (تتُرجم بـ«المشرفين على الطرق») لصيانة الطرق. عملت هذه اللجنة السيناتورية مع المسؤولين المحليين والمقاولين لتنظيم الإصلاحات العادية.
كان النمط الكورنثي من الطراز المعماري الناشئ من اليونان القديمة هو النمط المعماري السائد في عصر أغسطس والمرحلة الإمبراطورية في روما. وعلق سويتونيوس مرة واحدة أن روما كانت لا تستحق وضعها كعاصمة لدولة إمبراطورية، لكن أغسطس وأغريبا شرعا في تفكيك هذا الرأي من خلال تحويل مظهر روما إلى الطراز اليوناني الكلاسيكي.

## المظهر الجسدي والصورة الرسمية

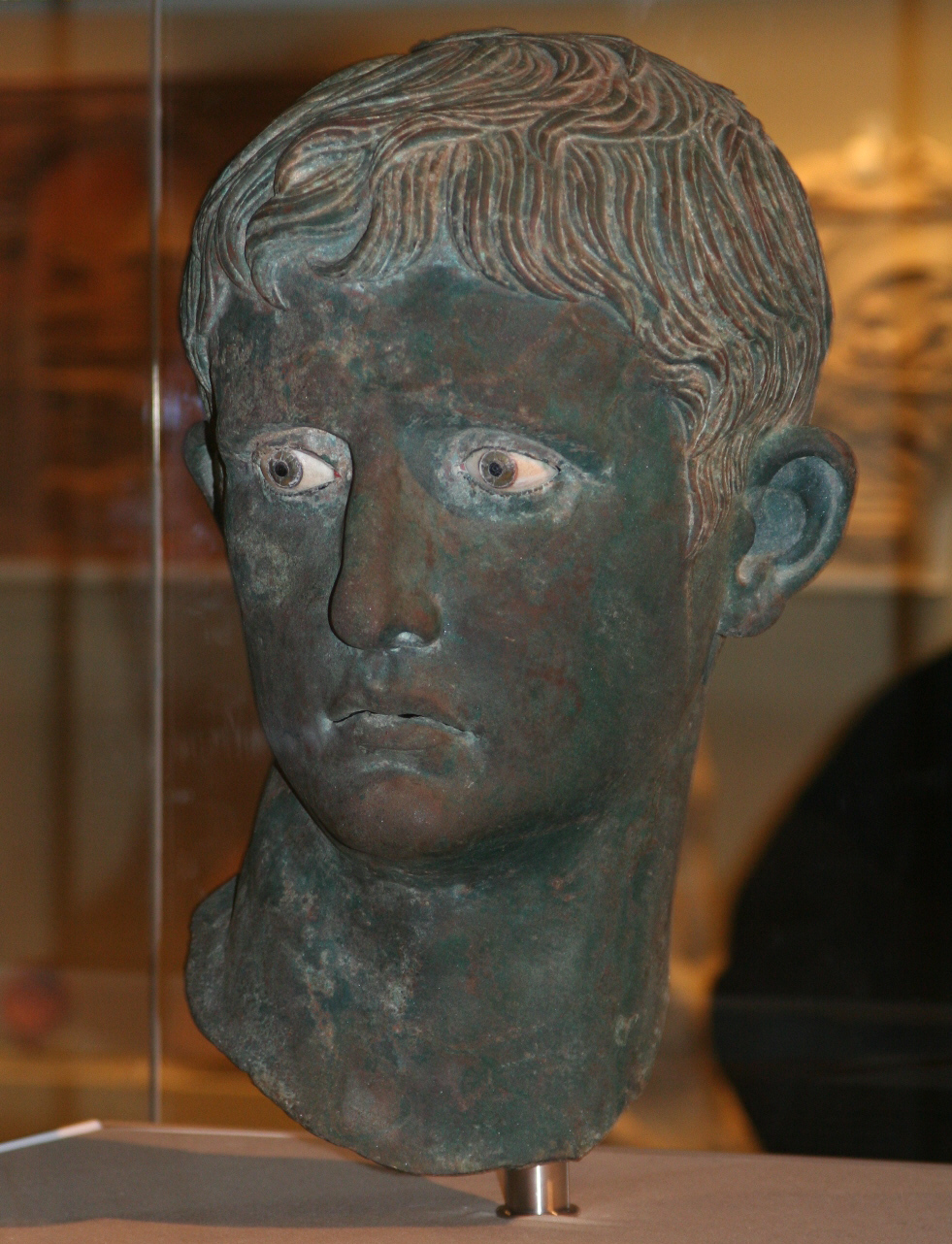
رأس مروي لأغسطس، بورتريه روماني لتمثال نصفي برونزي من مروي، مملكة كوش (النوبة، السودان حديثاً)، 27-25 ق.م.

وصف سويتونيوس كاتب سيرة حياته واصفًا مظهره بعد قرن من وفاته، بأنه: «...وسيم بشكل غير عادي ورشيق للغاية في جميع فترات حياته، رغم أنه لم يهتم بشيء من الزينة الشخصية. ولقد كان بعيدًا عن كونه مميزًا بشأن قصة شعره، حيث كان يعمل عليه العديد من الحلاقين في عجلة من أمره في الوقت نفسه، أما بالنسبة للحيته، فقد تم قصها ثم حلقها حالًا، بينما كان يقرأ في الوقت نفسه أو يكتب شيئًا... كانت لديه عيون واضحة ومشرقة... كانت أسنانه متباعدة، وصغيرة، ومُحافَظًا عليها؛ شعره كان مجعدًا قليلا ويميل إلى الذهبي؛ كان حاجباه متصلين. وكانت أذناه ذواتي حجم معتدل، وأنفه مرتفعًا قليلاً في الأعلى ثم منحنيًا إلى الداخل قليلاً. كانت بشرته بين السمراء والمعتدلة. وكان قصير القامة، على الرغم من أن جوليوس ماراثوس، وهو عبده المُعتق وحارس سجلاته، يقول أن طوله كان خمسة أقدام وتسعة بوصات (أقل بقليل من 5 أقدام و7 بوصات، أو 1.70 متر، في قياسات الطول الحديثة)، ولكن هذا كان خفياً بسبب نسبة وتناسب شخصيته، وكان هذا ملحوظًا فقط بالمقارنة مع شخص أطول قامة بجانبه...»، مضيفا أن «حذائه كان عالي النعل إلى حد ما، لجعله يبدو أطول من الحقيقة». يظهر التحليل العلمي لآثار الطلاء الموجود في تماثيله الرسمية أنه كان على الأرجح لديه شعر وعينان ذواتا لون بني فاتح (صُوِّرَ شعْرُهُ وعيناه بنفس اللون).
كانت صورة أغسطس الرسمية خاضعة لرقابة شديدة ومثالية، وهي رقابة مستمدة من تقاليد عصر البورتريه الملكي الهيليني، بدلاً من تقاليد الواقعية في البورتريه الروماني. ظهر أغسطس لأول مرة على العملات المعدنية في سن التاسعة عشرة، ومنذ حوالي 29 ق.م. «كان الازدياد المفاجئ في عدد لوحات أغسطس يدلّ على حملة دعاية منسقة تهدف إلى السيطرة على جميع جوانب الحياة المدنية والدينية والاقتصادية والعسكرية مع شخص أغسطس». الصور المبكرة تصور بالفعل شابًا، ولكن بالرغم من وجود تغييرات تدريجية، إلا أن صورته ظلت شابة حتى وفاته في السبعينيات، وفي ذلك الوقت كان لديهم «جو بعيد المنال من العظمة الدائمة». ومن بين أفضل الصور الناجية المعروفة هي الصور الباقية من أغسطس بريما بورتا، والصورة على آرا باسيس، وفيا لابيكانا أغسطس، والتي تُظهره ككاهن. مع العديد من منحوتات القميو مثل بلاكاس قميو وجوهرة أغسطس.

## معرض الصور

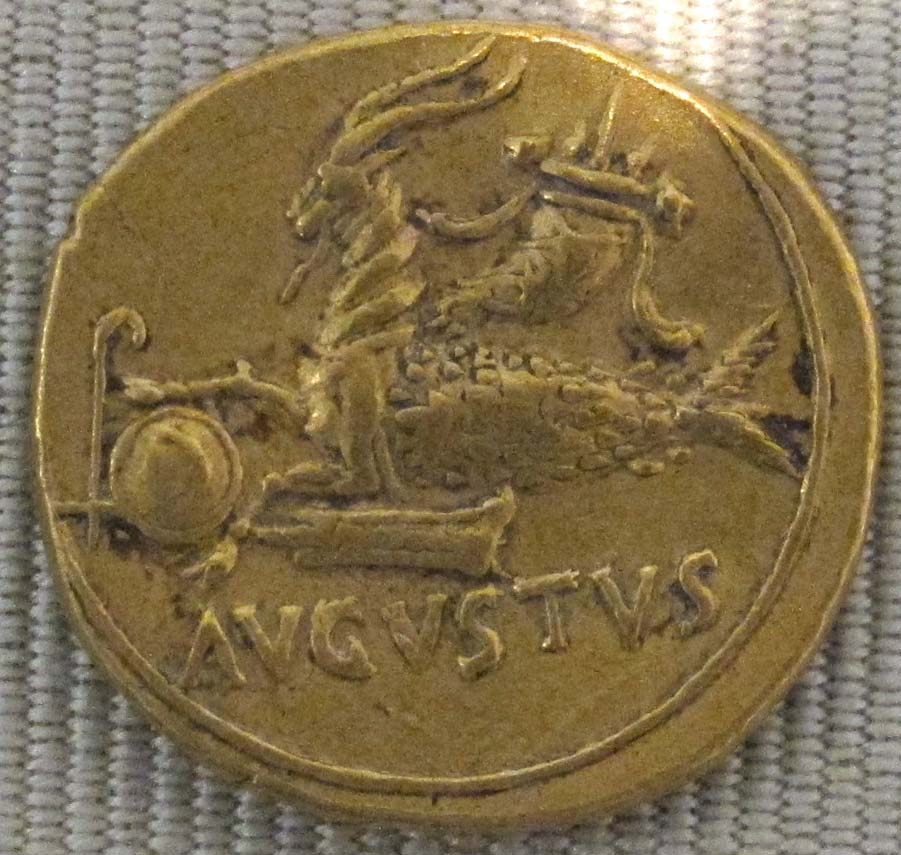
علامة برج الجدي، برج أغسطس
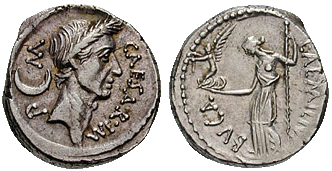
ديناريوس من 44 ق.م، يُظهر يوليوس قيصر على الوجه والإلهة فينوس على ظهر العملة.
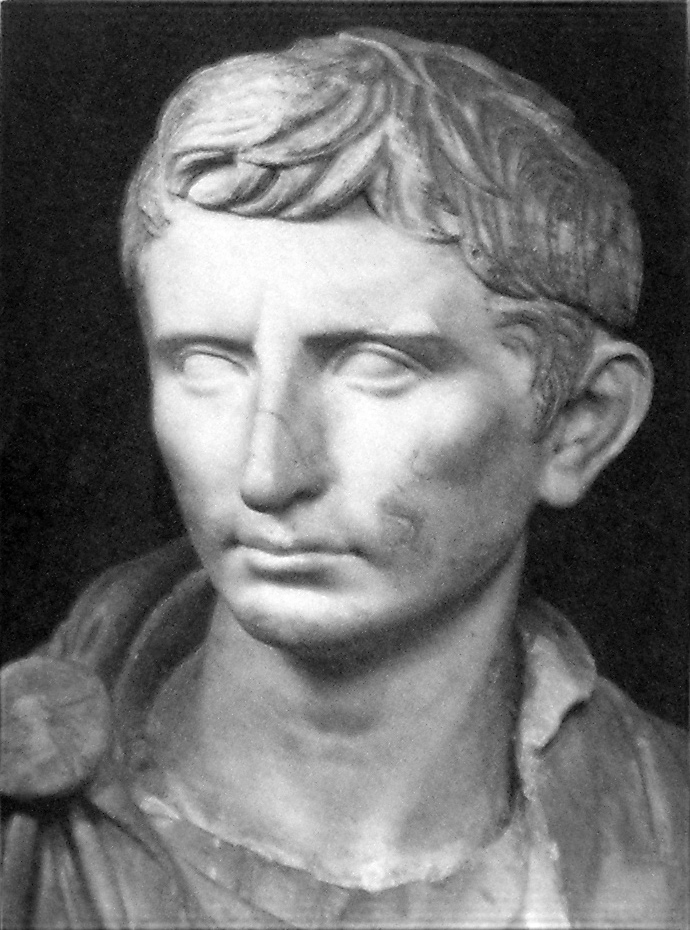
تمثال أغسطس معاد بناؤه يُظهر أوكتافيان وهو صغير، بتاريخ حوالي 30 ق.م
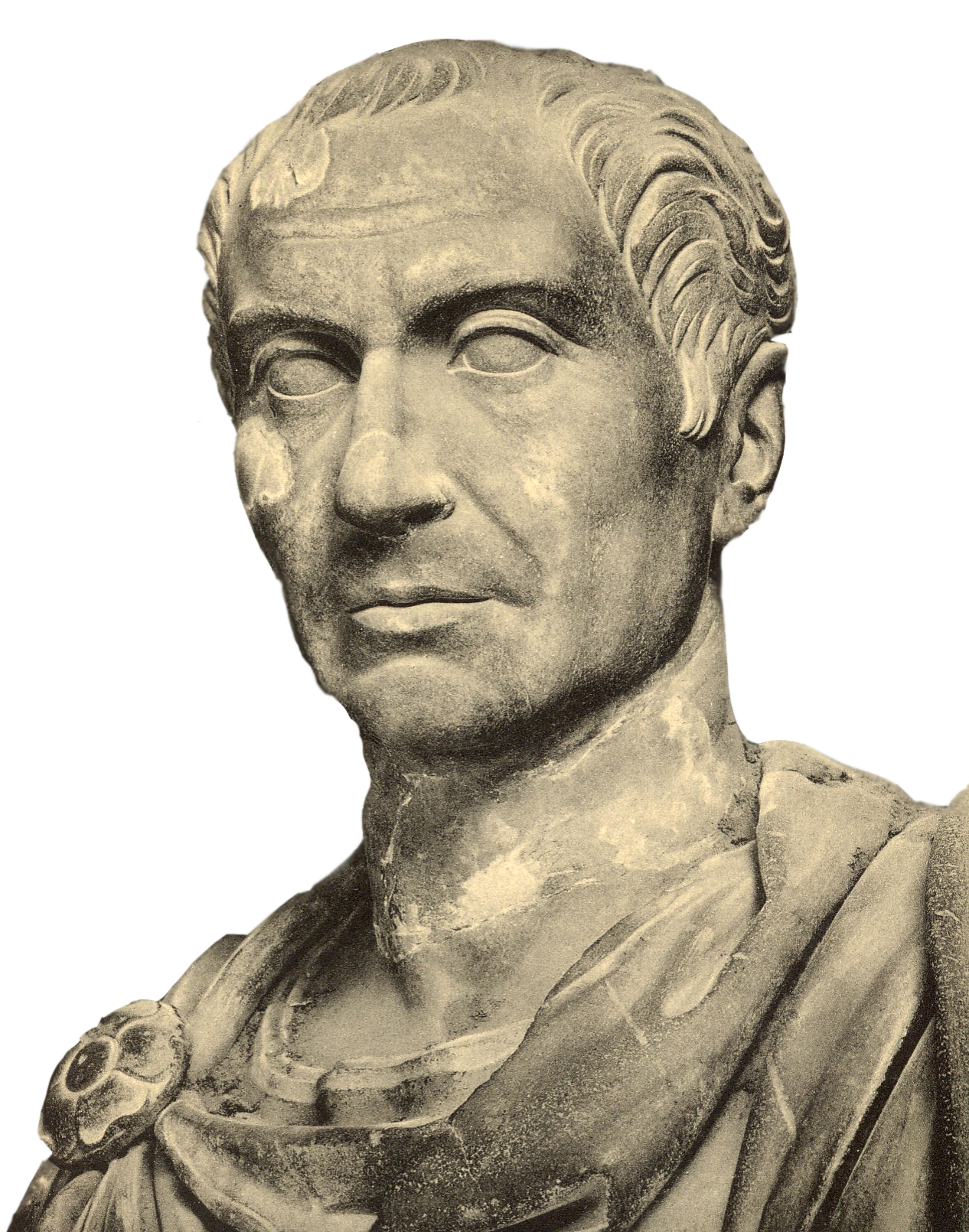
تمثال نصفي لقيصر، عم أم أوكتافيوس، والذي جعل الأخير وريثه.
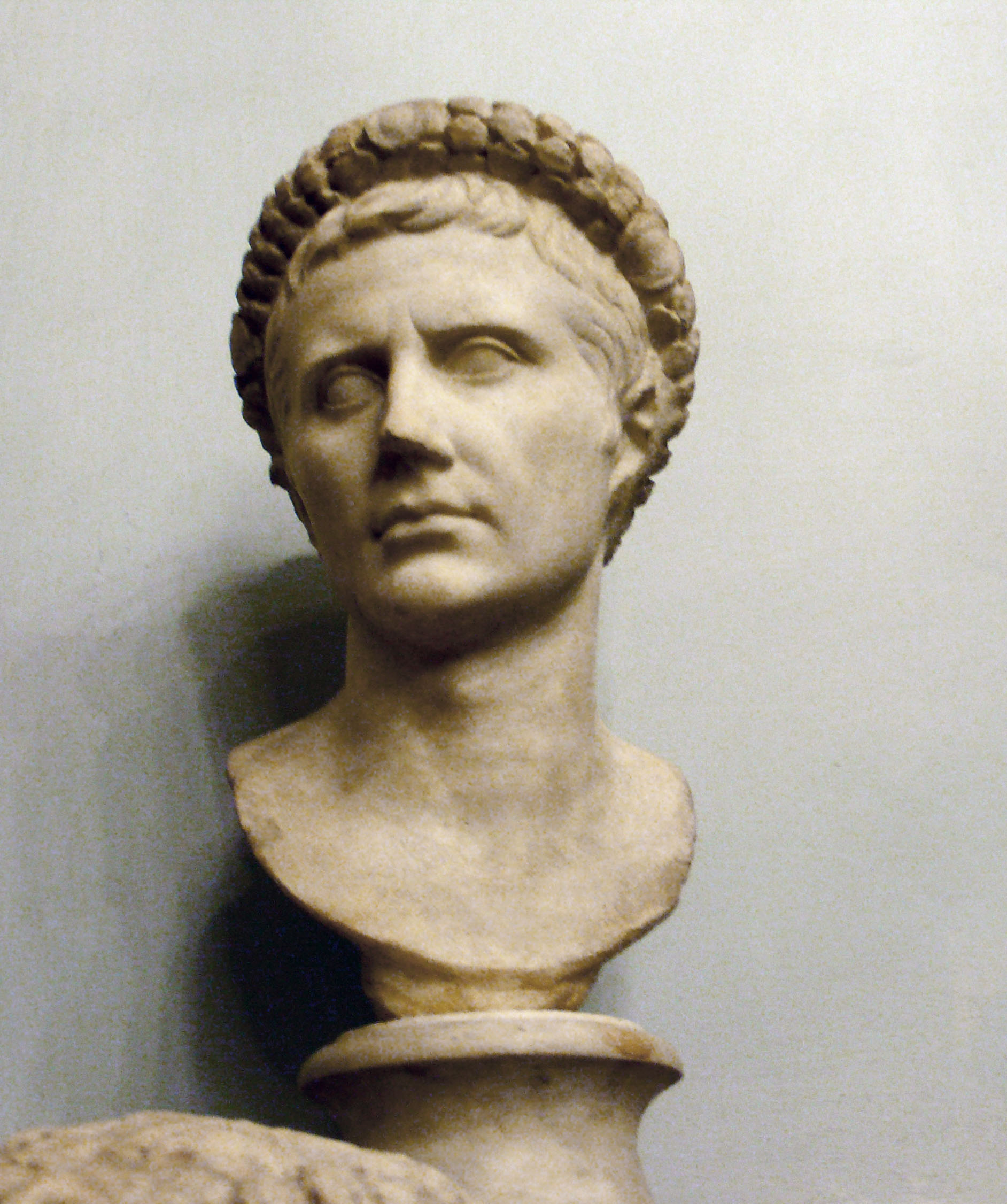
تمثال لرأس أغسطس في متاحف كابيتولين، روما
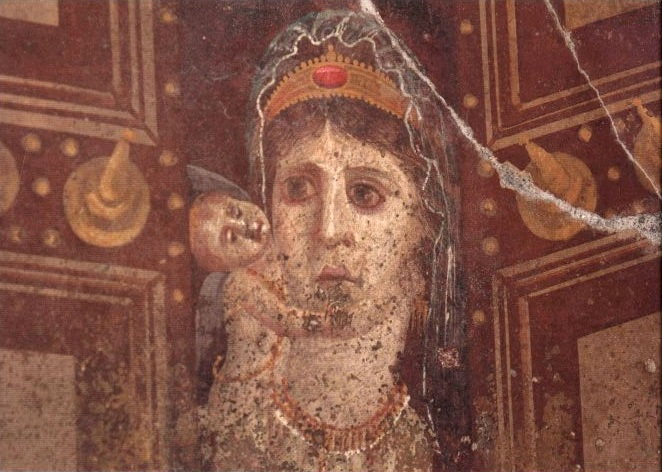
لوحة جدارية رومانية من منتصف القرن الأول قبل الميلاد في بومبي، إيطاليا، تُظهر فينوس حاملة إبنها كيوبيد وهو على الأرجح تصوير لكليوباترا السابعة من مصر البطلمية مثل تمثال فينوس جينيتريكس، مع ابنها قيصرون، وهو مماثل في المظهر إلى ما هو الآن تمثال كليوباترا المفقود الذي بناه يوليوس قيصر في معبد فينوس جينيتيكس (داخل منتدى قيصر). قام مالك بيت ماركوس فابيوس روفوس في بومبي بإغلاق الغرفة مع هذه اللوحة، على الأرجح في رد فعل فوري لإعدام قيصريون بأوامر من أغسطس في عام 30 ق.م، عندما أعتبرت الصور الفنية لقيصرون قضية حساسة في نظر النظام الحاكم
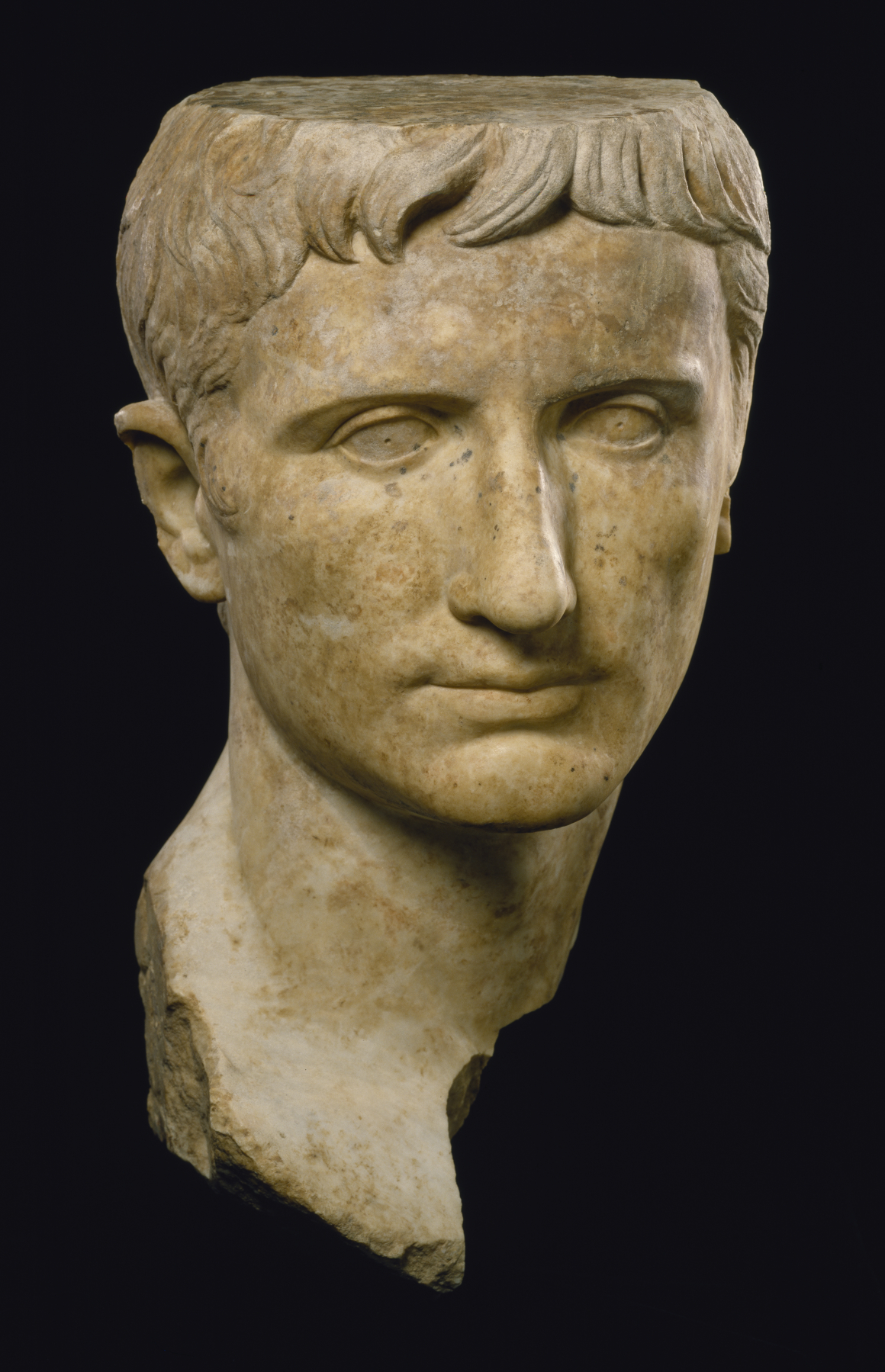
صورة أغسطس تُظهر الإمبراطور بميزات مثالية
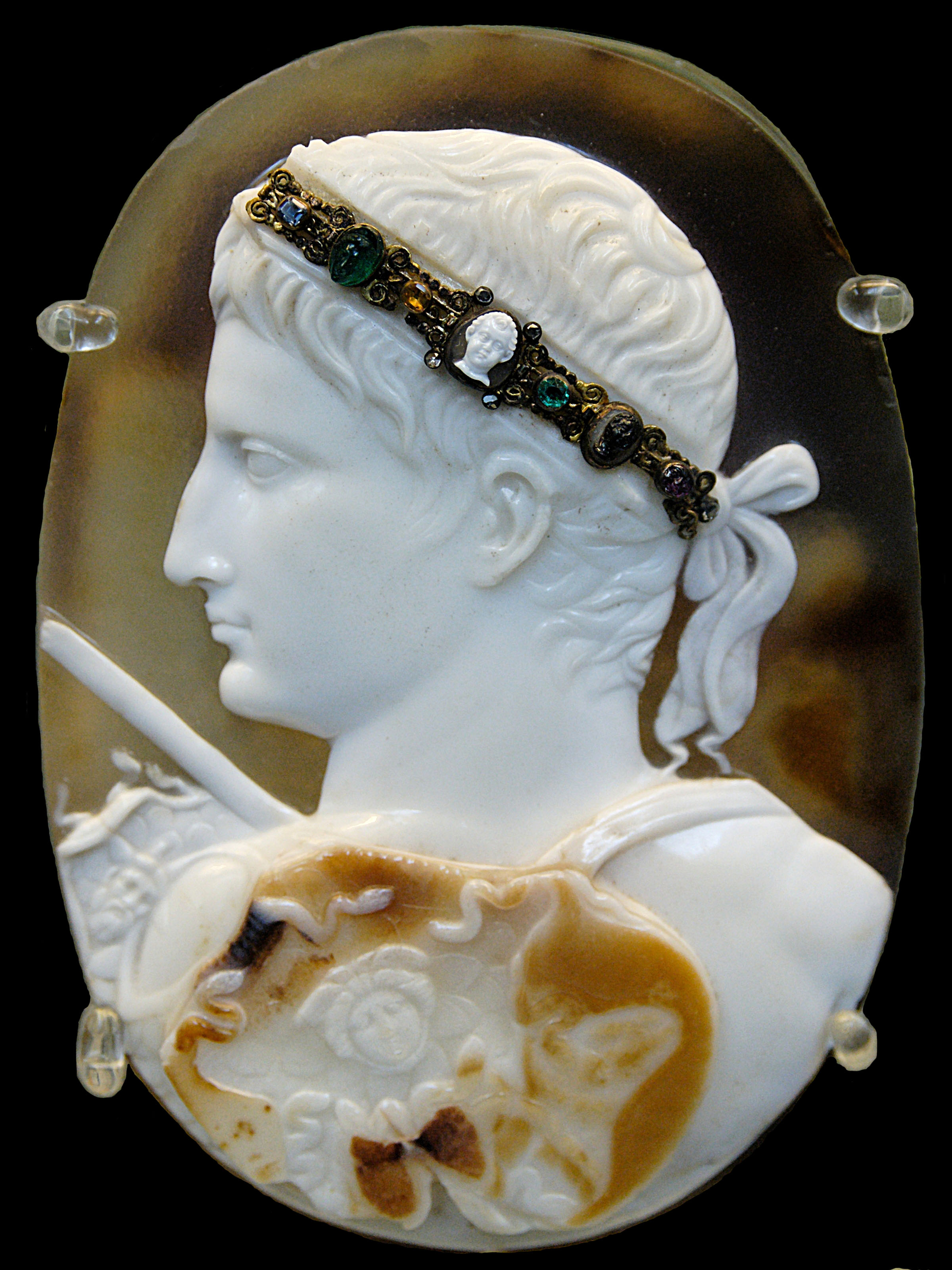
بلاكاس قميو تُظهر أغسطس يرتدي الغورغونيون على ثلاثة طبقات من جزع القميو، 20 - 50 م.
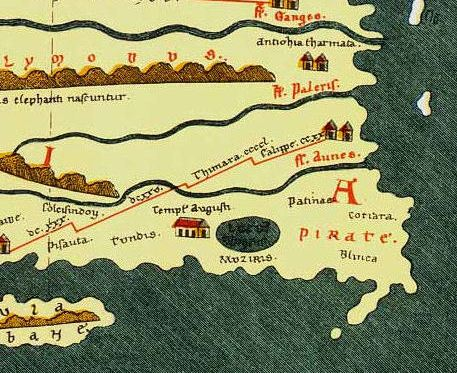
موزيريس في مملكة تشيرا في جنوب الهند، كما هو معروض في اللوحة البويتينغرية، مع تصوير "معبد أغسطس" ("Templum Augusti")، وهو توضيح للعلاقات الهندية الرومانية في تلك الفترة.